# 이탈리아의 역사

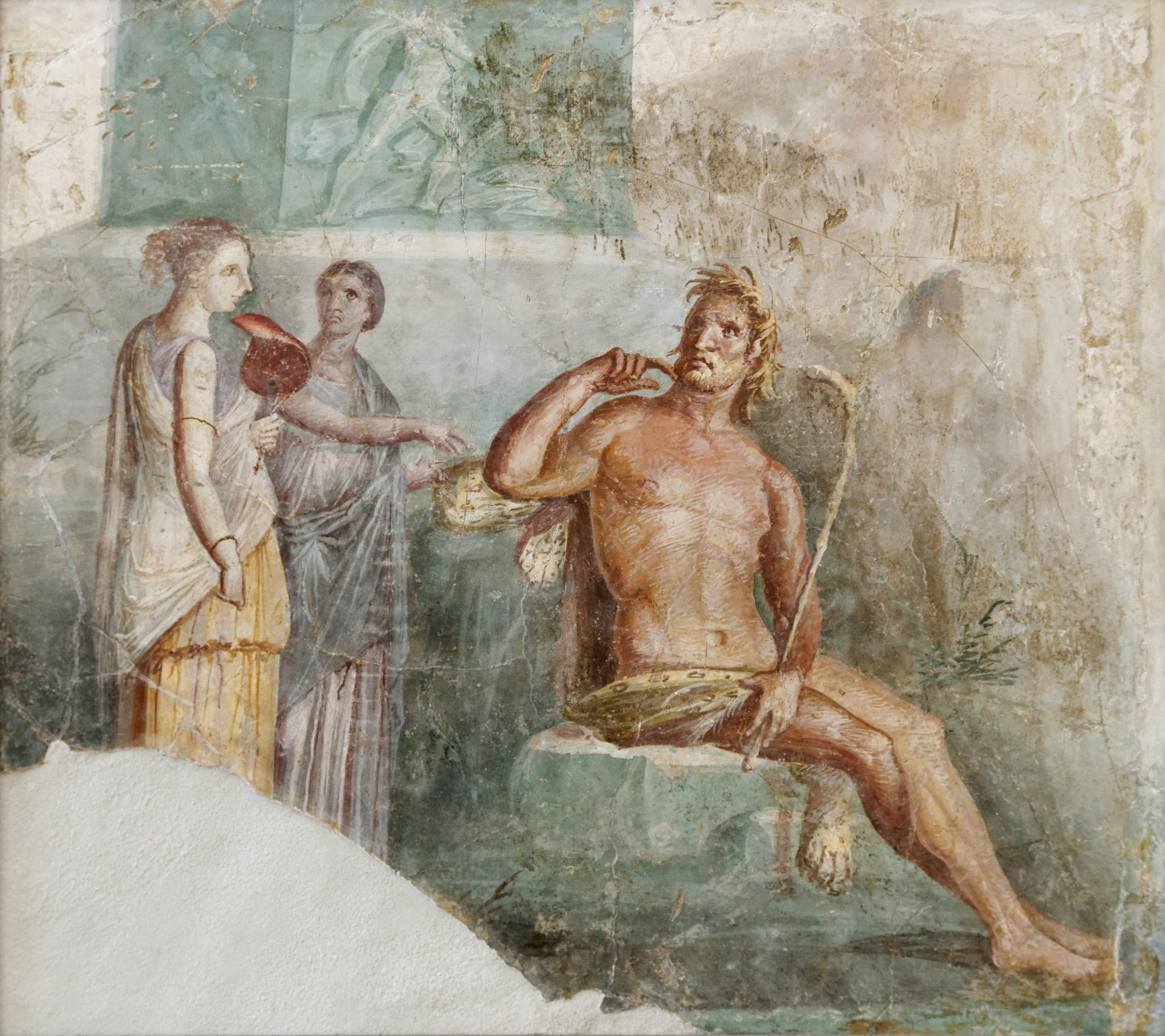
아시스와 갈라테아 이야기를 듣고 있는 폴리페무스. 폼페이 스타일로 그려진 로마 프레스코 벽화(기원후 45-79년)

이탈리아의 역사는 선사 시대인 85만년 전 무렵에 살았던 구석기인의 유적인 몬테포기올로까지 소급될 수 있다. 또한 4만 3천년 전 무렵부터는 크로마뇽인이 거주 하였다. 기원전 6000년에서 5500년 사이 이탈리아에서도 유럽의 신석기가 시작되었다. 이탈리아의 청동기는 대략 기원전 1500년 무렵 인도유럽어족 사람들이 거주하면서 시작되었고 철기 시대를 맞이하여 이탈리아인이라 할 수 있는 사람들이 형성되었다. 그러나 고전기 이전의 이탈리아는 여러 갈래의 문화로 나뉘어, 북부에는 켈트족이, 중부에는 에트루리아인이, 그리고 남부에는 고대 그리스의 식민지들이 자리잡고 있었다. 이러한 상황은 기원전 8세기에서 기원전 5세기까지 지속되었다.
고대 이탈리아반도의 여러 부족들 가운데 라틴족은 라티움을 중심으로 확장하였고, 그들이 사용하던 라틴어는 로마의 이탈리아 정복에 따라 기원전 3세기 무렵에는 이탈리아반도 전역에서 지배적인 언어가 되었다. 로마 공화정과 로마 제국은 고대 로마 시기에 이탈리아반도뿐만 아니라 지중해 연안과 유럽의 상당한 지역을 지배하였다. 4세기 말 기독교가 로마제국의 국교가 되었다.
5세기 말 고대 후기에 로마 제국은 동·서로 분할되었으며, 분할 이후 서로마 제국의 멸망이 일어났다. 랑고바르드인은 이탈리아 북부를 정복하고 568년 랑고바르드 왕국을 세웠다. 그러나 이탈리아의 남부와 동부 연안은 11세기까지도 여전히 비잔틴 제국의 지배를 받았다. 774년 랑고바르드 왕국은 프랑크 왕국에 정복되었으며, 이후 중세 기간 동안 이탈리아의 여러 도시들은 명목상으로는 신성로마제국의 영토였으나, 사실상 독립적인 도시국가로서 해양 공화국으로 발전였다.

15세기 말에서 16세기에 걸쳐 있었던 이탈리아 전쟁의 결과, 이탈리아는 근세 유럽의 열강이었던 합스부르크 가의 스페인과 오스트리아에 의해 분할 지배 되었으며, 나폴레옹 1세의 프랑스 제1제국 시기에는 프랑스의 속령이 되었다. 한편, 8세기에 랑고바르드 왕국을 정복한 단신왕 피핀이 교황에게 영지를 기증한 것이 기원인 교황령은 19세기 후반까지 성좌의 지배를 받았다.
19세기에 들어 이탈리아에서는 민족주의에 기반한 민족 국가 사상이 번졌고, 19세기 말 이탈리아 왕국이 이탈리아반도 대부분을 지배하게 되면서 통일 되었다. 1861년 성립된 이탈리아 왕국은 신속한 근대화와 함께 리비아와 아프리카의 뿔 지역을 중심으로 아프리카 각지와 지중해의 요충지를 침략하여 식민지로 삼아 이탈리아 제국을 형성하였다. 이 과정에서 오스트리아 제국은 이탈리아의 숙적이 되었고, 사라예보 사건으로 시작된 제1차 세계대전에서 이탈리아는 협상국의 일원으로 독일 오스트리아와 맞섰다.
1920년대에 들어 베니토 무솔리니의 파시즘이 정권을 장악하였다. 1920년대와 1930년대 사이 이탈리아 파시즘은 아프리카에 대한 식민주의를 확대하고자 하였다. 무솔리니는 나치 독일과 손잡고 추축국이 되어 제2차 세계 대전을 벌였고, 1945년 이탈리아 파시즘은 연합국에게 격퇴되었다. 2차 대전의 패색이 짙어지던 1943년 부렵부터 이탈리아에서는 내전이 일어났다. 이탈리아 파르티잔과 바돌리오 정부에 쫓겨 파시즘 망명 정부를 세운 무솔리니는 1945년 춘계 이탈리아 공세에서 패한 뒤 파르티잔에게 체포되어 처형되었다.
1946년 이탈리아 국가형태 국민투표 결과 이탈리아는 공화국이 되었다. 1946년 6월 2일 새 공화국이 출범한 뒤 이탈리아는 1950년대와 1960년대에 걸쳐 이탈리아 경제 기적이라 불리는 급속한 경제 성장과 근대화를 이루었다. 유럽 경제 공동체에 가입한 이탈리아는 서유럽의 일원이 되었고, NATO와 G7 그리고 경제 협력 개발 기구의 회원국이 되었다. 오늘날 이탈리아는 경제, 종교, 군사, 문화 등의 분야에서 세계적인 영향력을 발휘하고 있다.

## 선사 시대

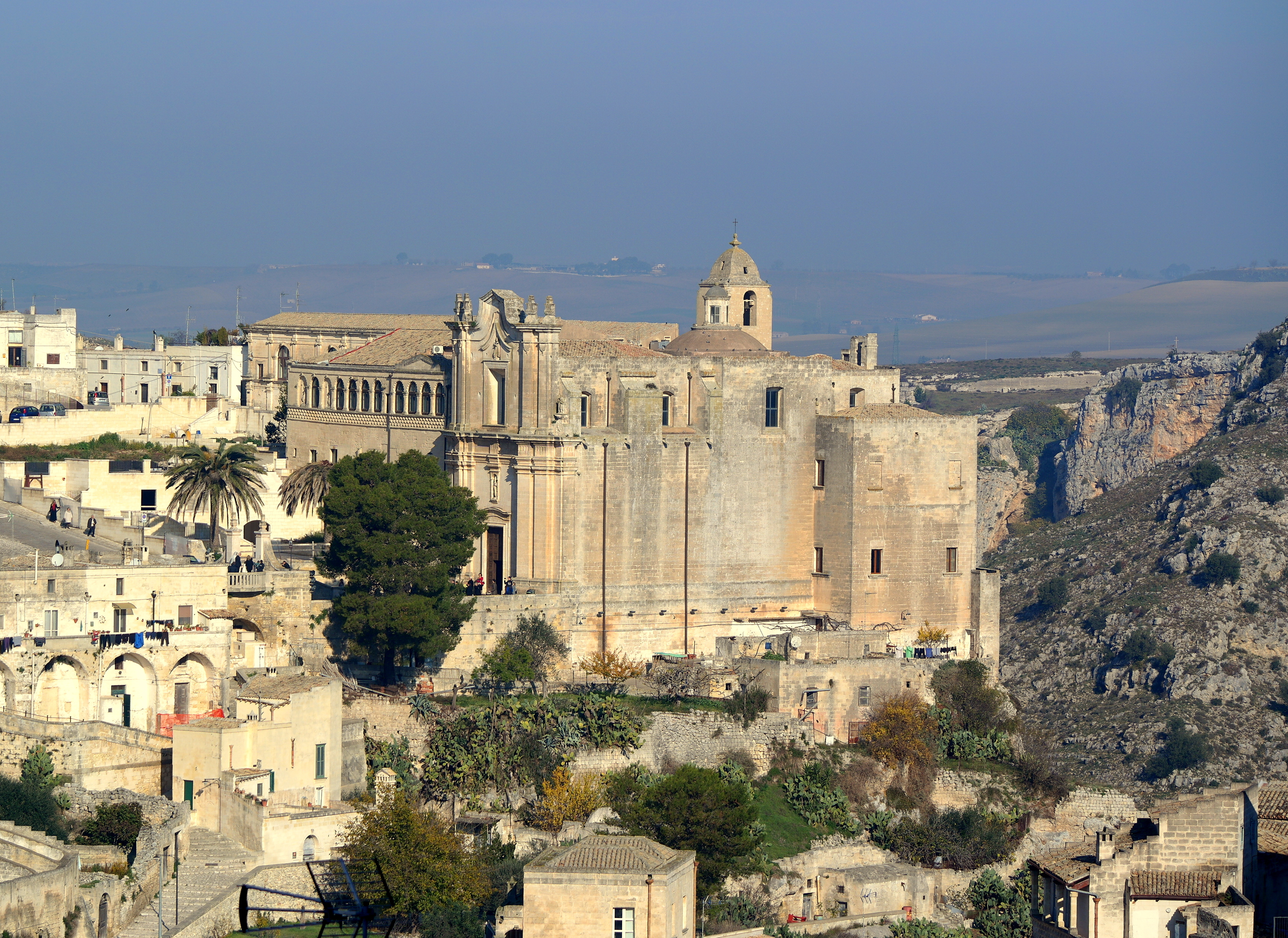
바실리카타주의 마테라의 기원은 구석기 시대인 기원전 1만년까지 거슬러 올라간다.
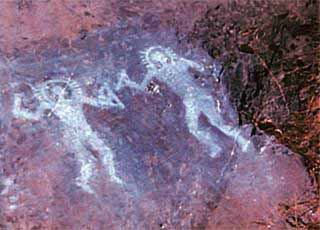
롬바르디아주의 발카모니카 암석화는 세계에서 가장 큰 규모의 암석화로 중석기인 기원전 1만년 무렵에 만들어진 것이다.
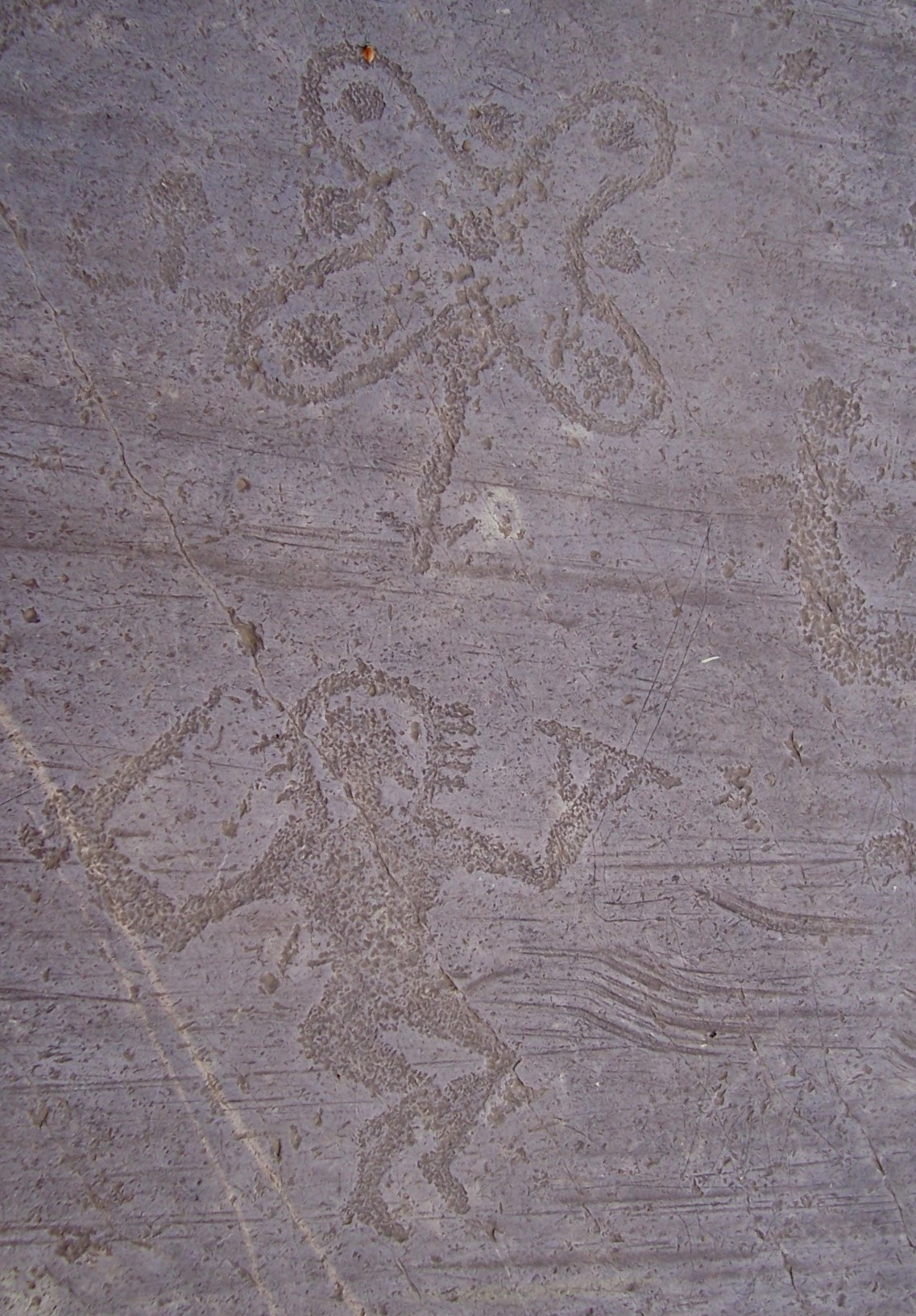
나드로에서 발견된 카모니아 계곡 암각화
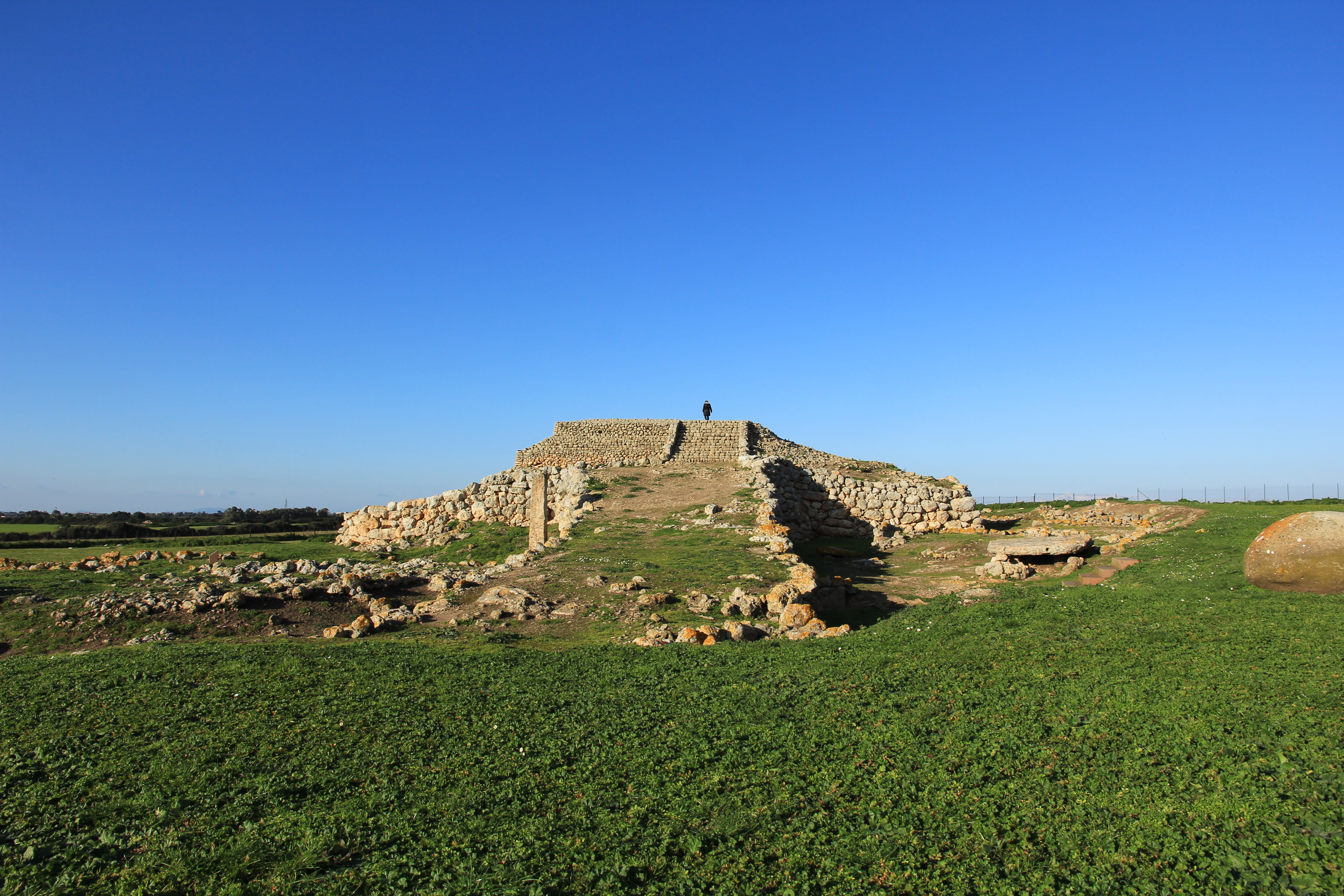
사르데냐의 몬테다코디 피라미드 유적은 기원전 4000년 무렵 세워진 것으로 추정된다.
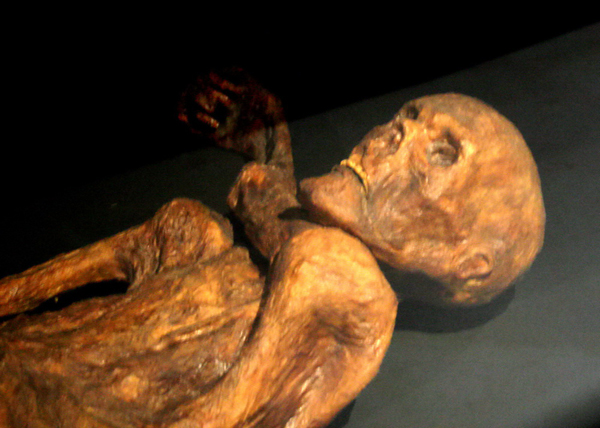
세계에서 가장 오래된 미이라인 외치는 기원전 4000년 무렵에 살았던 남성으로 알프스 남단의 트렌티노알토아디제주에서 발견되었다.
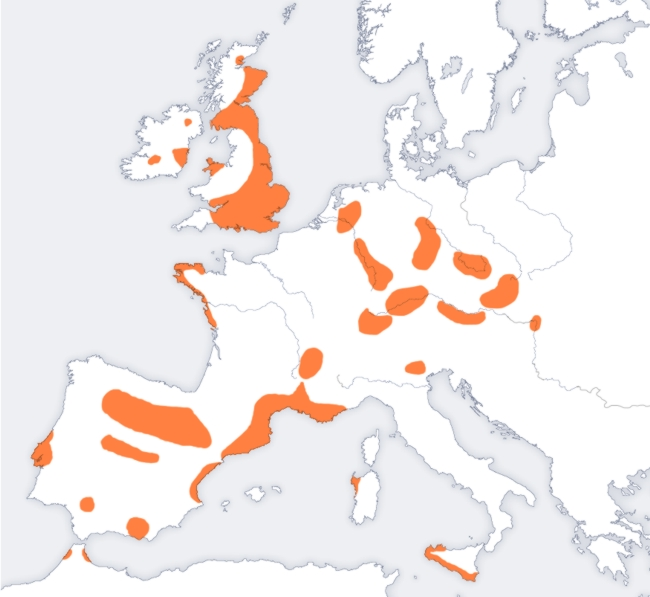
종형잔 문화의 분포

선사 시대의 이탈리아반도는 오늘날과는 지형이 달랐다. 마지막 빙기 동안 엘바섬과 시칠리아는 대륙과 직접 연결되어 있었고, 아드리아해는 지금보다 훨씬 작아서 오늘날 포자 지방의 가르가노 반도에서 시작되었고, 오늘날의 베니스 지역은 당시엔 대륙 한 가운데의 습도 높은 평원이었다.
최초의 사람족이 이탈리아반도에 살았던 흔적은 85만년전 무렵에 형성된 몬테포기올로 유적이 있다. 네안데르탈인이 살았던 후기 플라이스토세 유적은 기원전 5만년 전 쯤에 만들어진 것으로 보인다. 현생 인류인 호모 사피엔스 사피엔스의 구석기 유적도 발견되었다.
2011년 11월 옥스포드 방사성 탄소 가속기는 1964년 그로타델카발로에서 발견된 네안데르탈인 아기의 치아를 분석하여 그 연대를 4만 3천년에서 4만 5천년 전쯤으로 측정하였는데, 이는 유럽에 현생 인류가 전무하던 시기이다. 리구리아주와 롬바드리아 주의 발카모니카의 동굴, 사르디니아 주의 누라게와 같은 곳에서 선사 시대 후기의 유적들이 발견되었다. 가장 오래된 미이라로 유명한 외치는 티롤 남부의 지밀라운에서 발견되었으며 기원전 3천년 무렵인 동기 시대의 사람이다.
동기 시대 무렵부터 인도유럽어족의 사람들이 이탈리아반도로 이주하여 오기 시작했다. 인구의 대규모 이동은 대략 4차례에 걸쳐 진행된 것으로 보이며 주요 유입 경로는 알프스 산맥을 횡단하는 것이었다. 최초의 인도유럽어족 유입은 대략 기원전 3천년 쯤으로 추정되며 이들은 구리를 재련할 수 있었다. 포 계곡을 중심으로 레메델로 문화가 형성되었다. 두 번째 이주는 청동기 시대에 있었으며 기원전 3000년대 후반에서 기원전 2000년대 초반 쯤에 일어났다. 이들은 청동기를 제작하였으며 오늘날의 사르디니아와 시칠리아 연안, 그리고 파단 평원에서 종형잔 문화를 이루었다. 기원전 2000년대 중반쯤에 세번째 이주가 있었다. 포 계곡을 중심으로 호수 위에 집을 짓던 테라마레 문화를 일구었던 이들은 여전히 수렵생활을 하는 문화를 지니고 유입되었으나 점차 농부로서 정착하였다. 네번째 이주민은 청동기 문화를 지녔고 기원전 2000년대 말에서 기원전 1000년대 초에 유입되었다. 이들의 문화는 원시 빌라노바인 문화로 불리며 중부 유럽의 언필드 문화와 관련이 있었다. 원시 빌라노바인 문화는 이탈리아반도에서 최초로 철기를 사용하였다. 이들은 두개의 토기를 겹쳐 만든 옹관묘를 이용하여 시신을 매장하였다. 일반적으로 원시 빌라노바인들은 이탈리아반도의 북부에서 중부에 이르는 지역에 정착하였다고 보고 있으나 캄파니아주의 카푸아에서 발견되는 무덤도 이들의 것으로 추정되기도 한다.

### 누라기 문명

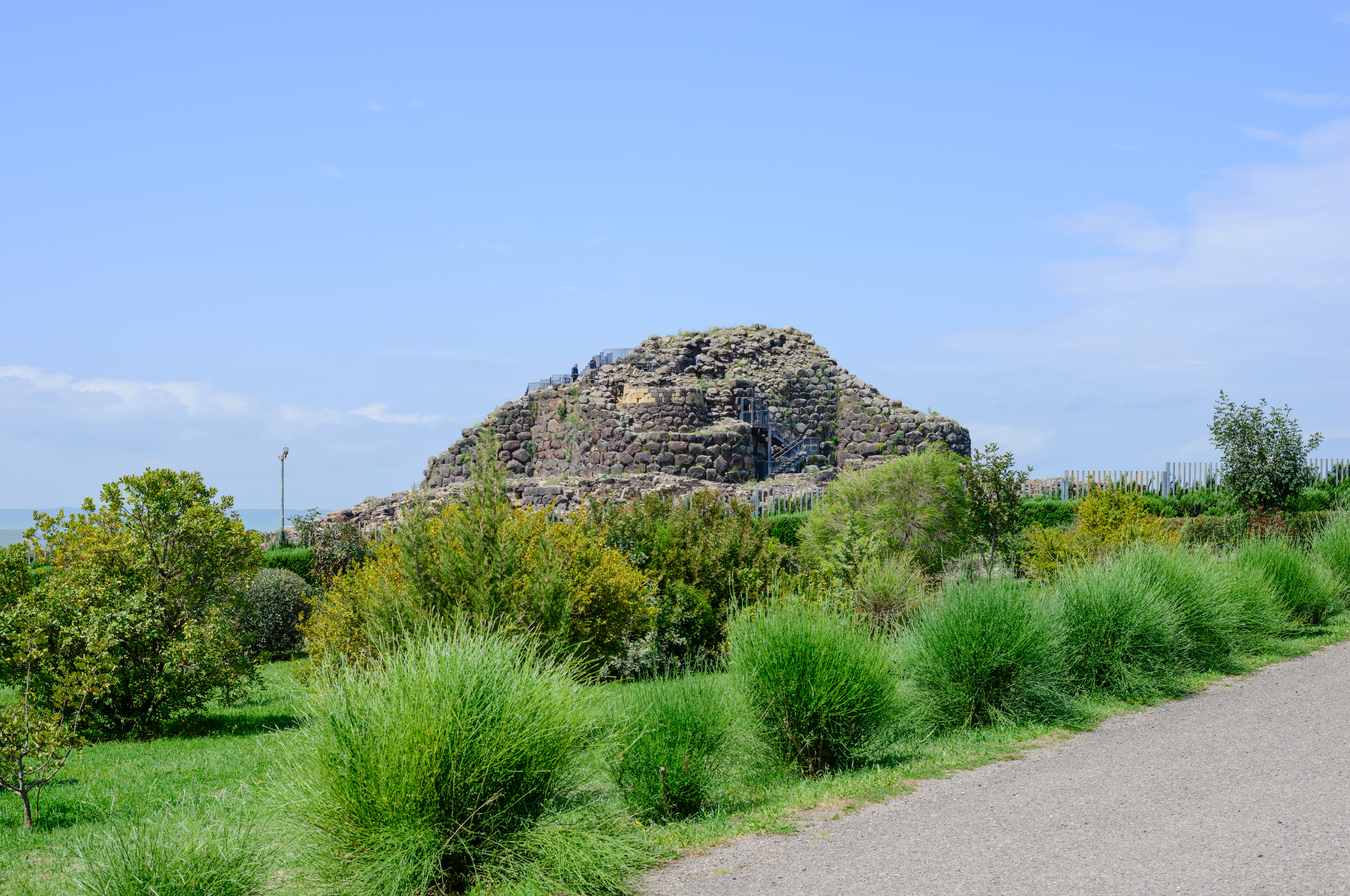
기원전 2000년대에 건설된 수누락시, 누라기 문명. 이탈리아 사르디니아 주
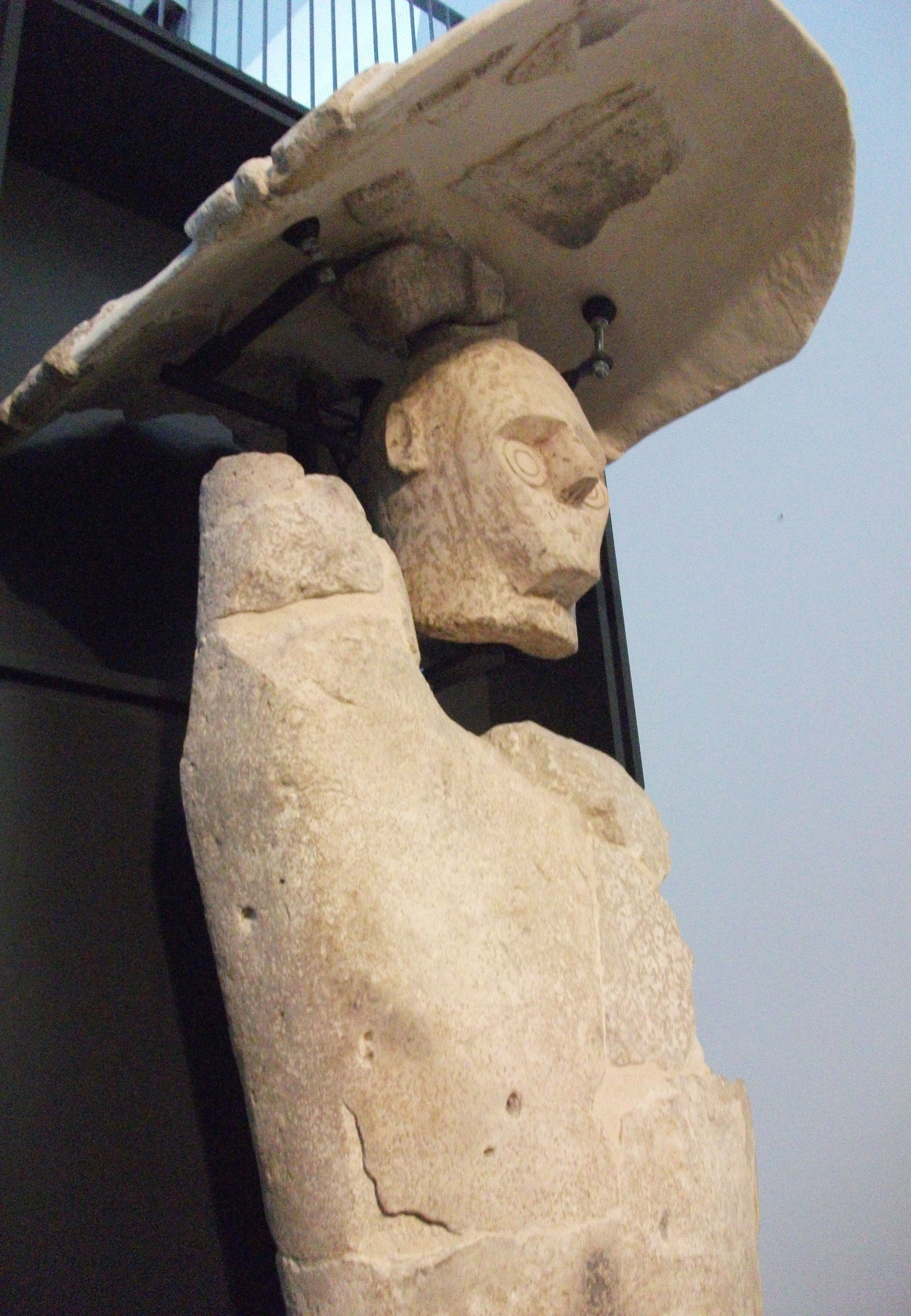
기원전 1000년대에 세워진 몬테프라마의 거인. 이탈리아 사르디니아 주

사르디니아 주와 코르시카 섬 남부에는 기원전 1800년대에서 시작되어 기원후 2세기까지 존속하였던 청동기 문화인 누라기 문명이 있었다. 누라기 문명은 후반기엔 이미 로마화되었다. 그들의 이름은 그곳에 이미 있었던 거석 문화에서 비롯된 누라기 탑에서 비롯되었다. 누라기 문화보다 더 오래된 사르디니아의 거석 문화는 많은 고인돌과 선돌을 세웠다. 누라기 탑은 누가 언제 세웠는 지 알 수 없지만 유럽의 대표적인 거석 문화 가운데 하나이다.
누라기 문명은 해양 문명으로 지중해 각지와 교역하였다. 누라기 유적에선 발트해가 원산인 호박과 아프리카 유인원을 포함한 각종 동물을 묘사한 작은 청동 유물들과 함께 지중해 동부에서 만들어진 무기와 미케네산 도기 따위가 발굴되었다. 고대 이집트에서 기록된 해양인이 이들이 아닌가 하는 가설이 있다.

## 철기 시대
기원전 8세기 무렵 페니키아 문자로 쓰인 글들에서 이탈리아가 언급되기 시작한다. 이탈리아는 원래 오늘날 칼라브리아주에 해당하는 지역을 가리키는 이름이었다. 이는 아마도 오스크어 비텔리우(Víteliú, 어린 소의 땅)가 어원일 것으로 여겨진다. 당시 이탈리아라는 지명은 반도 전체를 의미하진 않았다. 이탈리아가 반도 전체를 가리키게 된 것은 고대 로마 시기인 기원전 1세기에 들어서였다.

### 에트루리아 문명

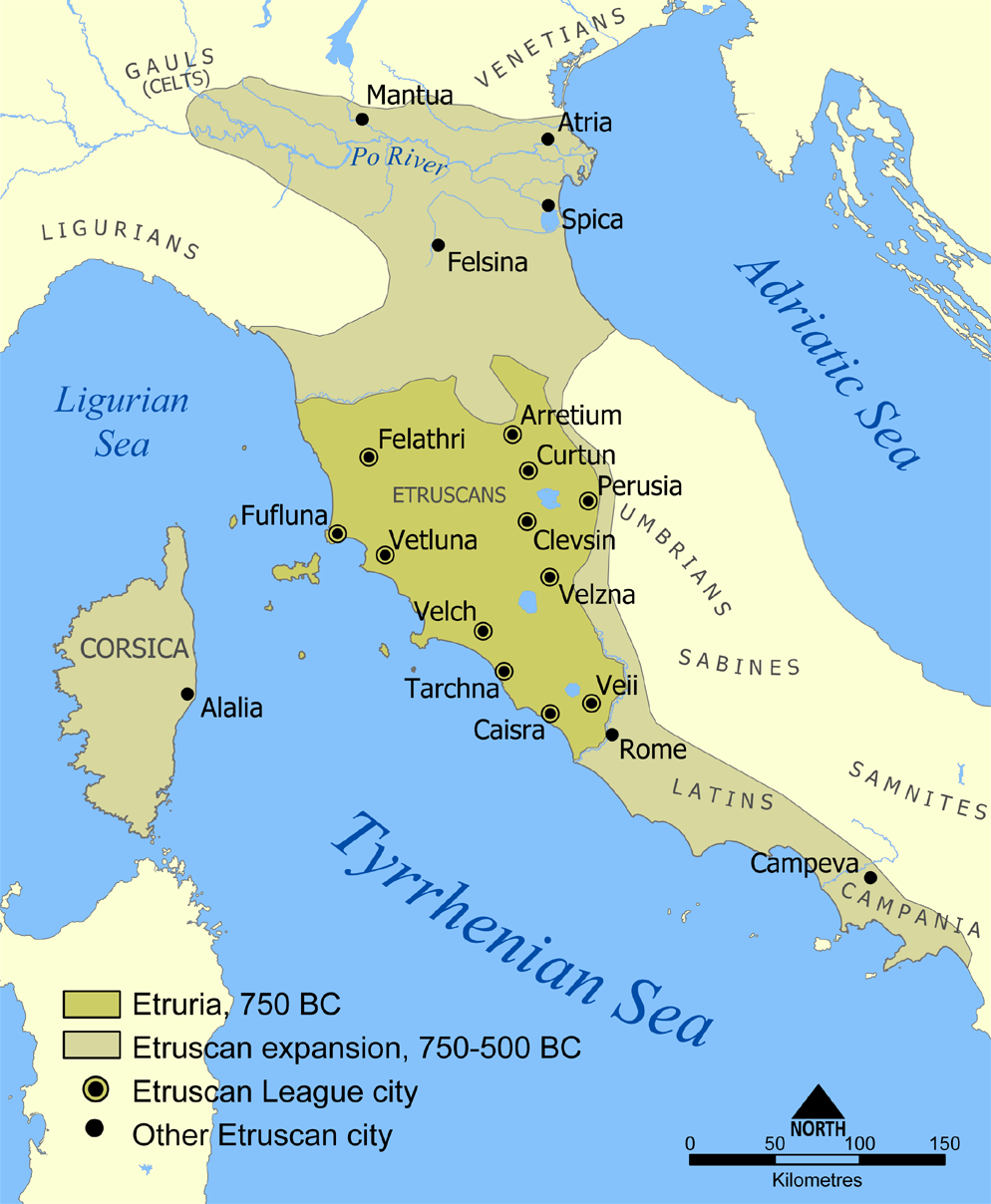
에트루리아 문명의 판도
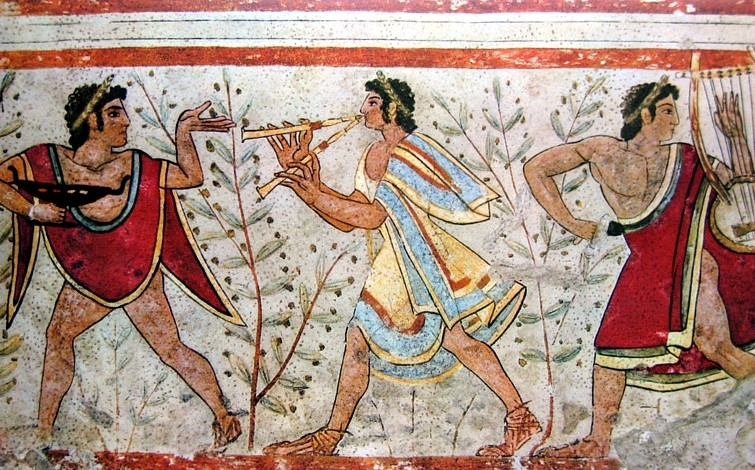
기원전 5세기 무렵의 에트루리아 미술
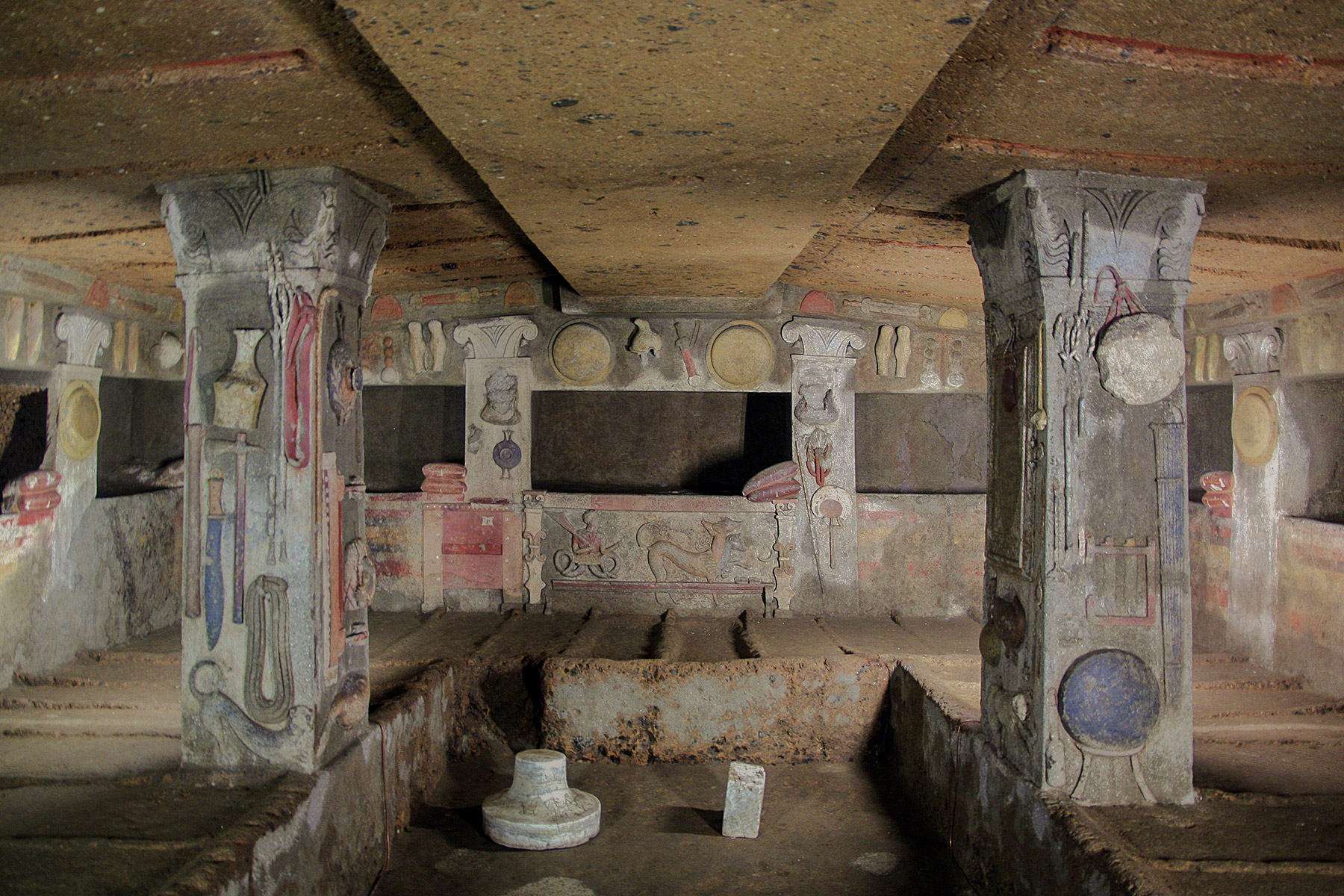
라치오주 체르베테리에 있는 네크로폴리스
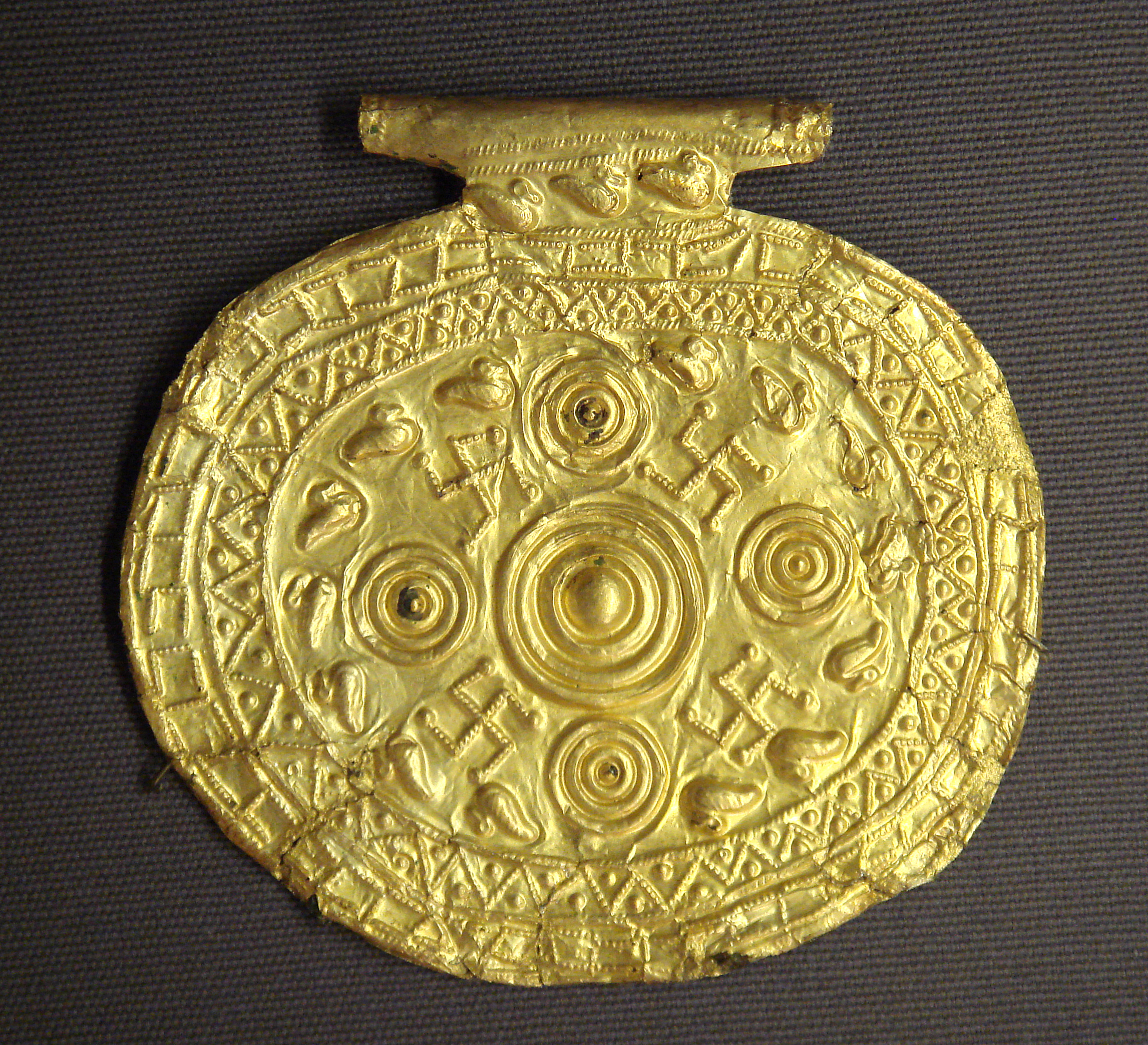
기원전 400년 무렵의 이탈리아. 에트루리아 밑으로 라티움, 삼니테, 이탈리오테, 마그나 그라이키아, 카르타고 등이 보인다. 이 당시에 이탈리아는 이탈리아반도의 특정 지역만을 가리키는 말이었다.
기원전 400년 무렵의 이탈리아. 에트루리아 밑으로 라티움, 삼니테, 이탈리오테, 마그나 그라이키아, 카르타고 등이 보인다. 이 당시에 이탈리아는 이탈리아반도의 특정 지역만을 가리키는 말이었다.

에트루리아인은 기원전 800년 무렵 이탈리아반도 중부에서 문명을 꽃피웠다. 이들이 어디서 이주해 왔는 지는 알려진 바가 없다. 이전 시기의 빌라노반 문화와 연관있는 토착인이라는 설이 주류이나 이탈리아 북부나 근동에서 침입해 왔을 것이란 설도 있다. 오늘날 토스카나주 인구의 데이터를 토대로 근동 인구와 유전적 유사성을 비교한 연구에서는 두 집단 사이에 유의미한 연관은 없다는 결론이 내려졌다. 현대인과 과거 에트루리아인을 곧바로 연결지을 수는 없지만, 토스카나 주 인구에 대한 미토콘드리아 DNA 연구 결과를 본다면 에트루리아인은 신석기 시대 이래 중유럽에 정착한 토착 문화로 보인다.
에트루리아인의 언어가 인도유럽어족이 아니었다는 것은 널리 받아들여지고 있다. 남아있는 금석문에 보이는 낱말들 몇은 애게해의 림노스 섬에서 발견되는 고대 언어와 유사하다. 에트루리아인은 일부일처제 사회였고 역사에 기록된 바에 따르면 족장을 중심으로 하는 부족 연맹체였다. 에트루리아의 종교는 모든 것에 영이 깃들어 있다고 믿는 다신교였다. 이들은 눈에 보이는 모든 현상이 신들의 권능에 의한 것이라고 보았고 인간은 신들을 달래거나 설득함으로써 자신이 원하는 바를 얻을 수 있다고 믿었다.
에트루리아 문화의 강역은 아펜니노산맥을 가로지르는 이탈리아 북중부 지역으로 기원전 6세기 무렵에는 작은 마을들이 이 보다 더 멀리 떨어진 곳에 세워지기도 하였다. 당시 이탈리아 남부 연안은 고대 그리스의 식민지들인 마그나 그라이키아가 자리잡고 있었다. 에트루리아인들은 이들 그리스의 도시들과 달리 귀족정 정치 체제가 두드러진 사회였다. 에트루리아의 주된 산업은 광업으로 구리, 철과 같은 금속을 생산하고 교역하여 부를 축적하였다. 이들은 금속 무역을 통해 지중해 서부 각지에 영향력을 행사하였다. 기원전 6세기 무렵 지중해 서부에서는 고대 그리스의 식민 도시들과 함께 오늘날 프랑스 남부 연안과 카탈로니아 그리고 코르시카에 식민지를 건설한 페니키아가 해상 교역권을 두고 에트루리아인들과 경쟁하였다. 에트루리아는 그리스의 도시들과 겨루기 위해 고대 카르타고의 일원이었던 퓨니인들과 동맹을 맺었다.
기원전 540년 무렵 일어난 아랄리아 전투는 딱히 누가 이겼다고 할 수 없는 상태로 끝맺었지만, 이후 카르타고는 지중해 서부에서 자신들의 영향력을 강화하기 시작하였다. 또한 에트루리아인들은 코르시카 섬을 장악하고 티레니아해 북부에서 영향력을 강화하였다. 기원전 480년 에트루리아와 카르타고의 연합군은 시라쿠사를 중심으로한 그리스의 마그나 그라이키아 도시들과 전쟁을 벌여 승리하였다.
그로부터 몇 년 뒤인 기원전 474년 시라쿠사는 참주 히에로가 에트루리아를 상대로 쿠마에 전투에서 승리하게 되었고, 에트루리아는 크게 약화되어 로마를 비롯한 라티움의 도시들과 남부의 삼니테에 대한 영향력을 상실하였다.기원전 4세기가 되자 갈리아가 북부에서 침입하여 포강 유역을 점령하고 아드리아해 연안까지 영향력을 넓히는 동안 라티움 지역은 고대 로마가 강성해져 에트루리아의 도시들을 정복하기 시작하였다. 결국 에트루리아는 고대 로마에 완전히 흡수되었다.

### 마그나 그라이키아

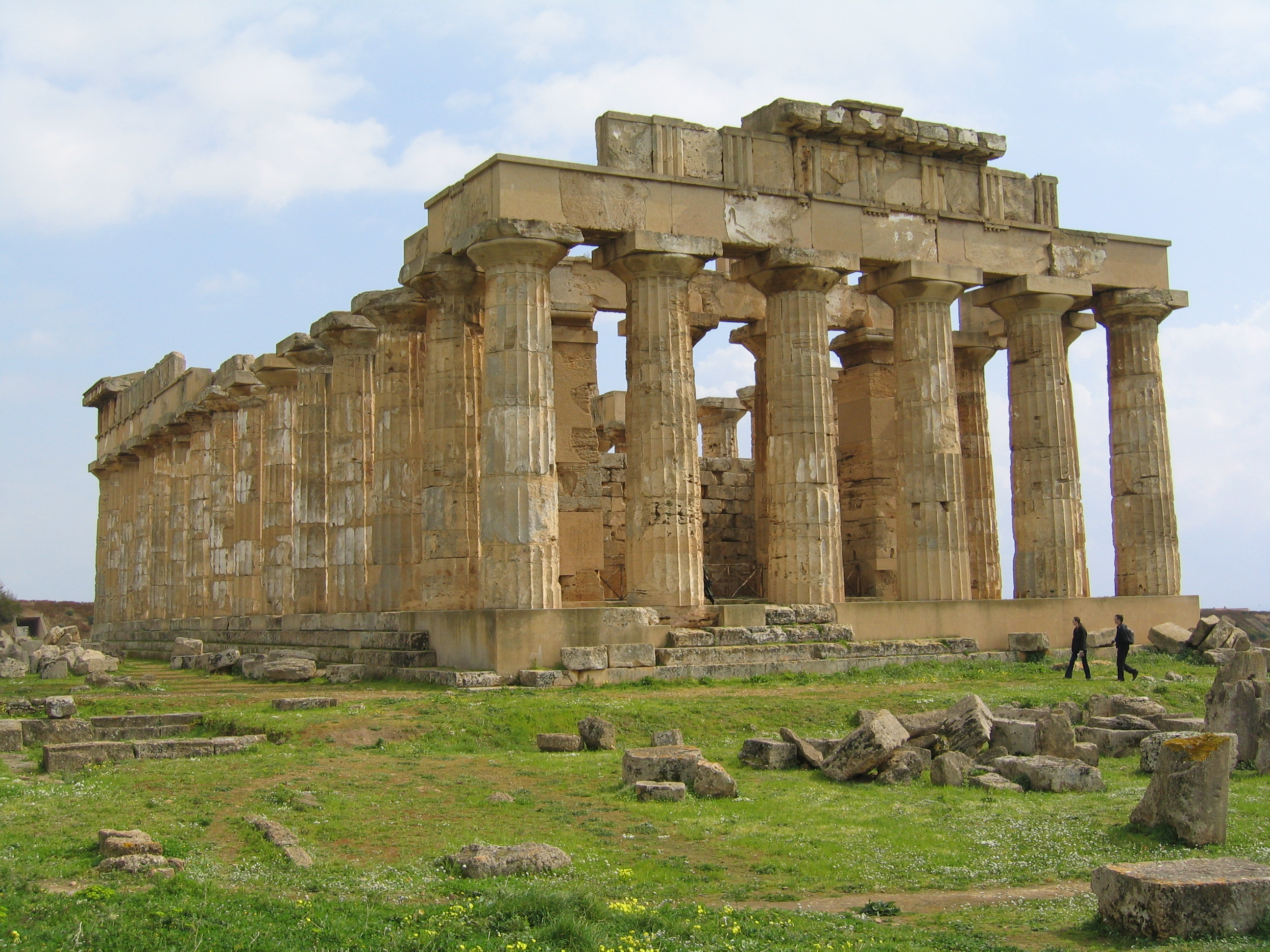
시칠리아 셀리눈테에 있는 헤라의 신전
이탈리아 남부의 고대 그리스 식민지[20]  그리스 서북인  아카이아  도리스  이오니아
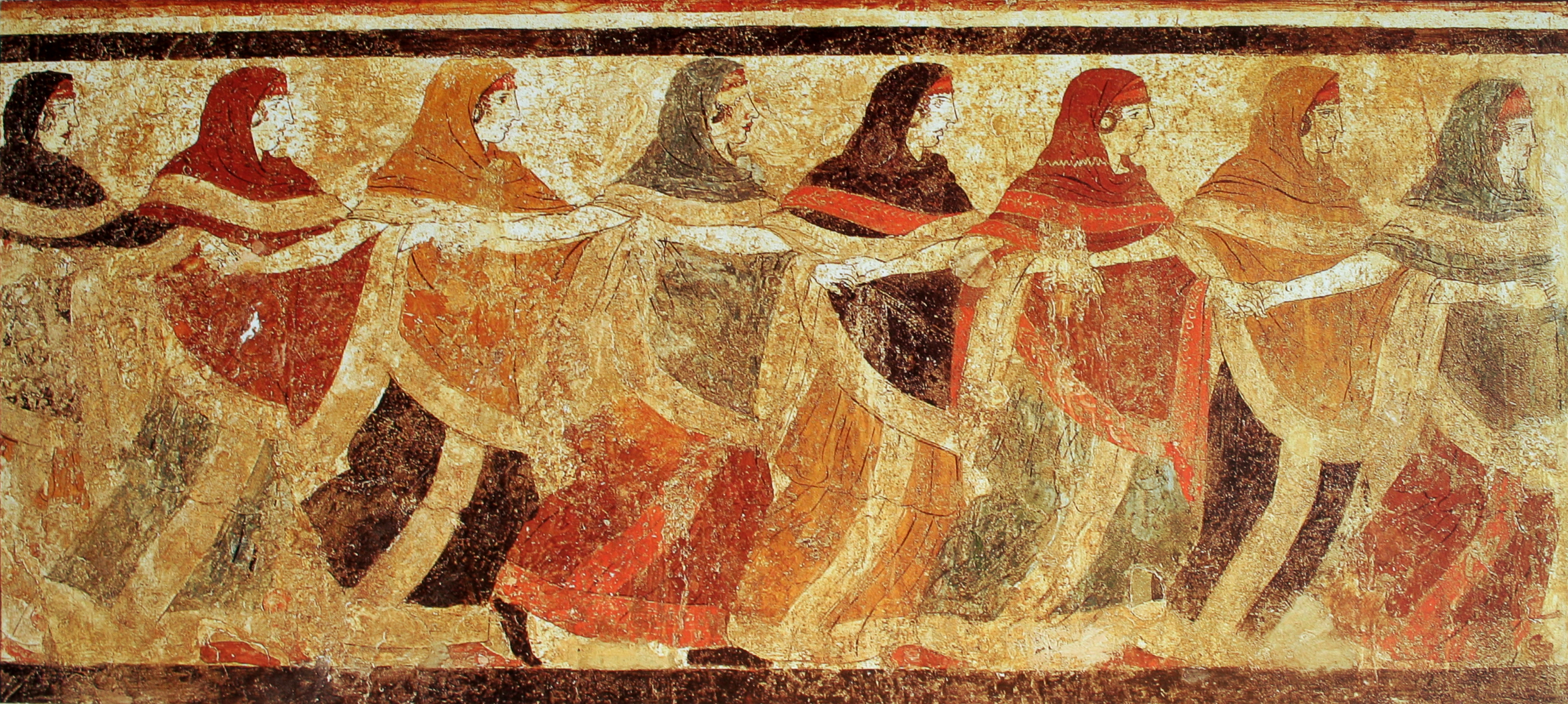
풀리아주 바리현의 루보디풀리아에 있는 춤추는 사람의 무덤에 그려진 프레스코 벽화. 여성들이 군무를 추고 있다. 기원전 4-5세기

기원전 8-7 세기 무렵 인구의 증가, 기근의 발생 등과 같은 여러 가지 이유로 고대 그리스인들은 흑해 연안과 이탈리아 남부, 북아프리카의 리비아 동부와 같은 지역에 식민지를 건설하기 시작하였다. 로마인들은 이탈리아반도 남부와 시칠리아에 세워진 그리스 식민지를 "거대한 그리스"를 뜻하는 마그나 그라이키아로 불렀다. 스트라본과 같은 고대 지리학자는 오늘날의 풀리아, 칼라브리아, 시칠리아에 해당하는 지역을 마크나 그라이키아로 묶었다. 이들 그리스 식민지는 본국의 언어인 고대 그리스어를 사용하였고, 정치 체제 역시 폴리스를 기반으로 한 독립적인 도시 국가 형태를 유지하였다. 헬리니즘 시기를 거치면서 마그나 그라이키아의 언어와 풍습, 문자들은 로마를 비롯한 이탈리아 각지에 영향을 주었다. 특히 그리스 문자는 이탈리아 여러 부족에서 변형되어 사용되었고 훗날 로마는 이를 다시 정리하여 라틴 알파벳을 사용하였다.
헬레니즘 시기에 새롭게 세워진 도시들은 부유하고 강력하게 발전하였다. 나폴리는 그리스어 Νεάπολις(네아폴리스)가 어원으로 "새로운 도시"를 뜻한다. 이 외에도 시라쿠사, 시바리스, 아그리젠토 등이 헬레니즘 시기에 세워졌다. 한편 마그나 그라이키아에 속하였던 도시로는 오늘날의 타란토, 로크리, 레조디칼라브리아, 크로토네, 투리이, 벨리아, 놀라, 안코나, 세사칠렌토, 바리 등이 있다.
기원전 282년 피로스가 패한 후 마그나 그라이키아는 고대 로마의 일부가 되었다. 이 지역의 로마 지배는 게르만족의 대이동 때까지 유지되었다.

## 로마 시대

### 로마 왕국

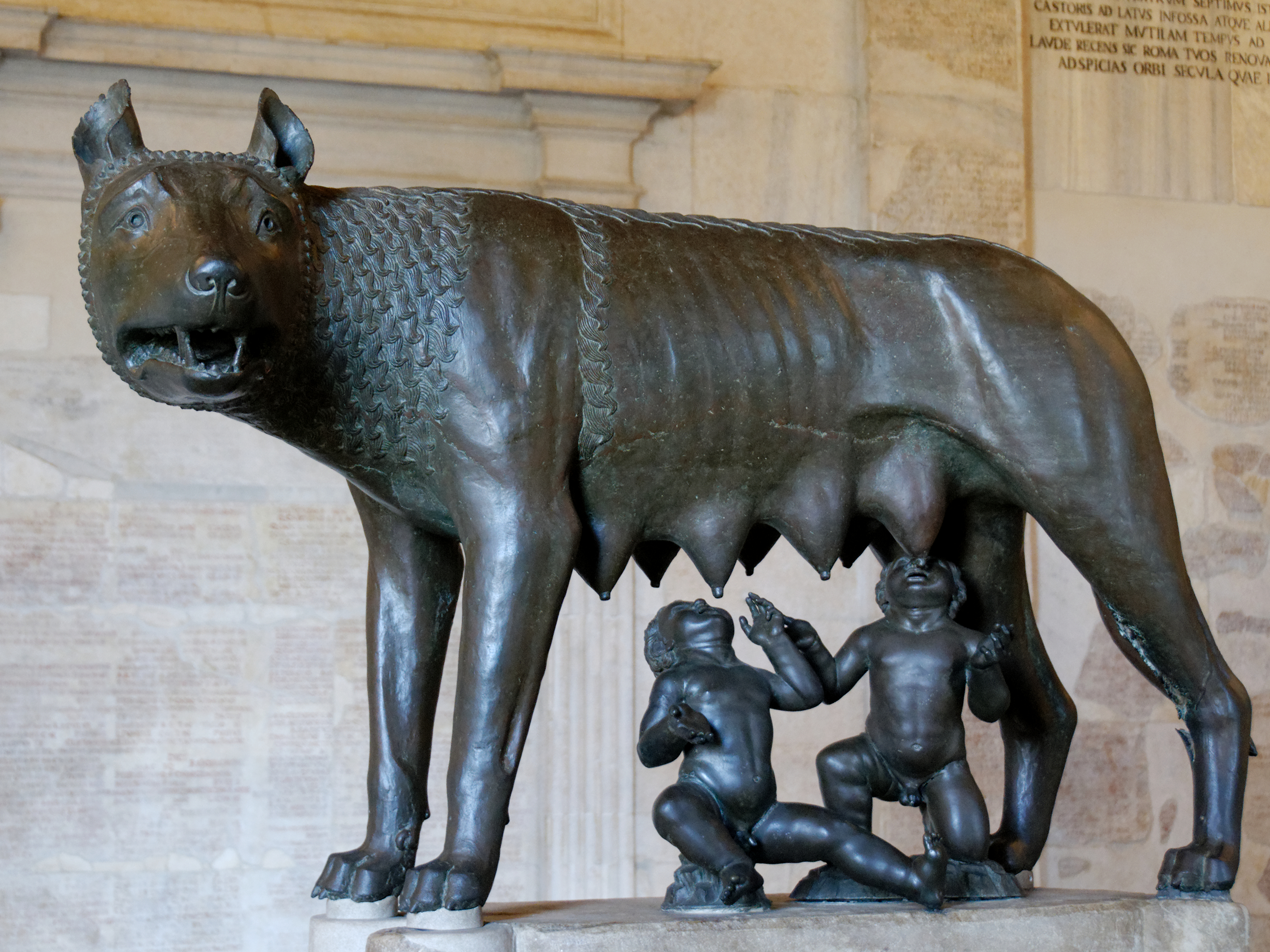
카피톨리니 미술관의 카피톨리나 늑대상. 전설에 의하면 로마는 기원전 753년 늑대에게서 길러진 로물루스와 레무스에 의해 건국되었다고 한다.
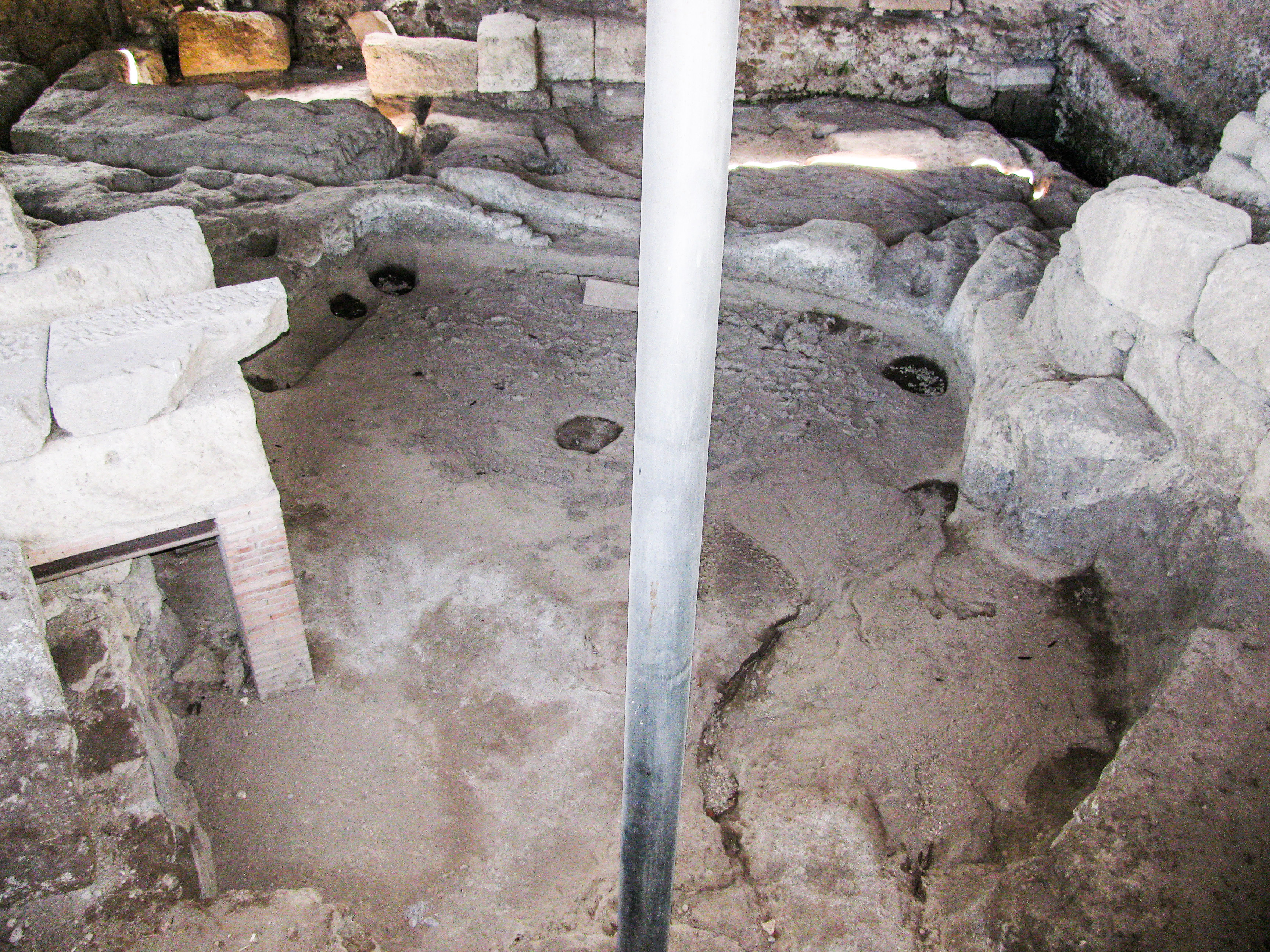
로마의 기원지. 기원전 8세기

로마 왕국은 당대에 쓰인 기록이 거의 소실되었고 훗날 로마 공화정과 로마 제국 시기에 쓰인 것들은 전설에 기반한 것이 대부분이어서 현재까지 남아 있는 역사적 사료는 매우 적다. 전설에 따르면 늑대의 젖을 먹고 자란 로물루스와 레무스가 기원전 753년 이탈리아반도 중부를 흐르는 티베르강 강가인 팔라티네 언덕에서 로마를 세웠다고 한다. 기원전 509년 로마는 군주제를 폐지하고 로마 공화정을 시작하였다.
로마가 세워진 곳은 티베르강을 걸어서 건널수 있는 여울이 있는 곳으로 팔라티네 언덕을 비롯한 언덕들은 오늘날에도 여전히 남아있다. 티투스 리비우스, 플루타르코스, 디오니시우스 등과 같은 고대 역사가들은 로마가 건국 이후 수 백년 동안 일곱 왕에 의해 다스려졌다고 기록하고 있다. 고대 연대기 작가인 마르쿠스 테렌티우스 바로는 왕정이 243년간 유지되었고 왕들의 평균 재임 기간은 35년 정도였다고 기록하였다. 바로의 기록은 근대의 로마사 연구자 바르톨드 게오르그 니부흐르에 이르기까지 정설로 받아들여져 왔다. 기원전 390년(바로니안의 기록, 폴리비오스는 기원전 387 - 6년이라고 기록하였다.) 갈리아인의 침입으로 일어난 알리아 전투에서 옛 기록은 대부분 파괴되거나 도난당하였다.

### 로마 공화정

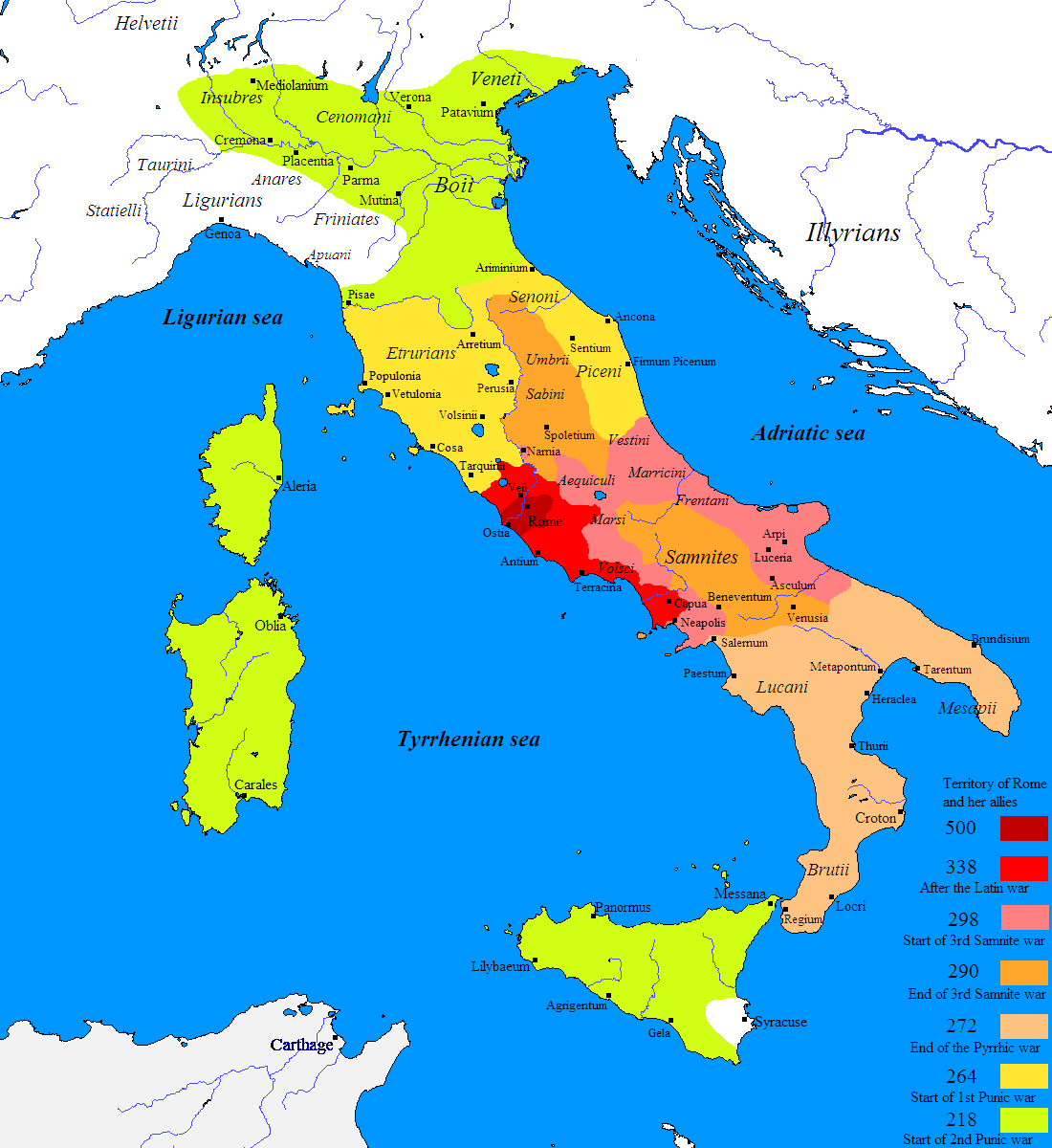
로마의 이탈리아 정복
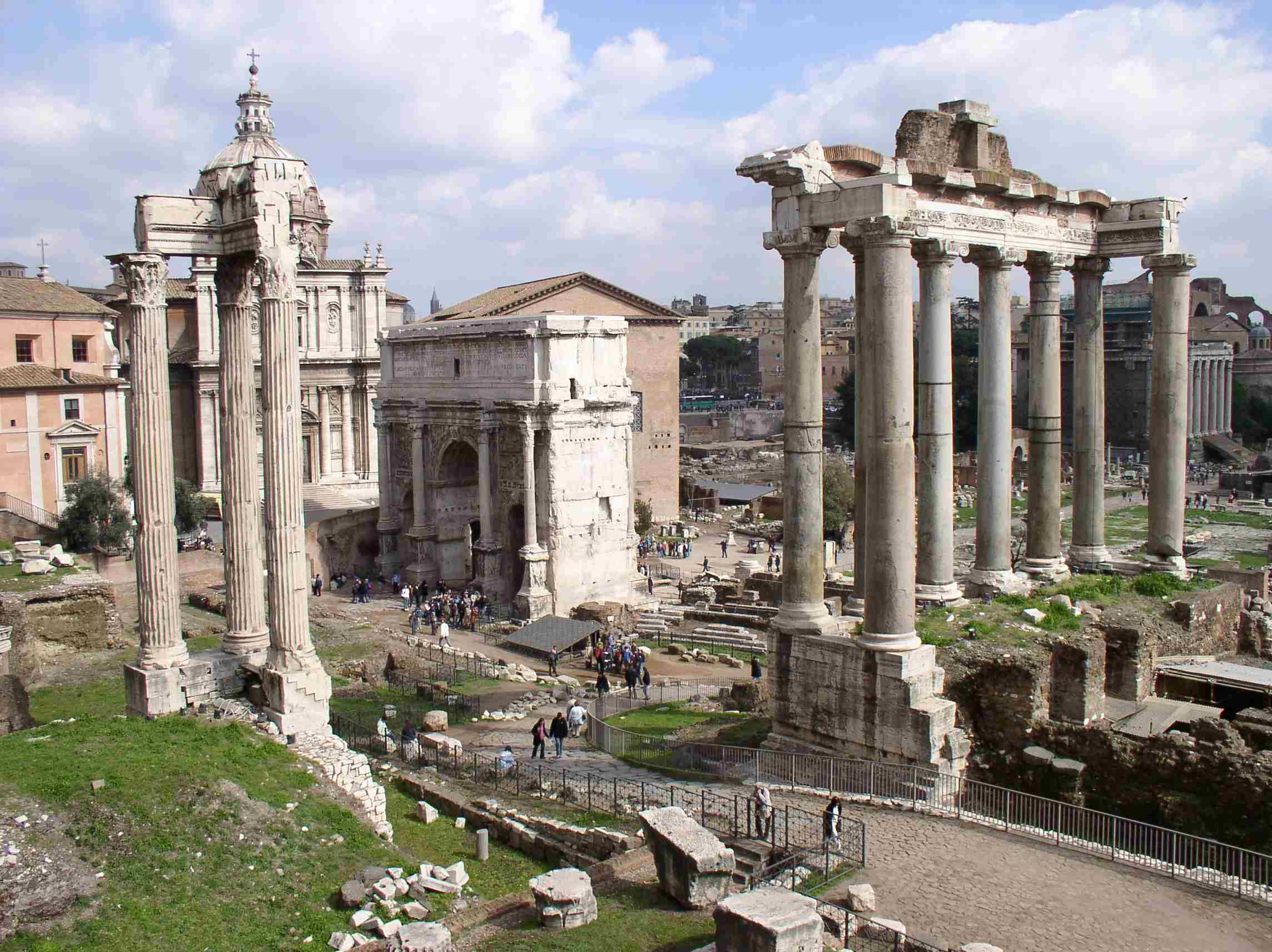
고대 로마의 수도 포룸 로마눔
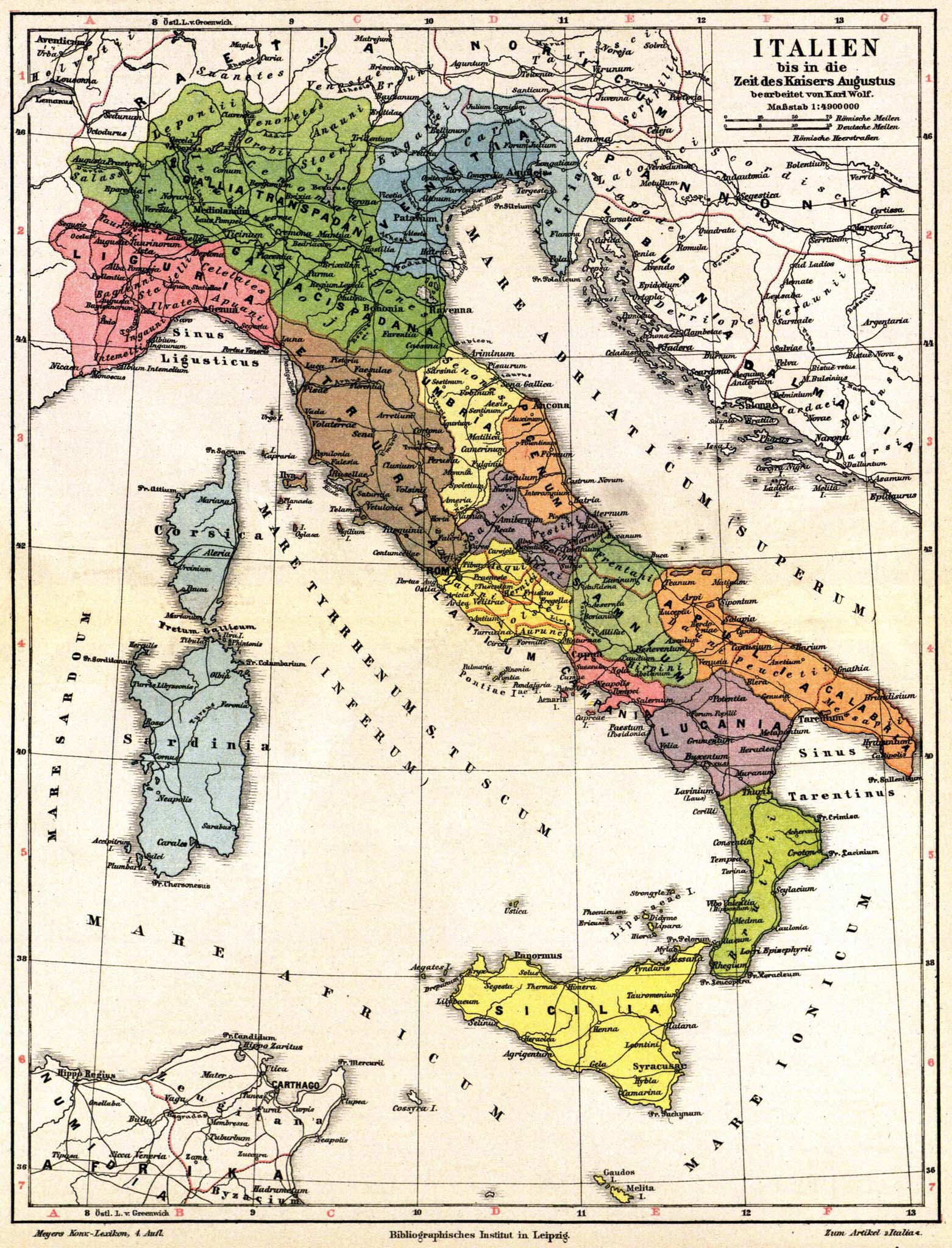
기원전 1세기 무렵의 이탈리아
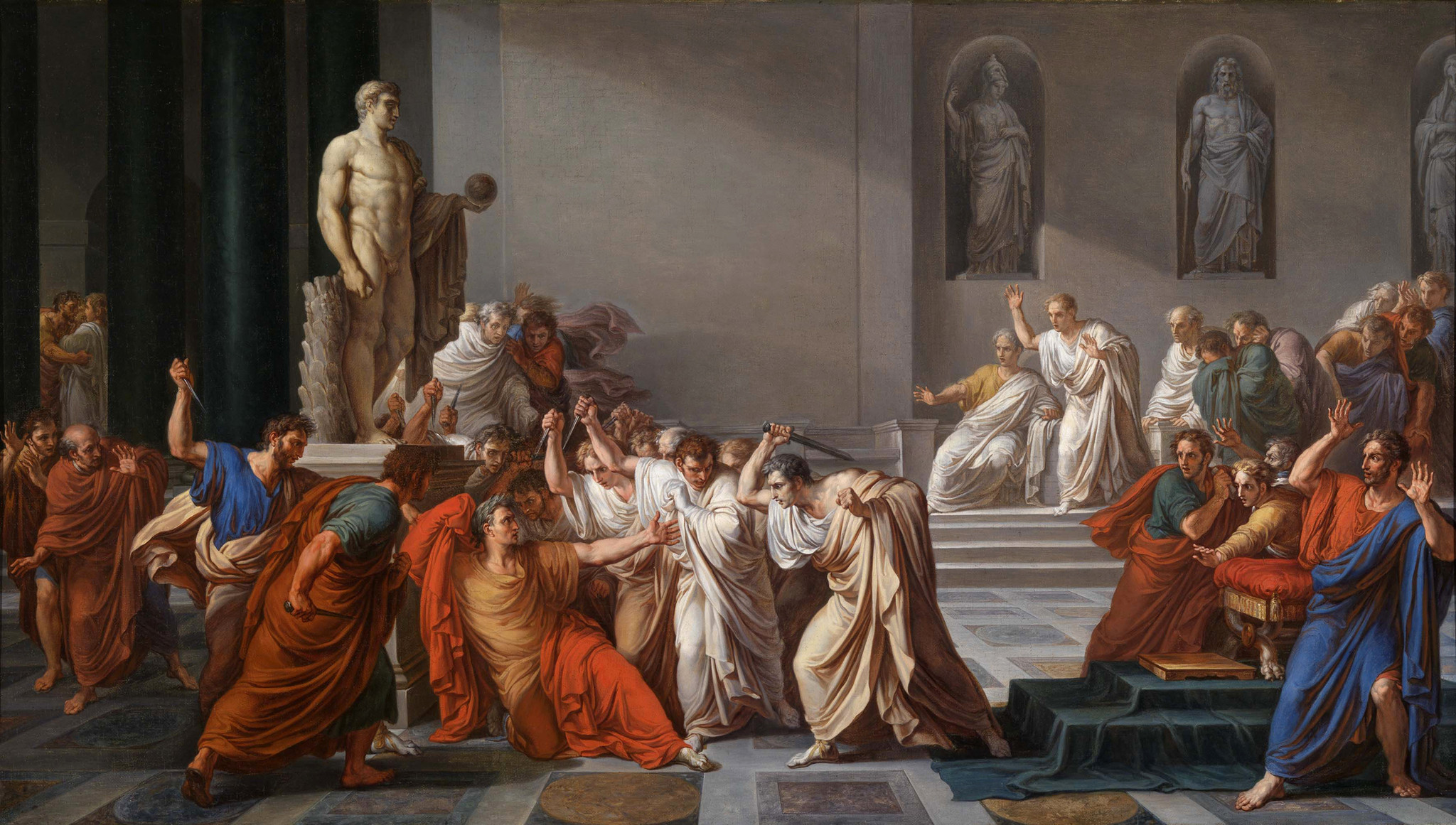
《카이사르의 죽음》, (빈센초 카무치니, 1798년)

티투스 리비우스를 비롯한 전통적 역사 서술에 따르면 로마 공화정은 기원전 509년 설립되었다. 일곱번째이자 마지막 왕이었던 루시우스 타르퀴니우스 수페리부스는 루시우스 유니우스 브루투스에 의해 폐위되었고 정치 체제는 로마의 민회에서 선출된 정무관들에 의해 행정과 사법권이 작동되는 공화정으로 바뀌었다. 로마 공화정의 정체는 계층간의 균형과 권력 분립을 기반으로 하였으며 정무관들 가운데 가장 강력한 권한을 갖는 집정관은 두 명을 두어 서로를 견제하도록 하였고, 군대에 대한 권한은 사령관인 임페리움에게 있었다. 집정관은 로마 원로원과 함께 국정을 운영하였다. 원로원은 귀족이나 부유한 평민인 파트리키 가운데에서 선출되었다.
기원전 4세기 무렵 로마 공화정은 갈리아의 침공을 받았다. 로마는 마르쿠스 퓨리우스 카밀루스의 지휘아래 갈리아를 격퇴하였다. 그 후 로마는 이탈리아반도에서 가장 강력한 국가로 성장하였고, 에트루리아인을 비롯한 이탈리아반도 안의 주변 세력을 정복하기 시작하였다. 로마의 이탈리아 정복은 기원전 281년 마그나 그라이키아의 거점인 타란토를 점령함으로써 완료되었다.
기원전 3세기에 들어 카르타고는 로마의 새로운 적수가 되었다. 세차례에 걸친 포에니 전쟁으로 카르타고는 로마에 의해 완전히 파괴되었고 로마는 히스파니아와 북 아프리카, 그리고 시칠리아를 속주로 삼게 되었다. 기원전 2세기에는 마케도니아 왕국과 셀레우코스 제국을 무너뜨렸고 이로서 로마는 지중해 전역을 지배하게 되었다. 헬레니즘 국가들을 정복한 뒤 로마와 그리스의 문화가 융합되어 그레코-로만 문화가 형성되었다. 이 시기 로마는 유럽과 지중해의 최강자가 되었으며 더 이상 주요한 적수가 없게 되었다.
기원전 1세기 중반 로마는 사회적 불안과 정치 위기를 맞았다. 그 중심에는 율리우스 카이사르가 있었다. 카이사르는 자신의 후원자였던 마르쿠스 리키니우스 크라수스, 그리고 경쟁자였던 폼페이우스와 함께 제1차 삼두정치를 결성하였다. 크라수스는 로마 제일의 부자였고, 폼페이우스는 원로원에 강한 영향력을 행사하였다. 카이사르는 집정관겸 군사령관이 되어 갈리아 지역에 대한 원정을 통해 자신의 입지를 키웠다.
기원전 53년 크라수스가 죽자 삼두정치 체제가 무너지고 카이사르와 폼페이우스는 권력 다툼을 시작했다. 카이사르는 갈리아 원정에서 승리한 뒤 기원전 49년 루비콘 강을 건너 폼페이우스를 축출하였다. 일인 지배체제가 되자 카이사르는 많은 권력을 자신에게 집중시키고 종신독재관이 되었다. 기원전 44년 카이사르의 반대파는 이두스 마르티애인 3월 15일 암살을 일으켜 카이사르를 살해하였다.
카이사르의 암살은 로마의 정치와 사회 모두를 격동으로 몰았다. 카이사르의 친구였던 마르쿠스 안토니우스가 그의 자리를 대신하였고 얼마후 카이사르의 양자였던 옥타비우스, 카이사르의 최측근이었던 마르쿠스 아이밀리우스 레피두스와 함께 제2차 삼두정치를 형성하였다. 레피두스는 시칠리아 반란 이후 옥타비우스와 대립하다 실각하였고, 안토니우스는 이집트에서 클레오파트라와 함께 옥타비우스 반대 진영을 결성하였다. 기원전 31년 옥타비우스는 악티움 해전에서 안토니우스에게 승리하여 공화국의 모든 권력을 손에 쥐게 되었다.

### 로마 제국

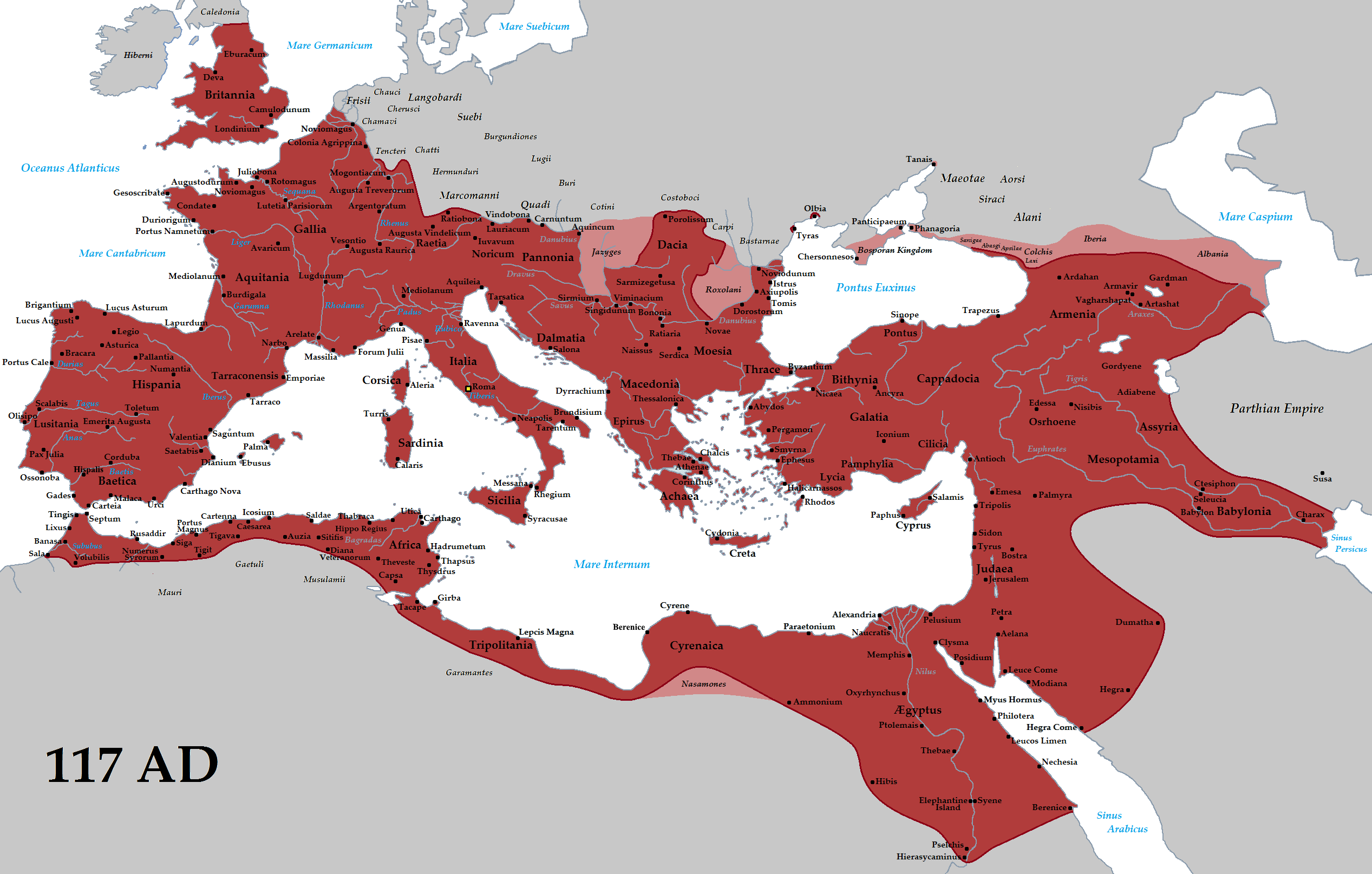
트라야누스 황제 시기인 기원후 117년 무렵 로마 제국의 영토는 최대로 확대되었다.
로마의 콜로세움. 1세기 무렵
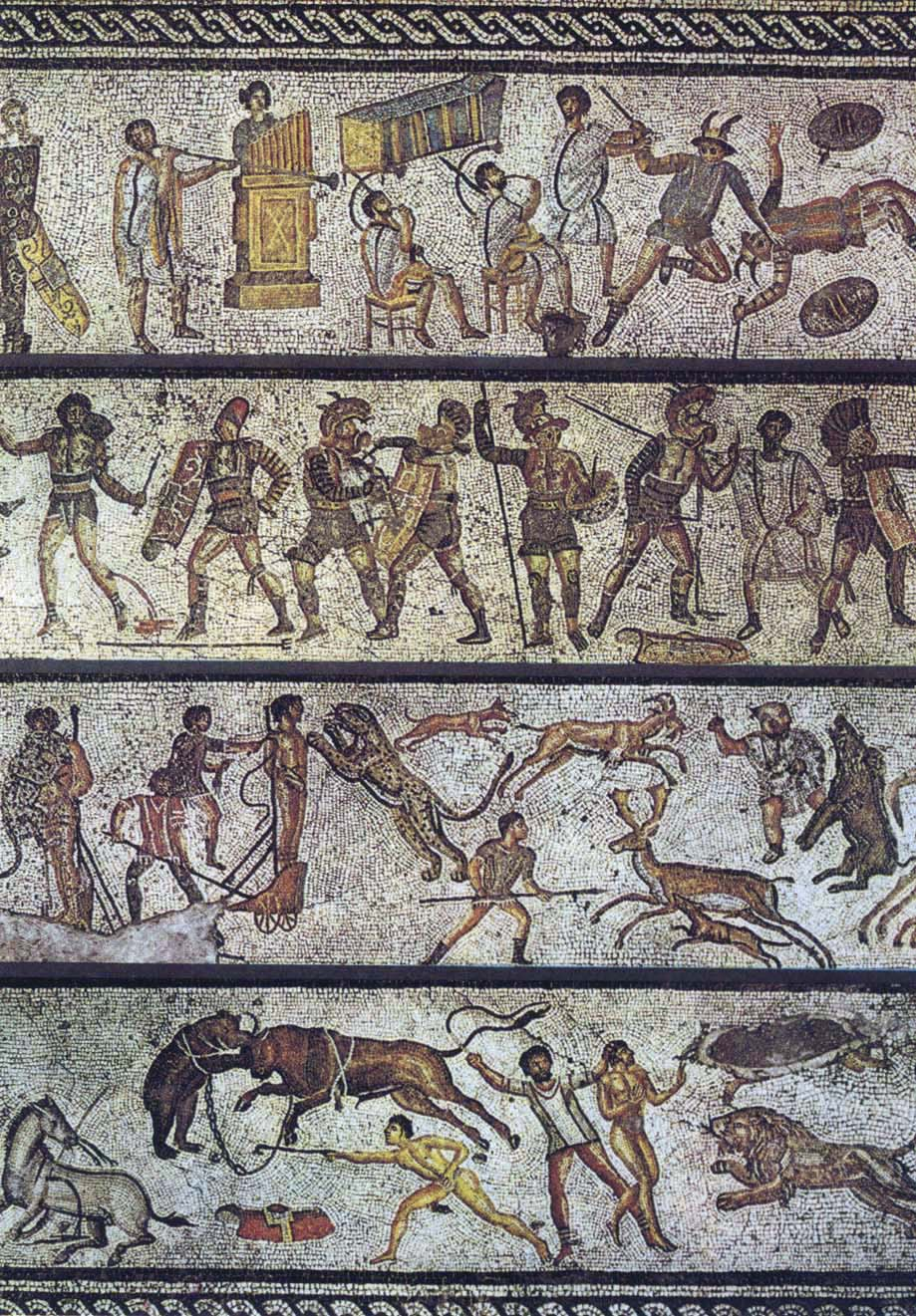
검투사를 묘사한 모자이크
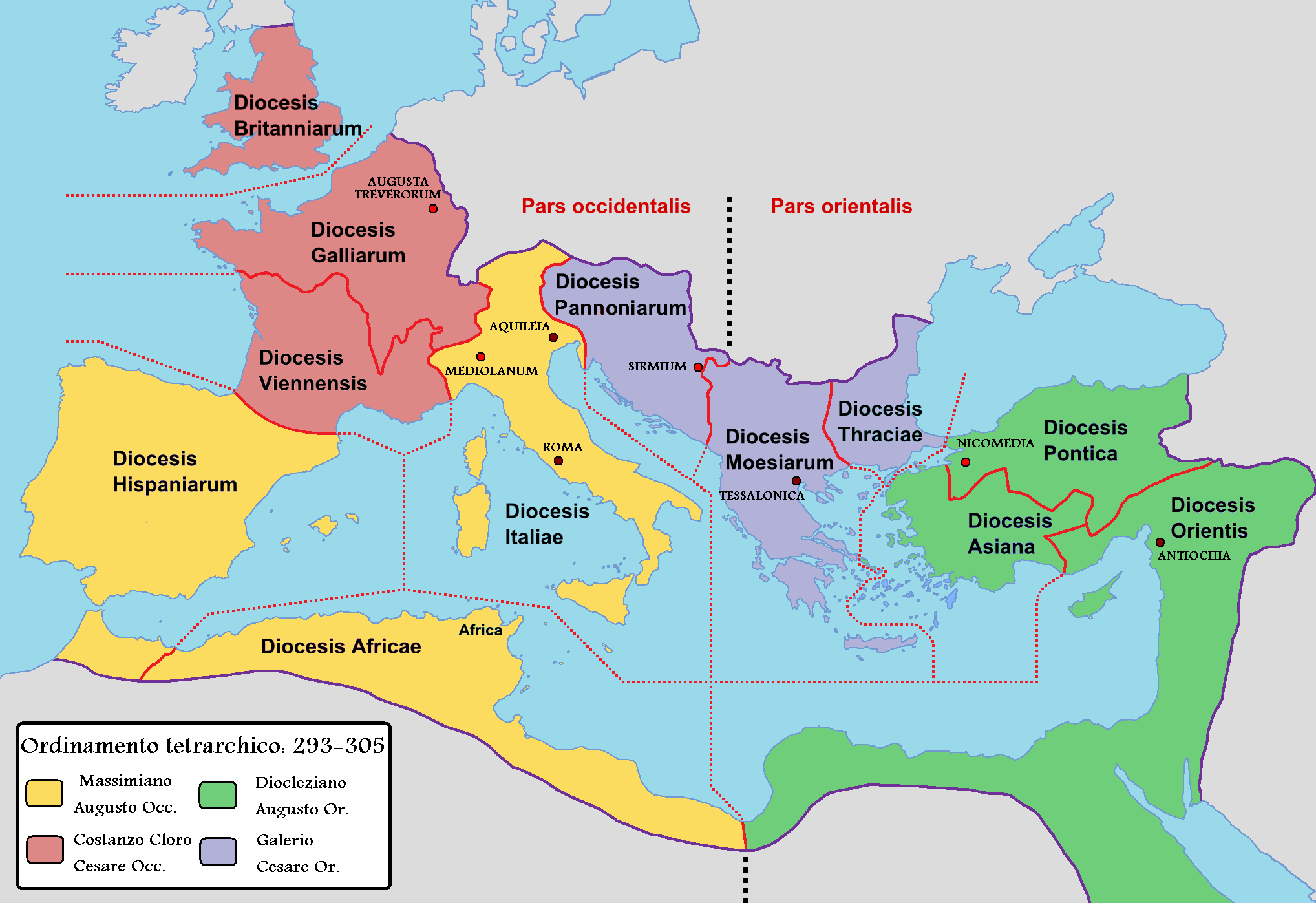
3세기 무렵 동서로 분리된 로마 제국

기원전 27년 옥타비아누스는 그를 정점으로 하는 1인 지배의 정치 체제를 구축하고 아우구스투스(라틴어: Augustus, 존엄한 자)의 칭호를 받았다. 역사학자들은 옥타비아누스가 아우구스투스로 불리게 된 것을 로마 제국의 출발점으로 본다. 당시 정부는 공식적으로는 여전히 공화정을 표방하고 있었으나 이미 모든 권력은 아우구스투스 개인에게 잠식당한 상태였다. The Senate granted Octavian a unique grade of Proconsular imperium, which gave him authority over all Proconsuls (military governors). 아우구스티누스는 케사르가 달력을 개혁하고 율리우스력을 만든 뒤 7월을 자신의 이름으로 바꾼 것을 뒤따라 율리우스력을 보완한 뒤 8월을 아우구스투스로 부르도록 하였다.
아우구스투스 당시 로마는 이탈리아반도를 비롯하여 지중해와 유럽 각지의 방대한 속주를 다스리고 있었다. 공화정 당시 로마의 속주는 최종적으로 집정관과 법무관에 의해 지배되었는데 로마에서 집정관이나 법무관으로서 1년간 임기를 마치면 3년의 임기를 가지고 속주의 장관이 되는 방식이었다. 그러나 아우구스투스가 1인 지배 체계를 확보한 뒤로는 주요 속주들을 황제가 직접 지배 하였다. 아우구스투스는 특별한 부관을 군단 병력과 함께 속주에 파견하여 통치하였다. 로마 제국은 계속하여 영토 확장을 시도하였으나 공화정 시기에 이미 확보한 속주에 비해 크게 영역을 넓히지는 못하였다. 기원후 47년 클라우디우스 황제 시기 오늘날 잉글랜드와 웨일스에 해당하는 브리타니아가 속주가 되었고, 70년 무렵에는 유대를 포함한 팔레스타인 지역이 독립을 상실하고 로마의 속주로 편입되었다. 로마 제국의 영토는 이후 트라야누스 시기에 이르러 오늘날 루마니아에 해당하는 다키아를 정복하며 최대 판도를 보였다. 로마 제국은 파르티아 제국을 사이에 두고 중국의 한나라와 무역을 하기도 하였다. 한나라의 기록에선 로마를 대진(大秦)으로 불렀다.
아우수그투스 시기의 로마에서는 베르길리우스, 호라티우스, 오비디우스, 그리고 루푸스와 같은 시인들이 문학을 발전시켜 고전 라틴어의 황금기를 열었다.
테오도시우스 1세 황제가 사망한 395년 이후 로마 제국은 동로마 제국과 서로마 제국으로 분리되었다. 서로마 제국은 정치 경제적으로 여러 위기에 봉착해 있었으며 게르만족의 대이동과 같은 군사적 위협에 대처할 능력이 없었다. 476년 이탈리아반도에 침입한 오도아케르는 로마를 함락시키고 서로마 제국의 황제 로물루스 아우구스투스를 추방하였다. 이후 동로마 제국의 황제 제논이 율리우스 네포스를 서로마의 황제로 임명하고 오도아케르와 대적하게 하였으나 무너진 서로마 제국을 다시 세울 수는 없었다.

## 중세

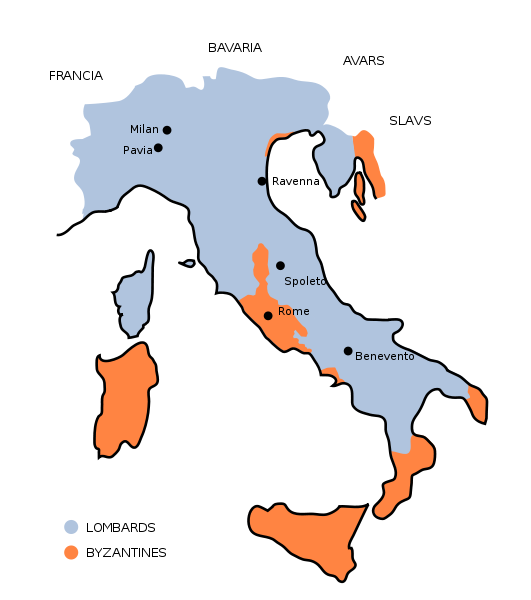
랑고바르드 왕국(568년~774년)
시칠리아 토후국831년–1072년
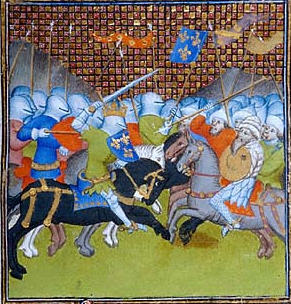
랑고바르드 왕국과 싸우는 프랑크 왕국의 클로타르 2세
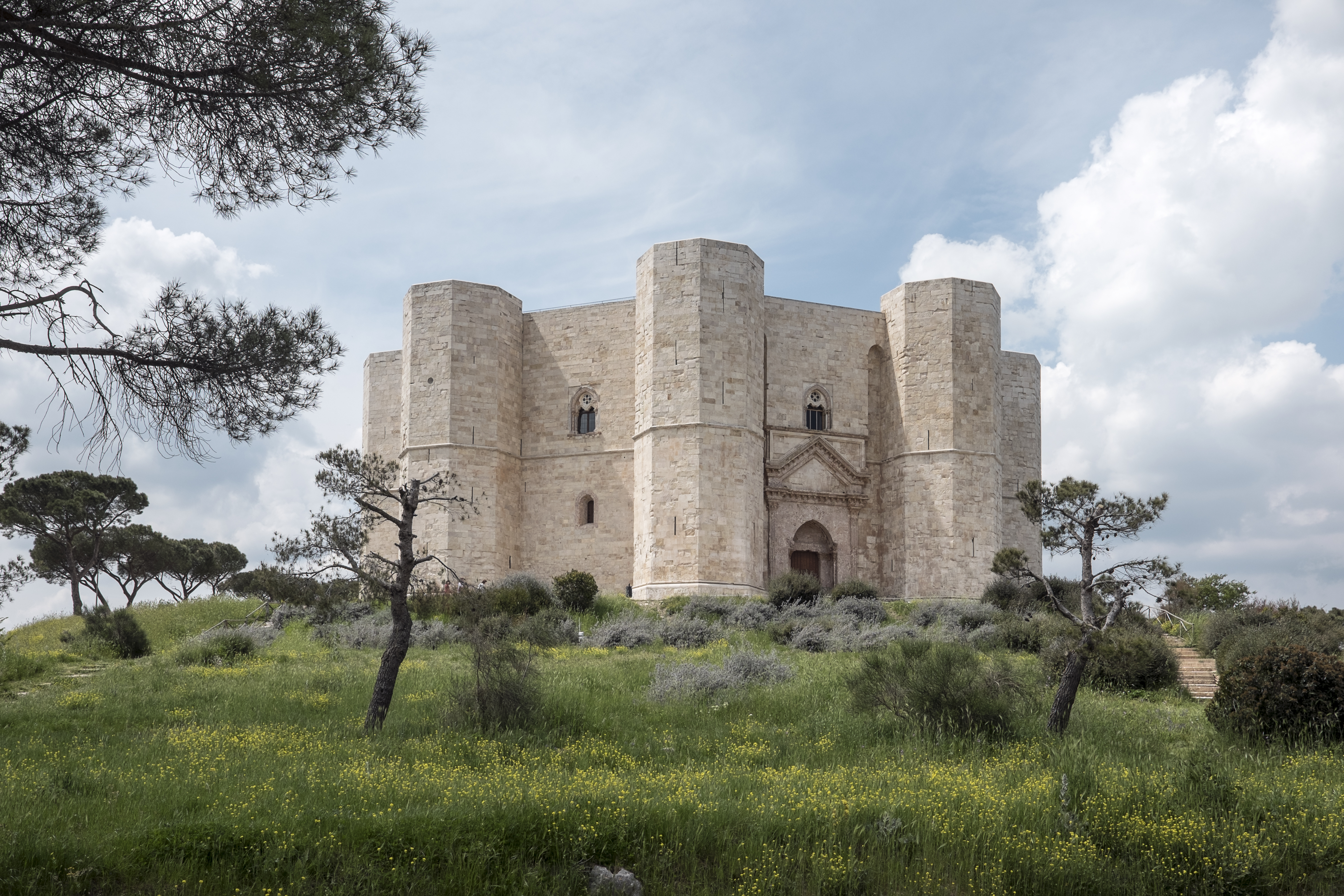
몬테 성은 프리드리히 2세 시기인 1240년에서 1250년 사이에 지어진 신성로마제국의 성이다.
이탈리아 해군기에는 중세 이후 독립을 유지하였던 4개의 해양 공화국의 문장이 그려져 있다. 왼쪽 위부터 시계방향으로 베네치아 공화국, 제노아 공화국, 피사 공화국, 아말피 공화국의 문장이다.

오도아케르의 지배는 테오도리쿠스가 이끄는 동고트인이 침입해 옴으로서 막을 내렸다. 이탈리아를 점령한 테오도리쿠스는 랑고바르드 왕국을 세우고 라벤나를 수도로 정했다. 랑고바르드 왕국은 동로마제국의 지배하에 있던 이탈리아 중부를 놓고 동로마제국의 황제 유스티니아누스 1세와 고트 전쟁을 벌였다. 553년 동로마제국은 랑고바르드의 수도 라벤나를 점령하였고 554년 강화조약을 맺었다. 그러나 그 이후로도 랑고바르드는 이탈리아 남부로 세력을 확장하려는 시도를 멈추지 않았다.
756년 로마 교황의 요청을 받은 프랑크 왕국의 피핀 3세는 랑고바르드 왕국을 침공하여 수도 라벤나를 함락시켰다. 랑고바르드의 왕족과 귀족은 동로마제국으로 망명하여 귀화하였고 왕국은 해체되었다. 피핀은 교황에게 랑고바르드 지역을 기증하였고, 이로서 교황은 종교적 권위뿐만 아니라 교황령이라는 실재적 영토를 갖는 군주가 되었다. 800년 교황 레오 3세는 피핀 3세의 아들인 카롤루스를 신성로마제국의 초대 황제로 추대하였다. 당시 로마 카톨릭은 여전히 동로마제국의 영향을 받고 있었으며 레오 3세는 여기에서 벗어나 독자적인 권위를 갖고자 하였다. 레오 3세의 이러한 행동은 1054년 공식화된 동서 교회의 분열의 원인이 되었다. 교황청은 서유럽 내에서 종교에 대한 독점권 권위를 갖고자 하였다. 주교의 임명권을 놓고 왕이나 공작, 백작과 같은 봉건 영주들과 교황청은 서임권 투쟁을 벌였다. 1122년 맺어진 보름스 협약으로 교황만이 주교를 서임할 수 있게 되었지만, 이 문제는 중세 기간 내내 민감한 쟁점이었다.
랑고바르드 왕국을 해체한 뒤 프랑크 왕국의 카롤링거 왕조의 군주들은 신성로마제국의 황제로서 이 지역을 통치하였다. 랑고바르드 왕국을 대체한 이탈리아 왕국은 형식적으로 조직된 일종의 괴뢰정부였다. 랑고바르드 왕국이 존립하였을 당시 이에 대항하여 독립을 유지하였던 베네치아 공화국은 이후로도 독자적인 주권 국가로 유지되었다. 이탈리아 북부와 중부의 많은 도시들은 신성로마제국의 간섭에 대항하여 롬바르디아 동맹을 결성하였다. 1176년 신성로마제국과 롬바르디아 동맹 사이에 벌어진 레냐노 전투에서 동맹측이 승리함에 따라 롬바르디아 동맹에 속한 각 도시국가들은 신성로마제국에 잔존하되 사실상 독립국의 지위를 누리는 자치를 허용받았다.
베네치아 공화국, 제노바 공화국, 피사 공화국, 아말피 공화국과 같은 이탈리아 북부와 중부의 도시들이 독립된 주권을 행사하게 된 것은 이후 르네상스의 중요한 배경이 되었다. 이렇다할 주도적 권력이 없는 가운데 이탈리아의 도시국가들은 그에 딸린 주변 읍락을 지배하면서 상공업을 일으켰다. 귀족들 역시 공화국의 일원으로서 지배 체계에 협력하였고, 공화국의 실권은 평민들이 장악한 경우가 많았다. 이들은 제국에서 벗어난 독립국의 자유를 누리며 자신들의 이익을 위해 과학과 공업의 발전을 도모하고 은행업을 통해 자본을 축적하였다. 훗날 르네상스 시기 피렌체 공화국을 장악하였던 메디치 가 역시 중세의 신분 질서 속에서는 평민에 불과하였다. 메디치가는 13세기 이후 상업에 뛰어들어 서서히 피렌체 공화국의 지배 가문으로 부상하였다.
중세 초기 이탈리아의 남부는 여전히 동로마제국의 영토였으나 각종 침입이 끊이지 않았다. 7세기에 들어 아라비아 반도에서 시작된 이슬람은 지중해 연안의 북아프리카로 급속히 확산되었으며 우마이야 왕조시기에 이베리아반도까지 영토를 확장하였다. 우마이야 왕조의 뒤를 이은 아바스 왕조는 지중해를 넘어 이탈리아도 공격하기 시작하였다. 652년부터 시작된 이슬람의 시칠리아 정복은 852년 바리를 점령하고 토후국을 세운 뒤 본격화되었다. 시칠리아 토후국은 오랫동안 동로마제국과 전쟁을 벌여 902년에는 시칠리아 전체를 점령하였다. 시칠리아 토후국은 1061년 멸망할 때까지 시칠리아 지역에서 이슬람 문화와 비잔틴 문화가 섞인 독특한 문화를 발전시켰다. 시칠리아 토후국을 기반으로 한 이슬람 세력은 이탈리아 전 지역을 간간히 공격하였는데, 846년에는 로마를 침공하여 성베드로 대성당을 불태웠다. 당시 교황이었던 레오 4세는 이슬람의 공격에 대응하기 위해 바티칸 성벽을 세웠다.
11세기에 들어 시칠리아 토후국은 노르만족에게 점령되었다. 노르만의 정복자들은 이슬람의 토후들이 그러했던 것처럼 종교적인 관용을 보였고, 기독교인이었던 노르만족의 군사와 이슬람인들의 군대가 연합하여 동로마제국의 영토인 이탈리아 남부를 정복하였다. 시칠리아와 이탈리아 남부를 지배하게 된 노르만족은 루지에로 2세에 이르러 시칠리아 왕국을 세웠다. 시칠리아 왕국은 이후 여러 차례 왕조가 바뀌었으나 19세기까지 독립국으로 존재하였다.

## 르네상스
이탈리아는 르네상스의 중심지로서 유럽 전역의 정치, 사회, 문화, 사상에 큰 영향을 미쳤다.
중세 후기의 이탈리아 중부와 남부는 북부의 도시 국가에 비해 크게 낙후되어 있었다. 14세기는 교황이 프랑스의 아비뇽에 세워진 아비뇽 교황청에 착좌하는 이른바 아비뇽 유수 시기였다. 이로 인해 교황령에 속한 각지는 형식적인 느슨한 지배를 받을 뿐이었고, 로마 자체도 쇠락하여 여기 저기 폐허가 놓여 있었다. 아비뇽 유수기 이후에 로마 카톨릭은 서방 교회의 분열 사태를 겪으며 아비뇽과 로마 두 군데에서 각기 다른 교황이 즉위하여 서로를 반교황으로 부르며 대립하였고, 서유럽 전반에서 교회의 영향력이 줄어들게 되었다. 또한, 나폴리와 시칠리아, 사르디니아 등지는 외국 왕가의 지배를 받게 되었다. 한편 이탈리아 북부는 독립된 도시 국가로서 발전하게 되었고, 지중해 해상 무역망을 독점하였다.

1346년-1353년 사이 흑사병의 전파 현황.

1348년 이탈리아에 흑사병이 창궐하였다. 흑사병으로 많은 사람들이 사망하였는데 희생자는 인구의 삼분의 일 정도로 추정된다. 흑사병은 한편에서는 종말론의 공포를 몰고왔으나, 다른 한편으로는 "지금 이 순간을 즐기자"는 신조를 낳았고, 이는 조반니 보카치오의 《데카메론》 등에 반영되었다.
14세기의 대흑사병이 물러간 뒤 15세기에서 16세기에 걸쳐 인구와 경제가 회복된 이탈리아 북부 도시 국가에서는 휴머니즘과 르네상스가 발전하였다. 이로서 이탈리아는 고대 이후 다시 한 번 이른바 서구 문명의 중심지가 되었다. 유럽 각지에서는 페라라의 에스테가나 피렌체의 메디치 가를 모방하는 유행이 일었다.
"재생"을 뜻하는 르네상스는 경제와 도시화에만 국한한 것이 아니라 인문, 과학, 예술을 포함한 사회 전반의 흐름을 바꾸었다. 수도원에 숨겨져 있는 고대 그리스어 문헌이나 이슬람 세계의 아랍 문헌에 있던 고대 그리스와 고대 로마의 고전들이 다시 라틴어로 번역되고 출간되었다. 당시 동로마제국의 불안정한 정세에 따라 유입된 이민자들 역시 르네상스의 전개에 큰 영향을 미쳤다. 오늘날 토스카나주에 해당하는 피렌체에서 일어난 르네상스는 이웃한 시에나, 루카와 같은 도시 국가로 전파되었고, 토스카나의 건축과 회화는 얼마 지나지 않아 이탈리아 르네상스의 모델이 되었다.

### 문학, 과학, 철학
르네상스 문학의 대표적 작가로는 《일 칸쵸니에레(이탈리아어: Il Canzoniere, 노래집)》과 같은 소네트를 발표한 프란체스코 페트라르카와 그의 친구이자 경쟁자였던 《데카메론》의 작가 조반니 보카치오가 있다. 15세기의 유명한 시인으로는 《모르간테》의 루이지 풀치, 《사랑의 오를란도》의 마테오 마리아 보이아르도, 《광란의 오를란도》의 루도비코 아리오스토 등이 있다.
니콜로 데 니콜리와 포기오 브라치올리니는 고전 시대의 저자인 플라톤, 키케로, 비트루비우스 등의 원전을 다시 소개하였다. 플라톤, 아리스토텔레스, 유클리드, 프톨레마아오스 등의 고대 그리스와 헬레니즘 시기의 저작들은 이슬람 세계에서 아랍어로 번역되어 보존되었다가 르네상스 시기 다시 유럽으로 들어왔다. 유입되었다. 15세기의 시인이었던 폴리치아노와 플라톤주의 철학자였던 마르실리오 피치노는 라틴어나 그리스어로 된 고전을 이탈리아어로 번역하였다. 레온티우스 필라투스는 호메로스의 작품을 라틴어로 번역하여 지오바니 보카치오에게 주었다.
16세기 초 발다사레 카스틸리오네는 궁정 생활에 필요한 예의 범절을 다룬 《궁정론》을 출간하였고, 비슷한 시기 니콜로 마키아벨리는 근대 정치철학의 시작으로 평가되는 《군주론》을 펴냈다.

### 건축, 조각, 회화

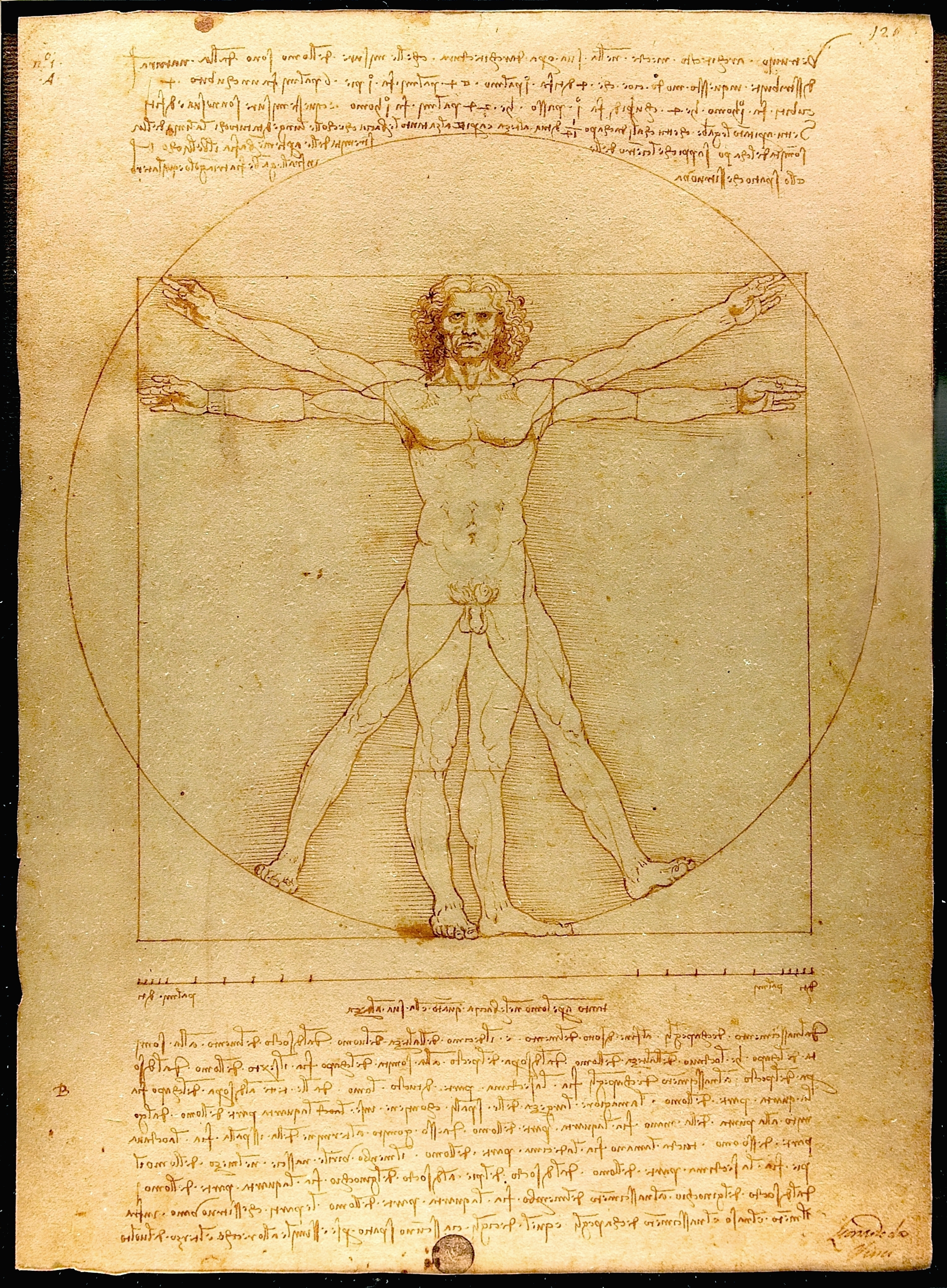
레오나르도 다빈치의 비트루비우스적 인간. 고대 로마의 건축가 비트루비우스가 제시한 인체 비례를 적용하였다.
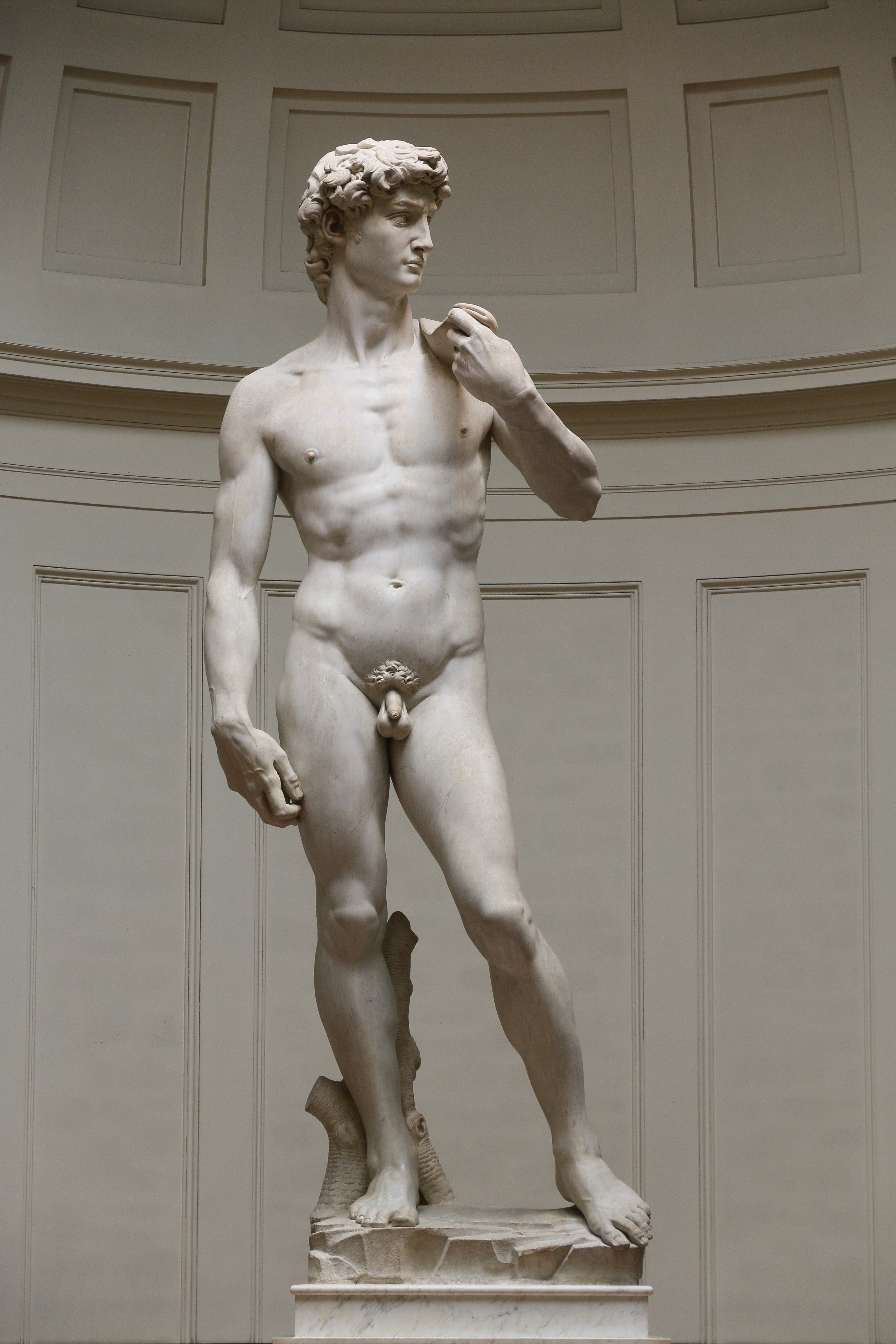
미켈란젤로의 다비드는 르네상스를 대표하는 상징 가운데 하나이다.
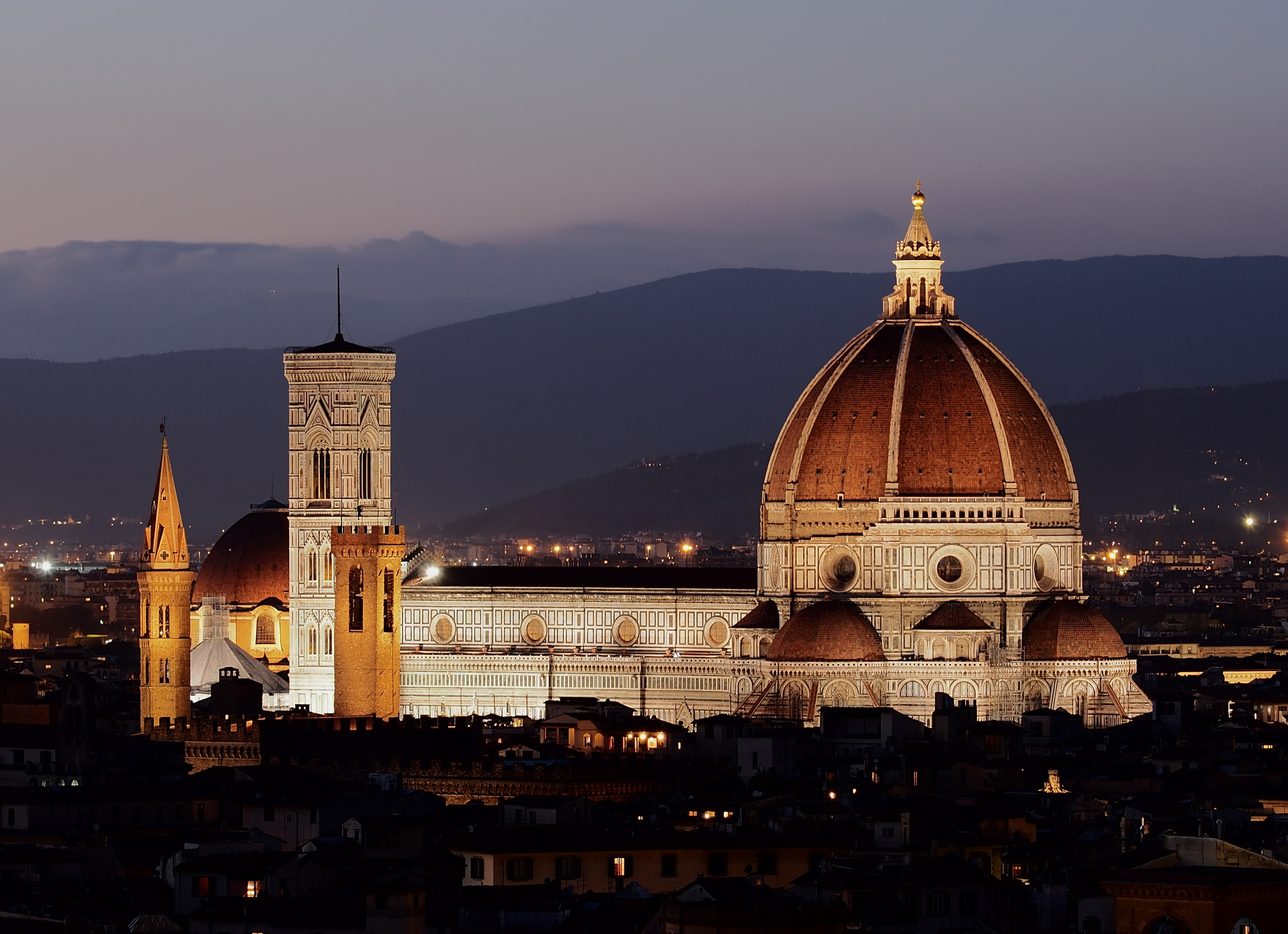
피렌체 대성당의 돔 지붕은 벽돌로 만든 돔 가운데 가장 큰 규모를 자랑한다.
산드로 보티첼리의 비너스의 탄생. 1468년 작

조토 디 본도네, 마사초, 피에로 델라 프란체스카, 도메니코 기를란다요, 페루지노, 미켈란젤로, 라파엘로, 보티첼리, 레오나르도 다빈치, 티치아노 등으로 대표되는 이탈리아 르네상스 회화는 당대와 그 이후의 시기 유럽 전체에 영향을 주었다.
이탈리아 르네상스 건축 역시 전 유럽에 영향을 주었다. 대표적인 건축가로는 필리포 브루넬레스키, 레온 바티스타 알베르티, 안드레아 팔라디오, 도나토 브라만테 등이 있으며, 이들의 작품으로는 피렌체 대성당, 성 베드로 대성당, 말라테스타 성당과 같은 것들이 있다.
베네치아에서 활동한 출판인 알두스 마누티우스는 기존 활자에 비해 작고 이동이 쉬운 이탤릭체 활판을 발명하여 주머니에 넣고 다닐 수 있을 정도 크기의 책을 출판하였다.

### 끊임 없는 분쟁

1494년 당시 이탈리아의 국가 현황
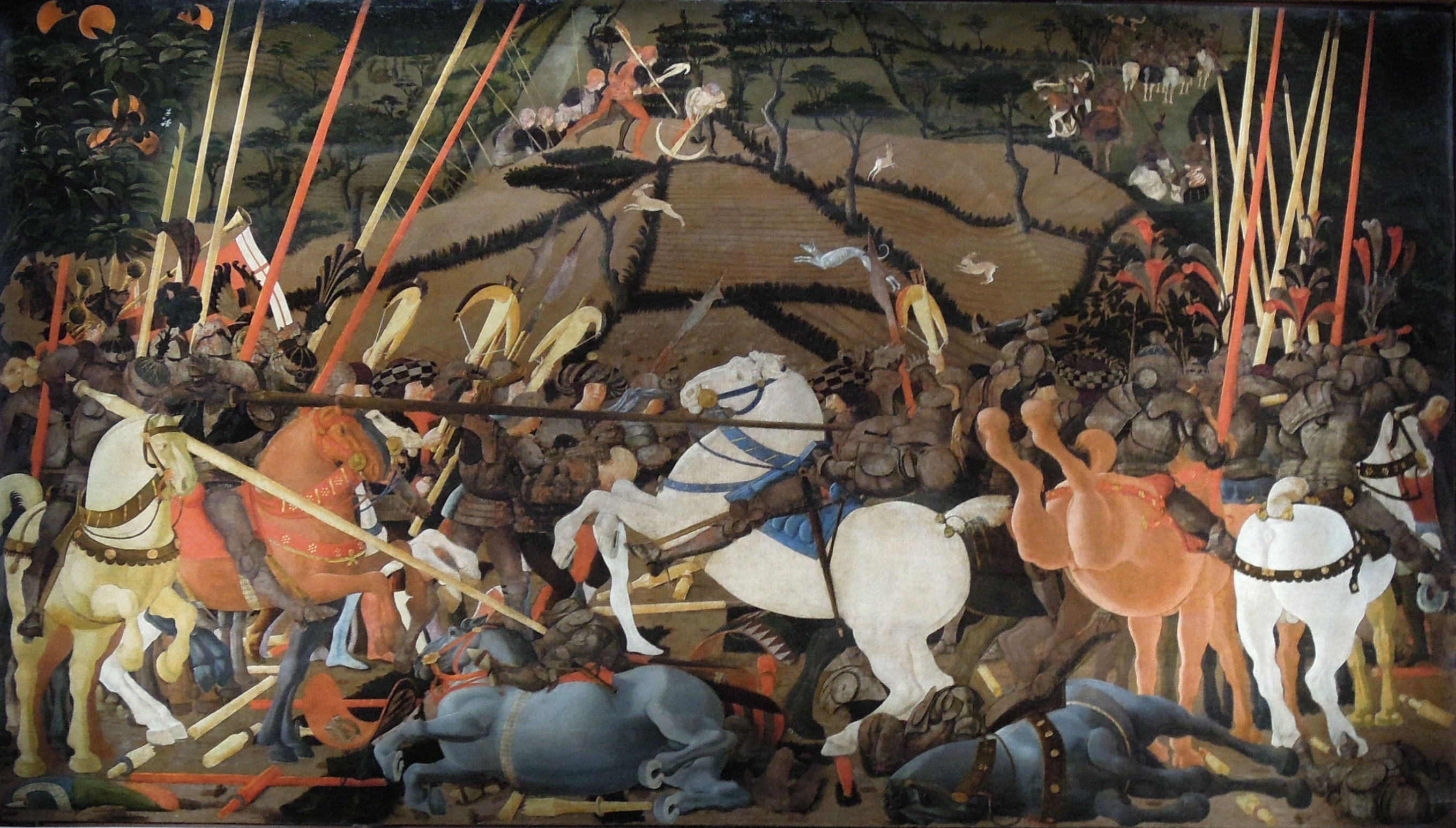
파올로 우첼로가 그린 산로마노 전투

14세기 무렵 이탈리아의 북부와 중부는 여러 개의 독립적인 도시 국가로 분할되어 있었다. 이들 가운데 강력한 국가로는 밀라노, 피렌체, 피사, 제노바, 페라라, 만투아, 베로나, 베네치아 등 이었다. 이들 도시 국가는 주변의 강국인 신성 로마 제국 그리고 교황령과의 관계에 따라 끊임없이 분쟁을 겪었다. 이들은 서로를 구엘프와 기벨린으로 불렀는데, 교황파는 구엘프, 신성 로마 제국의 황제파는 기벨린이라 불렸다.
르네상스 시기 도시 국가 사이의 전투는 일상적인 일이었다. 도시국가는 전쟁을 위해 용병을 고용하였다. 15세기에 이르러 도시 국가간 전쟁은 더욱 빈발하여 1406년에는 피렌체가 피사를 점령하였고, 제네치아는 파우다와 베로나를 점령하였다. 이러는 사이 밀라노 공국은 인근의 파비아와 파르마를 점령하였다.
르네상스 시기 육전은 콘도티에로가 이끄는 용병들 사이에서 이루어졌다. 용병들은 유럽 각지에서 고용되었는데 주로 독일과 스위스 출신들이 이탈리아 용병대에 입대하였다. 용병들은 자신들이 희생되는 것을 주저하였기 때문에 전장에서 전투를 치르는 것에는 소극적이었고, 전투 양상은 주로 성벽을 사이에 둔 공방전의 형태로 진행되었다. 용병대장은 수익을 위해 전쟁을 질질 끌었고 도시가 비용을 지불하지 않을 경우 등을 돌려 상대편이 되는 것도 흔했다.
도시 국가들은 해전에 대비해 많은 수의 함대를 운용하였다. 강력한 해군을 보유한 국가로는 피사, 제노바, 베네치아 등이 있었다. 피렌체가 피사를 점령하자 제노바와 베네치아가 이탈리아 주변 해역의 최강자가 되었다.
계속 된 전쟁 끝에 최강국으로 떠로른 밀라노와 베네치아, 피렌체는 1454년 로디 조약을 맺고 서로 간에 더 이상 군사 충돌을 하지 않기로 합의하였다. 이 조약으로 결성된 이탈리아 동맹은 이탈리아 북부와 중부의 거의 모든 정치 세력이 참여하게 되었고, 교황령도 동맹의 일원이 되었다. 1492년 로렌초 데 메디치가 죽자 이탈리아 동맹은 구심점을 잃었고 이어지는 프랑스와의 전쟁으로 와해되었다.

### 이탈리아 전쟁

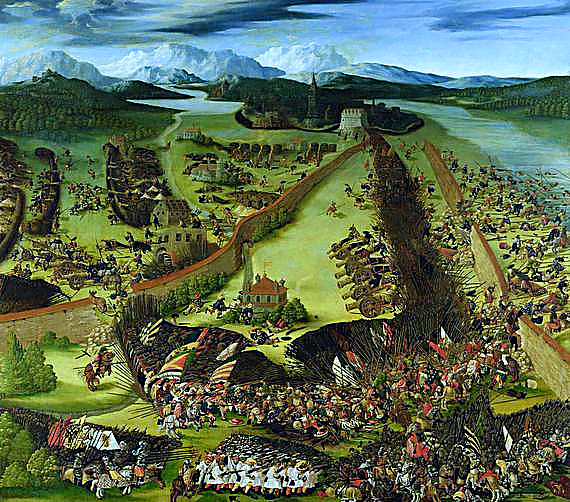
루프레슈트 헬러가 그린 파비아 전투
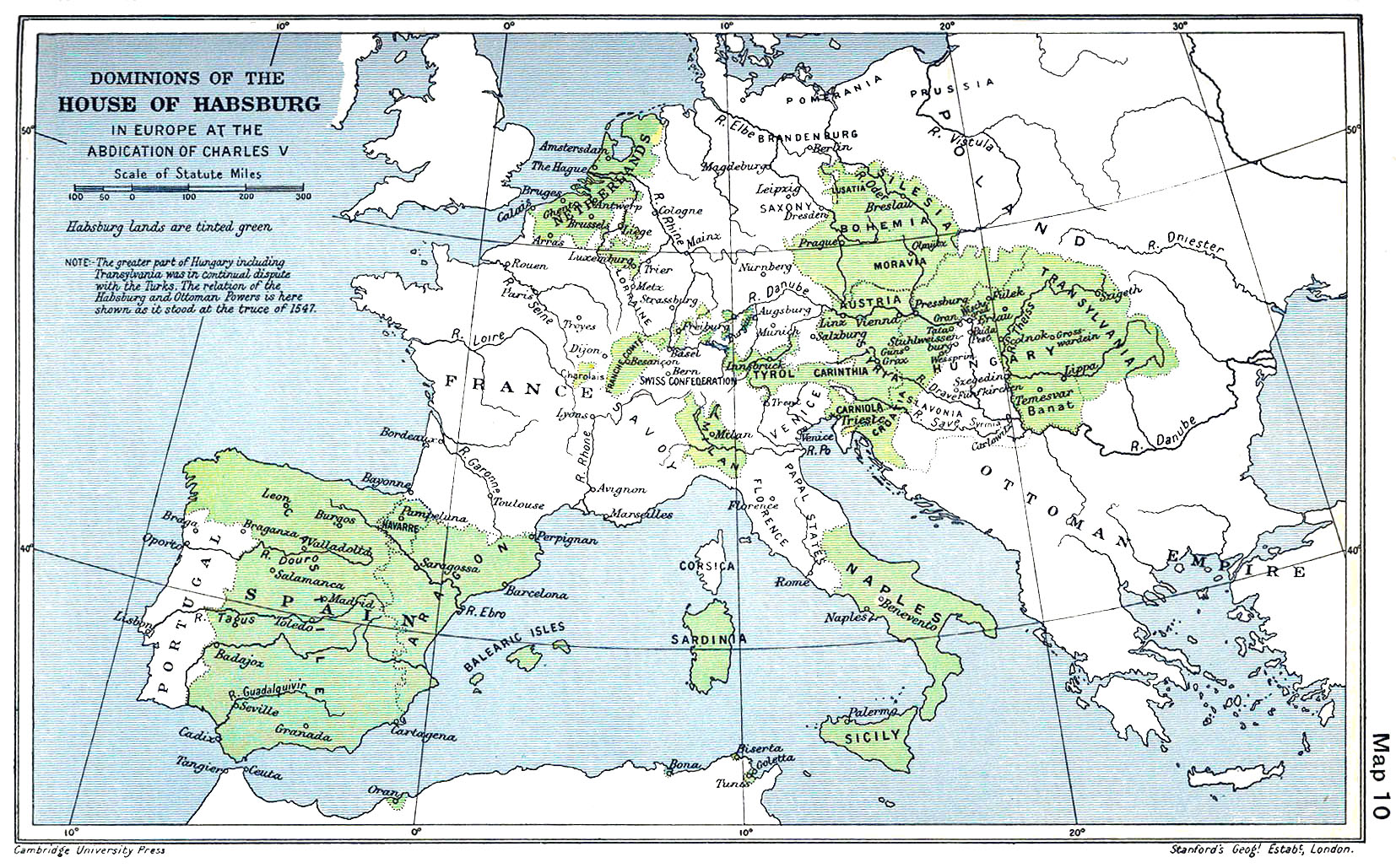
1547년 당시 스페인 제국과 이탈리아

1494년 일어난 이탈리아 전쟁은 프랑스의 침공에 북부 도시국가들이 대항한 전쟁이다. 전쟁의 발단은 이탈리아 북부의 밀라노 공국과 남부의 나폴리 왕국간의 분쟁에서 비롯되었으나 프랑스가 개입하면서 급속히 확산되었다. 1506년부터 1516년까지 계속된 캉브레 동맹 전쟁으로 이탈리아 북부 도시들과 교황령은 동맹을 맺고 프랑스에 대적하여 승리하였으나, 전리품 분배에서 교황과 베네치아가 갈등을 일으켰고 결국 베네치아는 동맹을 탈퇴하였다. 당시 정세 속에서 프랑스의 브루봉 왕가와 신성 로마 제국의 합스부르크 왕가는 유럽의 주도권을 놓고 대척하고 있었다. 스페인의 카를 5세는 합스부르크 왕가의 수장으로서 신성 로마 제국의 황제와 나폴리 왕국의 국왕을 겸하고 있었고, 합스부르크를 지지하는 이탈리아의 코냐크 동맹과도 전쟁을 벌이게 되었다. 코냐크 동맹 전쟁은 1525년 파비아 전투가 발단이 되어 1526년부터 1530년까지 계속되었으며, 피렌체 공방전에서 피렌체가 항복함으로서 합스부르크 왕가가 승리하였다.
한편 1499년부터 1503년 사이 발칸 반도의 베네치아 속령은 오트만 제국과 오트만-베네치아 전쟁을 벌였다.

## 근세 이탈리아 (1559년 - 1814년)

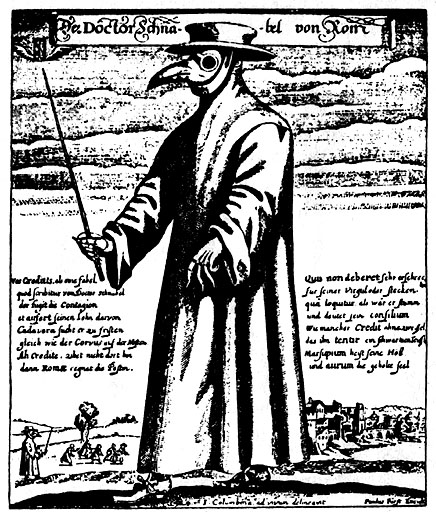
1556년 로마에서 그려진 닥터 슈나벨. 일부 사람들은 떠돌이 치료사가 흑사병을 퍼트리고 다닌다고 믿었다.
1796년의 이탈리아 국가 현황
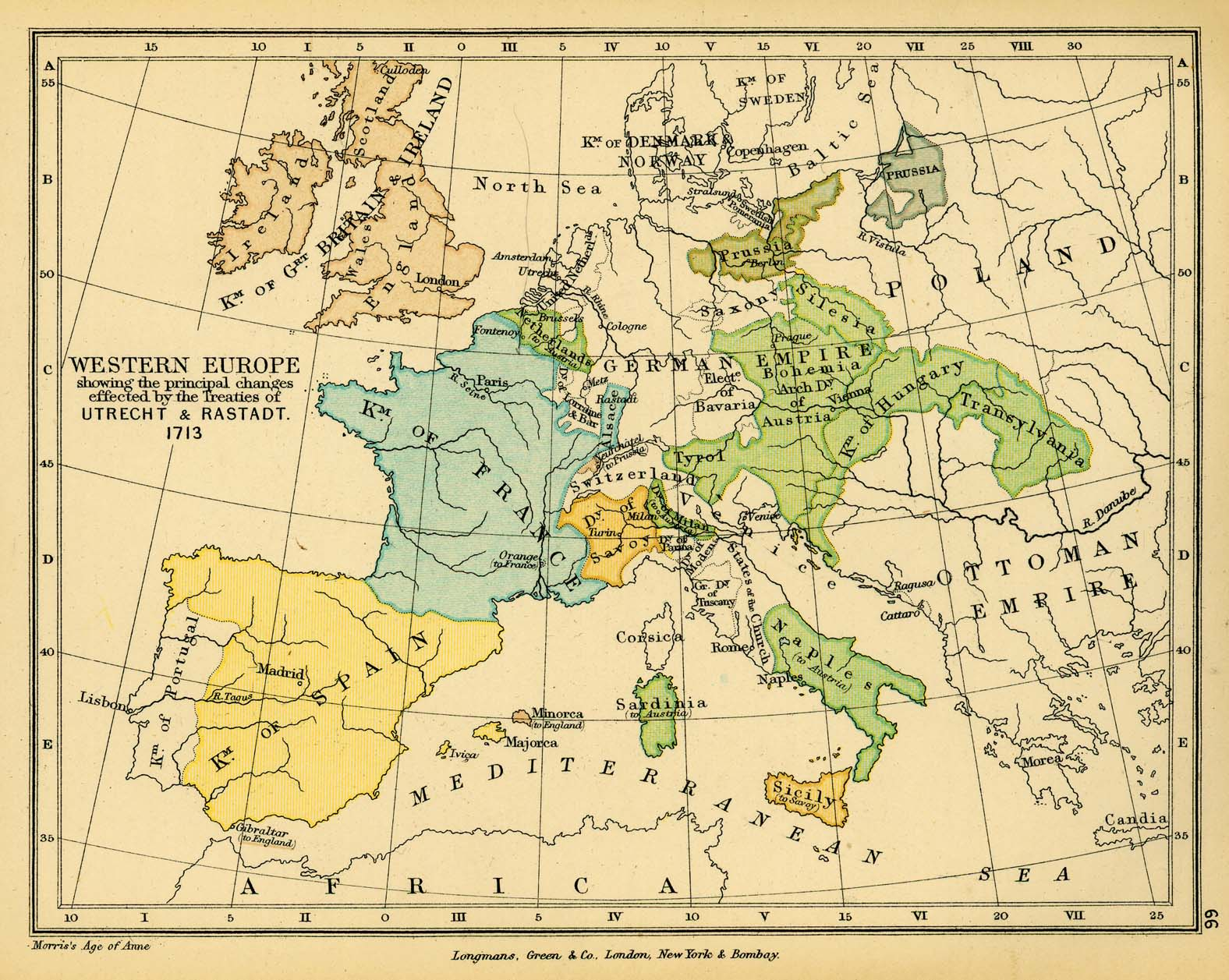
위트레흐트 조약의 결정 사항이 반영된 유럽 지도

근세 시기 이탈리아는 외세의 간섭과 경기 침체를 겪었다. 이탈리아 전쟁 이후 주도권을 쥔 합스부르크 왕가는 압스부르고 스페인과 그 뒤를 이은 오스트리아의 합스부르크 군주국을 통해 이탈리아를 지배하였다. 나폴레옹 전쟁 시기에는 프랑스 제1제국이 이탈리아를 침공하여 북부 도시들을 프랑스의 위성국가로 만들었다. 1814년 빈 회의는 나폴레옹 몰락 이후 유럽 각국의 정치 체제를 논의하였다. 이탈리아에 대해서는 북부는 오스트리아가 지배하고 남부의 나폴리 왕국은 부르봉 왕가가 지배하는 분할 안을 채택하였으나 얼마지나지 않아 일어난 이탈리아 통일 운동의 저항에 부딪혀 효력을 잃었다.

### 17세기
이탈리아에서 17세기는 정치적으로나 사회적으로 많은 변동이 있던 소란스런 시기였다. 정치적으로는 압스부르고 스페인의 영향력이 증대하였고, 종교개혁에 대항한 로마 카톨릭의 반종교개혁 역시 정점을 찍었다. 갈릴레오 갈리레이를 비롯한 여러 학자들이 과학을 발전시켰고, 예술에서는 바로크 양식이 유행하였다. 이 시기 이탈리아는 경기 침체를 겪었다.
탐험가들이 이른바 신세계를 발견하면서 베네치아나 제노바와 같은 이탈리아의 주요 상업 도시들은 점차 유럽의 중심 무역항으로서의 지위를 상실하였다. 게다가 스페인이 30년 전쟁에 뛰어들게 되자 이탈리아 각지에는 과중한 세금이 부가되었다. 이로 인해 1647년에는 어부였던 마사녤로가 주동한 폭동이 일어나기도 하였다.
17세기 이탈리아에선 흑사병이 다시 번졌다. 1630년 이탈리아 흑사병이 이탈리아 북부에 퍼져 밀라노와 베네치아 같은 대도시의 백만명에 달하는 사람들이 목숨을 잃었다. 이는 해당 지역 전체 인구의 25%에 달하는 숫자였다. 1656년에 일어난 흑사병으로 나폴리 왕국은 인구의 43%가 사망하였다. 흑사병으로 인한 인구 감소는 당시 이탈리아의 경제 침체와 상업 중심지 기능 상실의 가장 큰 원인 가운데 하나로 꼽힌다. 경제사학자 앤거스 매디슨의 연구에 따르면 1500년 당시 이탈리아의 국내총생산은 프랑스의 106%에 달했으나, 1700년에는 75%에 불가하였다.

### 18세기
1700년 스페인의 마지막 합스부르크 왕가 출신 군주인 카를로스 2세가 사망하자 합스부르크 왕가와 부르봉 왕가는 스페인의 왕위를 놓고 스페인 왕위 계승 전쟁을 벌였다. 전쟁의 결과 부르봉 왕가가 승리하여 스페인의 다음 군주는 앙주 공작이던 펠리페 5세가 즉위하게 되었다. 부르봉 왕가의 승리에 따라 전쟁 중이던 1713년 맺어진 위트레흐트 조약이 실효성을 갖게 되었다. 조약에 따라 스페인의 유럽 영토는 분할되어 시칠리아와 밀라노 공국 영토의 일부는 사보이 공국의 영토로 편입되었고, 밀라노 공국의 대부분과 사르데냐, 나폴리 왕국은 합스부르크 왕가의 카를 6세에게 할양되었다. 왕위 계승 전쟁이 끝난 지 얼마 지나지 않은 1718년 부르봉 왕조의 스페인은 이탈리아에서의 영향력을 확보하기 위해 사국 동맹 전쟁을 일으켰으나 패배하였다. 전쟁의 결과 맺어진 하그 조약에 따라 스페인은 이탈리아반도에 대한 권리를 포기하고 사보이 공국의 비토리오 아메데오 2세가 사르데냐의 군주가 되는 것에 합의하였다.

### 나폴레옹 시기
18세기말 당시 이탈리아의 정치 상황은 16세기와 크게 다르지 않았다. 스페인 왕위 계승 전쟁의 결과 스페인을 대신하여 오스트리아가 지배권을 행사하게 되었고, 사르데냐는 사보이 공국의 영토가 되었으며, 시칠리아와 나폴리가 분할 되는 변화가 있기는 하였지만 크고 작은 정체가 이탈리아반도를 분할하여 지배하는 양상은 여전하였다.
이러한 상황은 1796년 프랑스의 나폴레옹이 이끄는 이탈리아 원정군이 침공해 오면서 크게 흔들리게 되었다. 나폴레옹의 목표는 제1차 대프랑스 동맹에사 사르디니아를 분리시키고 이탈리아에 대한 오스트리아의 지배를 끝내는 것이었다. 사보이 공국의 후신인 사르데냐 왕국은 프랑스군과 첫 교전을 한 4월 9일로부터 불과 한 달이 조금 지난 5월 15일 수도가 점령되었다. 비토리오 아메데오 3세는 동맹 탈퇴를 강요당하고 수도를 칼리아리로 옮겼다. 연이어 시작된 밀라노 공국 침공은 "해방자"를 환영하는 밀라노 시민들에 의해 손쉽게 승리로 끝났다. 1797년 나폴레옹은 베네토에 당도하였고, 프랑스군에 저항하는 민병대인 베로나의 부활절에게 발목을 잡혔지만 1주일 만에 이들을 진압하였다.
나폴레옹은 1797년에서 1799년 사이 이탈리아를 정복하며 프랑스 혁명의 대의를 명분으로 삼았다. 나폴레옹은 점령한 도시에서 오스트리아의 지배자들을 추방하고 새로운 공화국을 수립하도록 하였다. 나폴레옹은 이탈리아에 프랑스의 괴뢰 정권들을 세웠다. 밀라노를 중심으로 한 치살피나 공화국은 1802년 나폴레옹이 제1통령에 취임하자 이탈리아 공화국으로 국명을 바꾸었고, 다시 1805년 나폴레옹이 황제로 즉위하자 이탈리아 왕국이 되었다. 제노바를 중심으로는 리구리안 공화국이, 교황령에는 로마 공화국이 세워졌다. 1814년 나폴레옹이 몰락하자 괴뢰 정권 역시 해체되었다. 나폴레옹 전쟁 이후 베네치아는 오스트리아의 영토로 편입되었고, 제노바는 사르데냐 왕국의 영토가 되었다.
프레드릭 아르츠는 나폴레옹 전쟁으로 이탈리아의 옛 체제와 법령, 경제가 뒤흔들리게 되었으며, 이후 이탈리아 각국의 시민들이 서로를 하나의 이탈리아인으로 인식하게 된 계기가 되었다고 평가한다.

## 통일 (1814년 - 1861년)

1815년 - 1859년 사이의 이탈리아
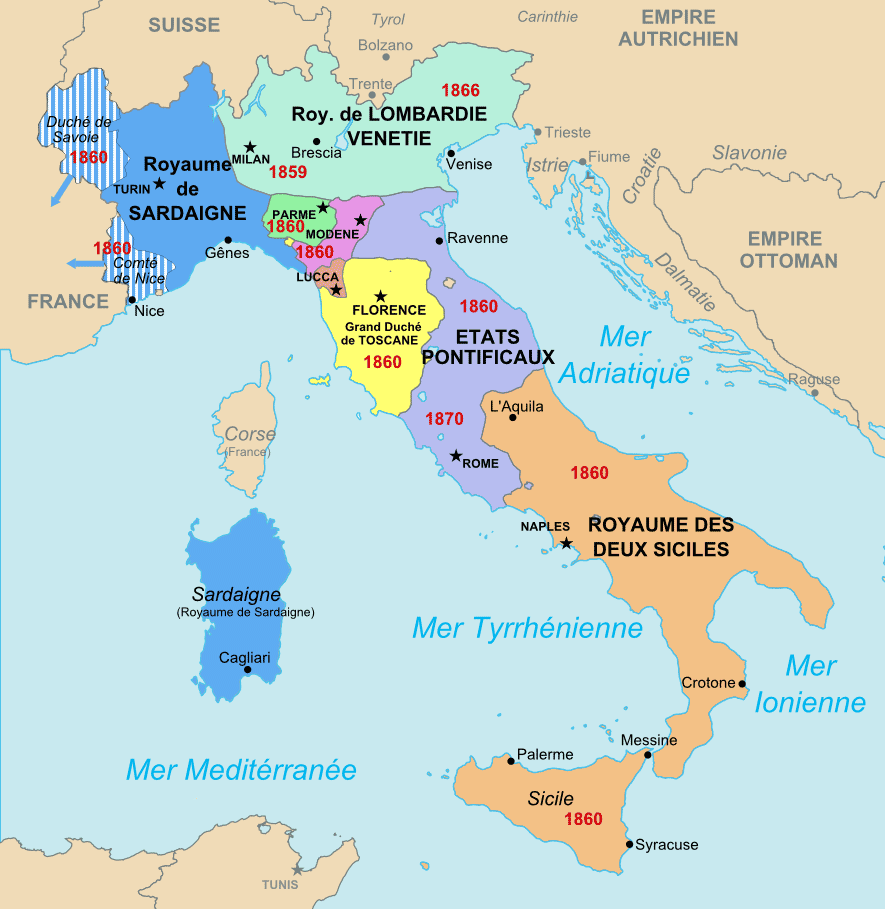
1860년의 이탈리아 통일 현황
1864년의 이탈리아 왕국
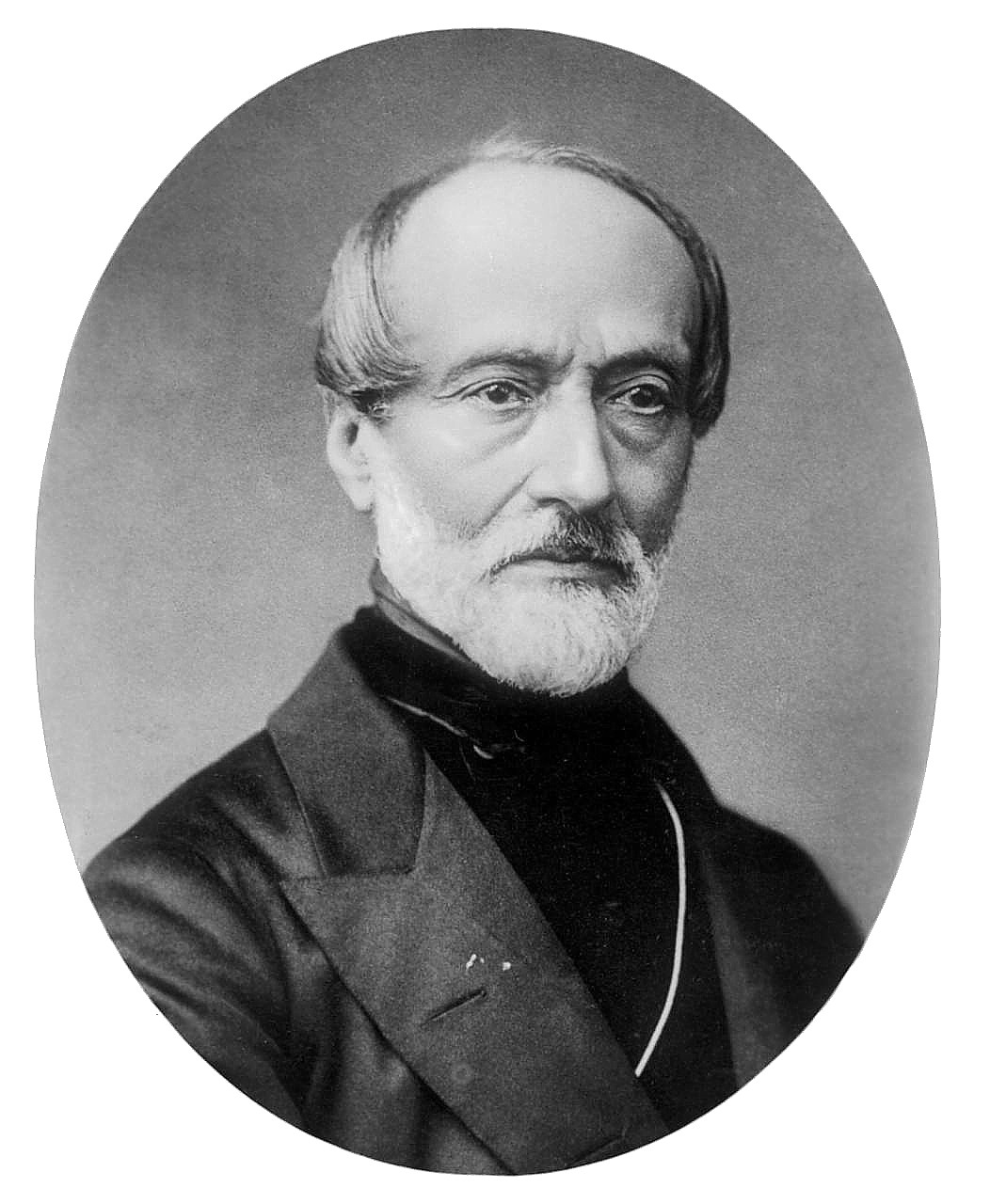
주세페 마치니
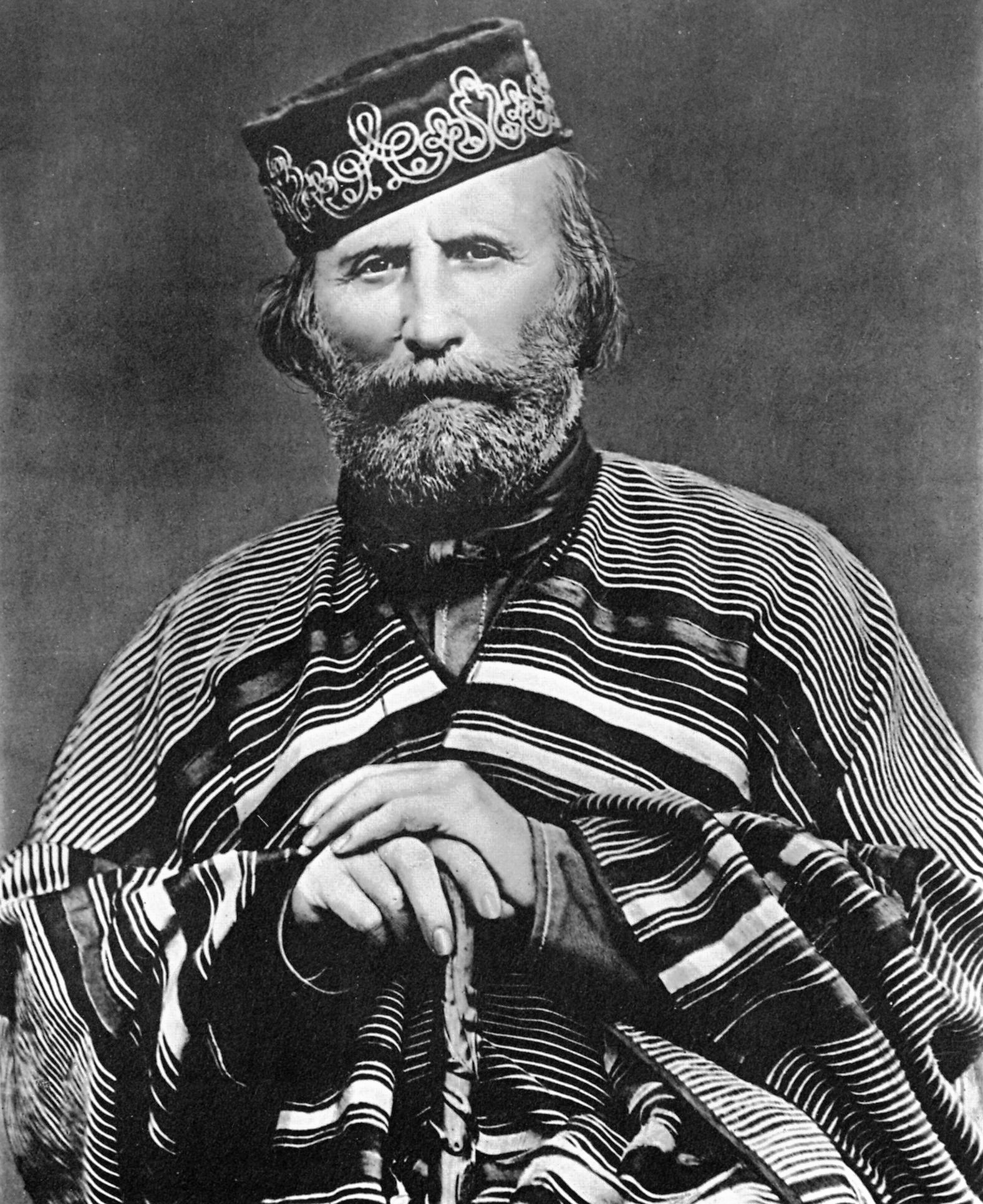
주세페 가리발디
카우보르 백작
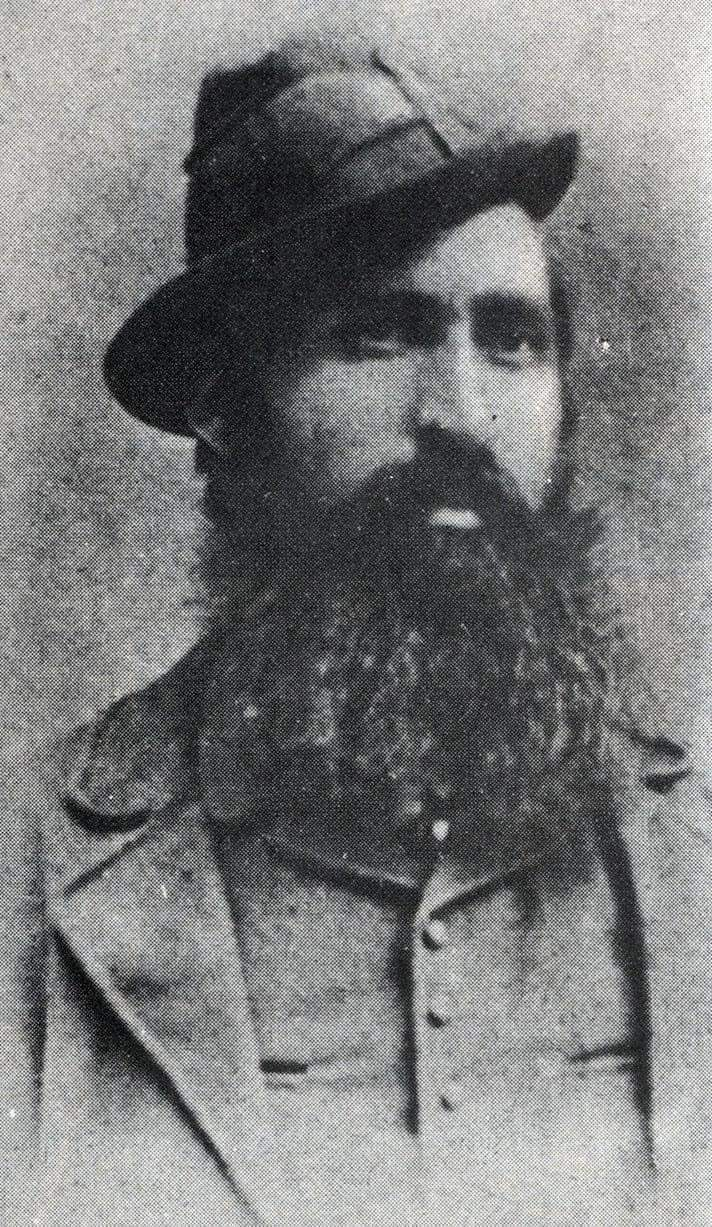
카르미네 크로코

이탈리아의 통일(이탈리아어: Risorgimento 리소르지멘토[*])는 이탈리아반도의 각지로 나뉘어 있던 국가들이 하나로 합쳐진 정치적 과정일 뿐만아니라 각국의 국민들이 하나의 이탈리아인이 되는 사회적 과정이기도 하였다.
이탈리아 통일이 언제부터 시작되고 끝났는 지 날짜를 특정하기는 어렵지만, 대부분의 학자들은 나폴레옹의 지배가 끝나고 빈 회의에 따라 이탈리아 각국의 정체가 다시 한 번 뒤흔들린 1815년을 그 시작으로 보고 있다. 1871년 보불전쟁이 종결될 무렵 이탈리아의 통일은 거의 완료되어 있었지만, 1861년 수립된 이탈리아 왕국이 민족통일주의(이탈리아어: città irredente 시타 이레덴테[*])에 따라 이탈리아반도 전체를 포괄하게 된 것은 제1차 세계대전의 승전국이 된 이후이다.

### 나폴레옹의 몰락
외젠 드 보아르네는 조제핀과 그의 전남편 알렉상드르 드 보아르네 자작 사이의 아들이다. 조제핀이 나폴레옹과 결혼 한 후 나폴레옹의 측근으로 이탈리아에 부임하였다. 나폴레옹이 몰락한 뒤 외젠은 처가인 바이에른 왕국의 도움으로 합스부르크의 오스트리아로부터 지원을 받아 이탈리아의 군주가 되고자 하였다. 또한 나폴리 왕국의 왕으로 임명된 나폴레옹의 측근 조아킴 뮈라 역시 나폴레옹 몰락 이후 퇴위되었으나 오스트리아와 내통하여 이탈리아에서 자신의 지위를 되찾고자 하였다.
유럽 각국의 정체를 나폴레옹 이전으로 되돌린다는 빈 회의의 결정은 오스트리아를 비롯한 여러 강국들이 이탈리아에 개입하는 명분이 되었다. 오스트리아 제국과 합스부르크 왕가는 이탈리아 북부에 대한 지배력 강화를 획책하였고, 이들의 통일 움직임에 반대하였다. 오스트리아의 수상이었던 프란츠 메데르니히는 빈 회의에서 "이탈리아란 이름은 지리학적 의미 외에 어떠한 것도 뜻하지 않는다."라고 주장하였다.

### 이탈리아 민족주의
민족주의는 예술과 문학에서 먼저 일어났다. 초기 민족주의자라고 할 수 있는 알레산드로 만초니의 《약혼자》(이탈리아어: I Promessi Sposi 이 프로메시 스포지[*])는 이탈리아 전역에서 유명세를 얻어 널리 읽혔다. 독자들은 이 소설이 오스트리아의 이탈리아 지배를 우회적으로 비판하고 있다고 여겼다. 1827년 출판된 이 소설은 당해에 재판을 인쇄하였다. 1840년 출판본은 토스카나 방언(이탈리아 중부 토스카나주를 중심으로한 이탈리아 방언)의 표준으로 여겨졌으며 일종의 문학 교과서로 읽혀졌다.
이탈리아 통일 운동은 교황령을 성좌로부터 떼내고자 하였다. 당시의 교황 비오 9세는 로마 카톨릭이 정치적 박해를 가한다는 비난을 피하고자 감옥에 갖혀있던 혁명주의자들을 석방하였고, 이들은 곧바로 이탈리아 통일 운동에 결합하였다.
이탈리아반도가 하나의 나라로 통일되어야 한다는 것에 동의한다고 할지라도 그것이 곧 특정인이나 특정 지역을 중심으로 하는 것에 동의하는 것은 아니었다. 피에몬테 출신의 사제였던 빈센초 죠베르티는 이탈리아반도 전체를 교황이 다스리도록 하자고 제안하였다. 그는 통일 운동과 로마 카톨릭을 연결시키고자 하는 의도에서 1843년 《이탈리아의 도덕적 문명적 제1과제》를 출간하였다. 한편, 대부분의 통일 운동 참가자들은 통일 이탈리아의 정체로 공화정을 지지하였으나 시간이 지남에 따라 사르데냐 왕국의 비토리오 에마누엘레 2세와 그의 수상 카밀로 벤소에 의한 통일 왕정 수립이 가시화되었다.
이탈리아 통일 운동에 가장 큰 영향력을 발휘한 그룹은 석탄 생산자라는 뜻을 지닌 비밀결사 카르보나리였다. 19세기 초 이탈리아 남부에서 결성된 카르보나리는 프랑스 혁명이 표방한 혁명 사상을 기반으로 중산층과 지식인을 끌어들였다. 빈 회의 이후 유럽
의 열강에 의해 이탈리아반도가 여러 조각으로 나뉘자 카르보나리 운동은 교황령, 사르데냐 왕국, 토스카나 대공국, 모데나 레조 공국, 롬바르디아-베네치아 왕국 등의 이탈리아반도 각지의 국가로 확산되었다. 각국의 지배자들이 카르보나리의 집회에 참석할 경우 사형에 처하겠다고 협박하였으나, 1820년 이후 통일 완료까지 카르보나리는 통일 운동의 주요 세력으로 지속하였다. 나폴레옹 3세는 젊은 날 망명자로서 이탈리아 남부를 오갈때 카르보나르에 입회한 바 있다. 카르보나리는 나폴레옹 3세와 협력을 기대하였다. 황제에 즉위한 나폴레옹 3세는 이탈리아를 느슨한 연방제로 두는 것이 유리하다고 판단하였지만, 오스트리아가 이탈리아로 먼저 침공할 경우 사르데냐 왕국을 지원하겠다는 밀약을 맺었다. 그러나 오스트리아는 이탈리아를 침공하지 않았고 사르데냐 왕국은 기대한 바를 얻을 수 없었다.
주세페 마치니와 주세페 가리발디는 급진적 통일 운동을 상징하는 인물이었다. 제노바 출신의 마치니는 통일 운동을 시작한 지 얼마 지나지 않아 투옥되었다. 그는 감옥에서 통일 이탈리아가 로마를 수도로 하는 자유롭고 독립적인 공화국이 되는 계획을 구상하였다. 1831년 출옥 후 마치니는 마르세이유에서 청년 이탈리아당(이탈리아어: La Giovane Italia 라 죠비네 이탈리아[*])를 결성하였다. 청년 이탈리아당은 "신과 민중"을 모토로 이탈리아의 통일을 주장하였다. 한편 주세페 가리발디는 마치니의 청년 이탈리아당에서 활동을 시작하였으나 여러 차례의 실패를 경험한 뒤 사르데냐 왕국을 중심으로 한 통일 이탈리아 왕국을 도모하였다.

### 사르데냐 왕국의 통일 전쟁
1848년은 프랑스에선 2월 혁명이, 영국에선 챠티스트 운동이, 독일에선 1848년 독일 혁명이 일어난 격동의 해였다. 사르데냐 왕국은 1848년 프랑스의 지원 없이 오스트리아를 상대로 제1차 이탈리아 독립 전쟁을 선포하였다. 초반 전투에서는 사르데냐 왕국이 승기를 잡았으나 이후 전세가 역전되어 사르데냐 왕국은 패전하였다. 사르데냐 왕국의 카를로 알베르토 1세는 배상금으로 6천 5백만 프랑크를 오스트리아에 즉시 지급하는 조약에 서명하였다.
1853년 영국과 프랑스는 흑해의 패권을 놓고 러시아 제국을 상대로 크림 전쟁을 치르게 되었다. 보다 많은 동맹군이 필요하였던 영국과 프랑스는 사르데냐 왕국을 연합국의 일원으로 받아들였고, 이를 계기로 사르데냐 왕국은 자신들이 주도하는 이탈리아 통일의 지원군을 얻게 되었다. 1849년 카를로 알베르토 1세가 사망하자 그의 아들 비토리오 에마누엘레 2세이 사르데냐 왕국의 군주가 되었다. 프랑스의 지원을 확보한 사르데냐 왕국은 1859년 오스트리아를 상대로 제2차 이탈리아 독립 전쟁을 선포하였다. 당시 이탈리아반도의 권력은 사르데냐와 페이몬트를 지배하는 사르데냐 왕국, 나폴리와 시칠리아를 영토로하는 양시칠리아 왕국, 교황령, 그리고 오스트리아가 지배하는 롬바르디-베네치아 왕국으로 사분되어 있었다. 오스트리아가 사르데냐에 군대 해산을 요구하자 이를 빌미로 프랑스가 개입하였다. 제2차 이탈리아 독립 전쟁에서 주세페 가리발디는 양시칠리아 왕국을 단숨에 정복하여 이탈리아 통일의 영웅으로 등장한다. 가리발디는 1860년 민병대인 붉은 셔츠단을 조직하고 이탈리아 남부와 시칠리아에 걸쳐 있던 양시칠리아 왕국을 정복하여 사르데냐 왕국에 헌납하였다. 이로 인해 사르데냐 왕국은 급속하게 통일 운동의 주도권을 쥐게 되었다. 사르데냐 왕국의 수상 카밀로 벤소 카보우르 백작은 교황령을 통일 이탈리아왕국의 영토로 편입하고 로마를 수도로 삼을 것이라 발표하였고, 교황 비오 9세는 이에 즉각 반발하였다. 프랑스는 로마에 자국군을 주둔하여 이탈리아의 교황령 침공을 견제하였다.
1861년 비토리오 에마누엘레 2세는 이탈리아 왕국의 수립을 선포하고 초대 국왕으로 즉위하였다. 이로서 이탈리아반도에는 이탈리아 왕국과, 베네치아, 로마의 세 정체만이 남게 되었다. 1864년 이탈리아 왕국은 주둔해 있던 프랑스군의 철군에 합의하였다. 프랑스는 그 해 교황청에 약간의 군대를 남겨 놓은 채 철군하였고 1866년 로마에서도 철수하였다. 1866년 프로이센-오스트리아 전쟁이 일어나자 이탈리아 왕국은 제3차 이탈리아 독립 전쟁을 선포하고 베네치아를 공격한다. 이탈리아 왕국은 베네치아 점령에 실패하였으나 프로이센이 오스트리아를 상대로 승리함에 따라 베네치아를 할양받게 되었다. 이로서 약간의 지역을 제외한 이탈리아반도 전체가 이탈리아 왕국의 영토로 확정되었다.

### 남부 문제
남부 이탈리아에서 이탈리아 왕국의 정착은 그리 순탄하지만은 않았다. 이탈리아의 통일과 근대화는 남북의 격차를 가져왔다. 북부인들은 남부를 가리켜 후진적이라고 비난하였지만, 남부인들은 구조적 차별과 경기 침체로 고통받았다. 옛 나폴리 왕국과 그 뒤를 이은 양시칠리아 왕국의 영토였던 남부는 여러 차례의 경기 침체와 그에 따른 막대한 부채에 허덕였다. 이탈리아의 통일이 사실상 북부인들의 주도아래 이루어졌기 때문에 남부 문제에 대한 적극적 해결 의사를 기대하기는 어려웠다. 이탈리아의 정치인들이 남부 문제를 수동적인 남부인들의 기질 탓으로 돌리는 동안 남부는 높은 세율, 전형적인 빈곤, 높은 실업률과 범죄율에 시달렸다.
사르데냐 왕국의 수상이었고 후일 이탈리아 왕국의 초대 수상이 된 카우보르 백작은 남부 문제의 원인을 빈약한 지방 정부때문이라고 생각했고, 피에몬테의 법률과 제도를 도입하여 이를 해결하려 하였다. 그러나, 갑작스런 제도 변화는 1861년 남부 이탈리아 반란을 불러 일으켰다. 반란은 내전의 양상을 띄고 10년 동안이나 계속되었다. 바실리카타와 풀리아를 중심으로 일어난 반란의 지도자는 한 때 가리발디와 함께 통일 운동을 하였던 카르미네 크로코였다.
반란이 진압되자 수 많은 남부인들이 해외 이민을 떠났다. 이탈리아 디스아포라는 프랑스, 벨기에, 스위스, 독일 등의 유럽과 미국과 아르헨티나와 같은 아메리카 각지에 이탈리아인 거주지를 형성하였다. 일본의 애니메이션《엄마 찾아 삼만리》의 원작인 에드몬도 데 아미치스의 〈아펜니노 산맥에서 안데스 산맥까지〉는 당시의 이탈리아 디스아포라를 소재로 하고 있다.

## 이탈리아 왕국 (1861년–1922년)

이탈리아 왕국의 국기
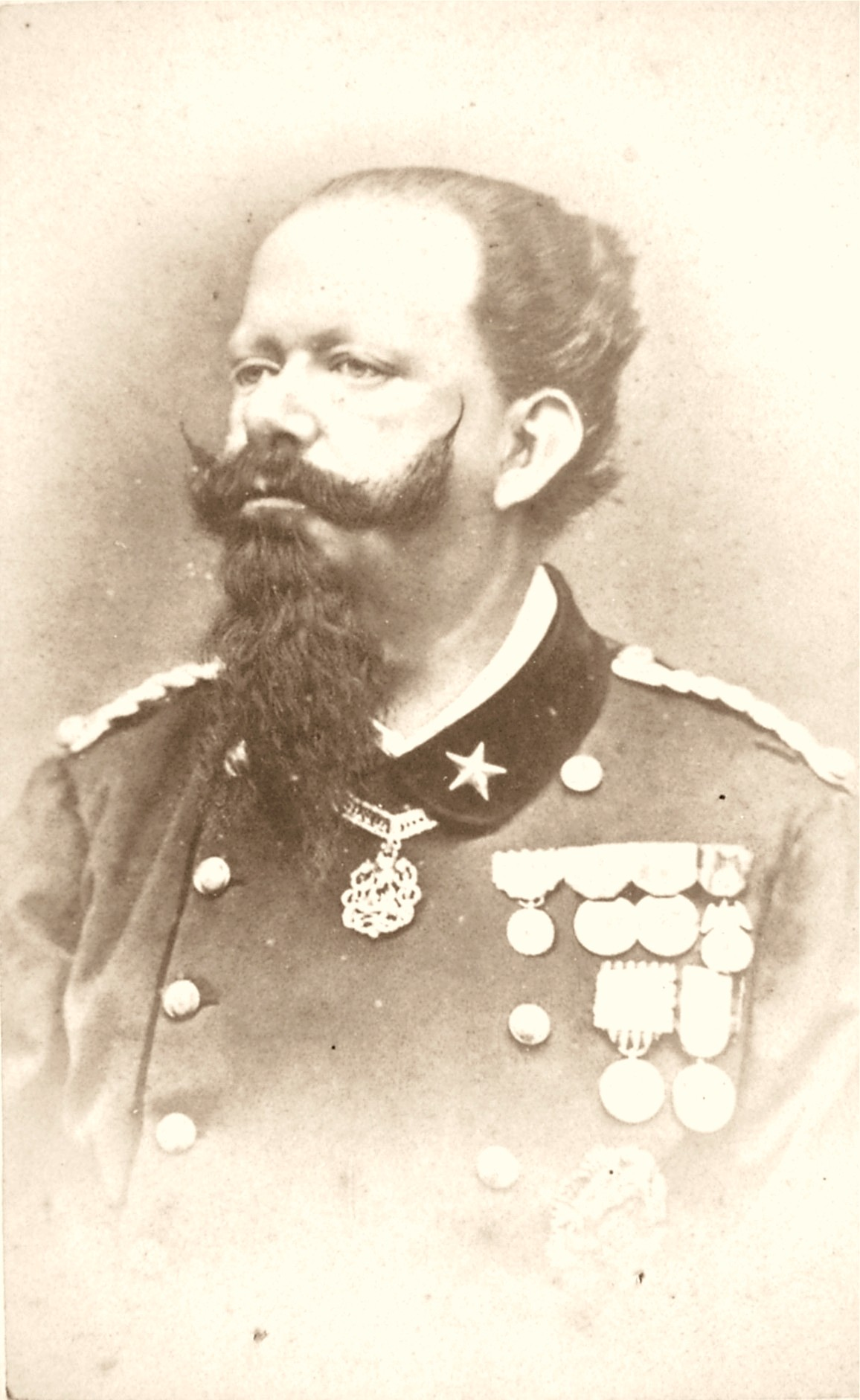
이탈리아 왕국의 초대 군주 비토리오 에마누엘레 2세
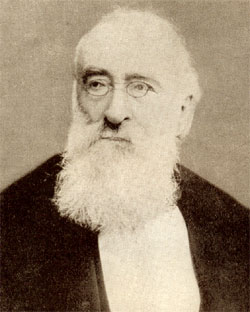
아고스티노 데프레티스
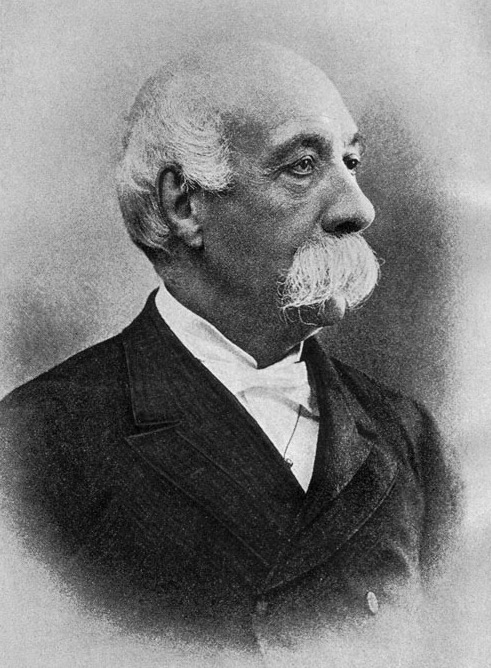
프란체스코 크리시피

1861년 3월 17일 이탈리아 왕국이 선포됨에 따라 이탈리아는 사보이 왕가의 비토리오 에마누엘레 2세가 피에몬테주 피렌체의 왕좌에서 군림하는 국민 국가가 되었다. 통일 이전부터 에마누엘레의 수상이었던 카밀로 벤소 카보우르 백작은 통일 이탈리아 왕국의 첫 수상이 되었고, 여러 전쟁에서 공을 세운 주세페 가리발디는 국민적 영웅이 되었다. 1866년 프로이센 왕국의 수상 오토 폰 비스마르크는 프로이센-오스트리아 전쟁으로 이탈리아 왕국에 동맹을 요청하였고 에마누엘레는 오스트리아를 상대로 제3차 이탈리아 독립 전쟁을 선포하였다. 이 전쟁의 승리로 오스트리아가 지배하던 베네치아를 이탈리아로 병합하였다.
1870년 보불전쟁이 일어나자 이를 기회로 이탈리아 왕국은 로마를 점령하여 이탈리아 통일을 완결하였다. 로마 점령 뒤 이탈리아 왕국은 수도를 로마로 이전하였다.
19세기 말 이후 북부 이탈리아에선 공업화와 근대화가 진행되었고, 같은 시기 남부 이탈리아에서는 수백만에 달하는 대규모 이민이 일어났다.
1848년 재정된 헌법인 스타튜토 알베르티노(Statuto Albertino, 알베르틴 법)은 이탈리아 왕국을 입헌군주제를 기반으로 하는 자유주의 국가로 규정하였다. 그러나 일정 이상의 재산을 가지지 못한 사람과 교육을 받지 못한 사람에 대해서는 투표권을 인정하지 않았다. 의회를 구성한 뒤 이탈리아의 정치 지형은 좌우로 예리하게 나뉘었다. 당시 우파는 사르데냐 왕국 출신의 구 정치인, 지주, 로마 카톨릭 지지 세력, 군부 등의 지지를 받는 보수파였고, 좌파는 자유주의나 급진주의를 주장하는 그룹이었다. 현대의 좌우파와 구분하기 위해 역사적 우파, 역사적 좌파라고 불린다. 두 세력은 어느 한 쪽이 우위를 점하지 못한채 교착상태에 빠졌다. 통일 직후 초대 수상 카보우르 백작이 사망한후 내각은 주로 보수파가 집권하였으나 간간히 좌파가 득세하기도 하는 가운데 몇몇 인물이 번갈아가며 수상직을 역임하였다. 마르코 민케티는 이탈리아에 철도를 도입하였고, 경제 개혁을 시도하였다. 1876년 민주파인 아고스티노 데프레티스가 총선에 승리하여 민게티를 물러나게 하고 수상에 취임하였다. 데프레티스의 수상 취임은 1880년대 이탈리아 정치 격동의 신호탄이었다. 자유주의 세력이 집권하는 동안에도 보수파의 기득권은 여전하였다.

### 데프레티스
데프레티스는 변화(Trasformismo)를 주장하며 그의 첫 수상직에 취임하였다. 그화는 당파성이 적은 중도적이고 능력있는 정치인을 내각에 기용하는 것으로 자신의 변화 정책을 실현하려 하였다. 1876년 총선에서 데프레티스는 탈권위와 반부패를 공약하였고, 국민들은 그가 남부 문제를 해결할 수 있을 것이라 기대하였다. 그 결과 데프레티스는 총선에서 압승을 거두었고 우파는 단지 4 명의 장관을 배출할 수 있었다. 데프레티스는 당시까지 "위험"하다는 이유로 금지되었던 집회와 결사의 자유를 보장하였고, 무상 초등교육을 도입하면서 당시까지 초등학교에서 이루어지고 있던 종교 교육을 중단하였다.
그러나 데프레티스의 1차 내각은 그의 내무부 장관이 반기를 들면서 붕괴하였고, 1877년 데트레티스가 수상직을 사임하면서 끝났다. 1881년 데프레티스는 다시 수상직에 올라 2차 내각을 구성하였다. 데프레티스는 선거법을 개혁하고자 하였다. 당시 이탈리아 왕국의 선거법은 일정 이상의 세금 납부를 투표권 부여의 조건으로 삼고 있었기 때문에 많은 수의 하층민들은 투표권이 없었다. 데프레티스는 1887년 선거에서 패배한 뒤 수상직에서 물러나 은퇴하였다.

### 크리스피
프란체스코 크리스피(1818년 – 1901년) 은 두 차레에 결쳐 수상을 역임한 정치인이다. 1887년에서 1891까지 그리고 1893년에서 1896년까지 재임하여 총 재임기간은 6년이었다. 역사학자 R.J.B. 보스워스는 크리스피에 대하여 파시즘 등장 이전에 가장 팽창주의적인 정책을 핀 인물로 평가한다. 크리스피는 군비를 확장하고 동맹이었던 독일과 영국에 대해 그의 적을 함께 공격하길 요청하는데 주정함이 없었다. 크리스피는 동아프리카의 식민지화를 추구하여 에디오피아에 군대를 파견하였다.
크리스피는 한때 가리발디의 공화파에 몸담았었고 데프레티스 내각에도 참여하였다. 크리스피의 1기 내각에서 최대의 관심사는 오스트리아-헝가리 제국에 맞서는 것이었다. 크리스티는 이탈리아의 군비를 증강하고 팽창주의 정책을 펼쳤다. 그와 함께 러시아 제국의 남하를 경계하여 독일 제국, 오스트리아-헝가리 제국과 함께 삼국 동맹을 결성하였다. 그러나 이탈리아는 오스트리아와 여전히 영토 분쟁을 겪고 있었기 때문에 결국 삼국 동맹을 탈퇴하고 삼국 협상의 동맹국으로 방향을 선회하였다. 크리스피는 데프레티스의 변화 정책도 이어 받아 1888냔 공중보건법을 시행하였다.
정부가 대외 정책에 지나치게 치중하는 사이 농촌 지역은 낙후된 채 있었다. 이탈리아 의회의 정치 세력은 급진주의나 보수파 가릴 것 없이 농산물 증대를 위해 고심하였다. 1877년 시작된 농업 조사는 그 후 8년간 지속되었다. 그러나 농업 증대는 실효를 거두지 못하였고, 지주들은 자기 땅의 생산 증대에는 조금도 도움을 주지 않으면서 지대만을 집어삼켰다. 하층민들은 지대와 세금을 부담하고 나면 스스로의 삶을 영위할 수 없는 지경에 이르렀다. 당시 이탈리아의 농민들은 소작인의 형태는 드물었고 대부분 한해를 단위로 고용되는 단기 노동자였다. 이러한 상황에서 콜레라와 같은 전염병이 번졌고 일부 지역에선 흑사병 조짐도 보였다. 19세기 말 이탈리아의 전염병으로 약 5만 5천여명의 인구가 사망하였다.
좌파인 데프레티스 정권조차도 거대한 국가 채무로 인해 농촌 문제에 대처하지 못하였다. 또한 이탈리아는 19세기 말 포도원의 과잉 생산으로 경제적 타격을 입었다. 프랑스의 포도원이 병들어 생산량이 급감하자 이탈리아 정부는 유럽 수출을 목표로 남부 지역에 포도 생산을 장려하였다. 그러나 1888년 프랑스의 포도 생산이 정상을 되찾자 이탈리아산 포도는 더 이상 팔리지 않았다. 이로 인해 대량 실업과 은행 도산이 이어졌다.

### 20세기 초
20세기를 맞으며 이탈리아 왕국은 제국주의적 국가가 되었다. 소말리아와 에리트레아를 식민지로 삼았고 19세기 말 제1차 이탈리아-에티오피아 전쟁에서 패배하였던 에티오피아에 대한 침공을 계속하였다. 1911년 이탈리아는 리비아를 식민지로 삼기 위해 당시 리비아를 지배하였던 오스만 제국에 선전포고를 하였다. 이탈리아-튀르크 전쟁 동안 이탈리아는 트리폴리를 점령하고 이탈리아령 트리폴리타니아를 세웠고, 이후 이탈리아령 리비아를 세운 뒤 둘을 합병하여 리비아를 식민지로 삼았다. 이탈리아와의 전쟁에서 오스만 제국의 허약함이 드러나자 신생 그리스 왕국을 비롯한 발칸 반도의 국가들은 오스만 제국을 상대로 제1차 발칸전쟁을 시작하였다.
이탈리아는 1913년 성인 남성에 대한 보통 선거권을 인정하였다. 하층민에게 보통 선거권이 주어지자 1892년 창당한 이탈리아 사회당이 영향력을 확대하여 역사적 좌우파와 경쟁하게 되었다.

### 제1차 세계 대전

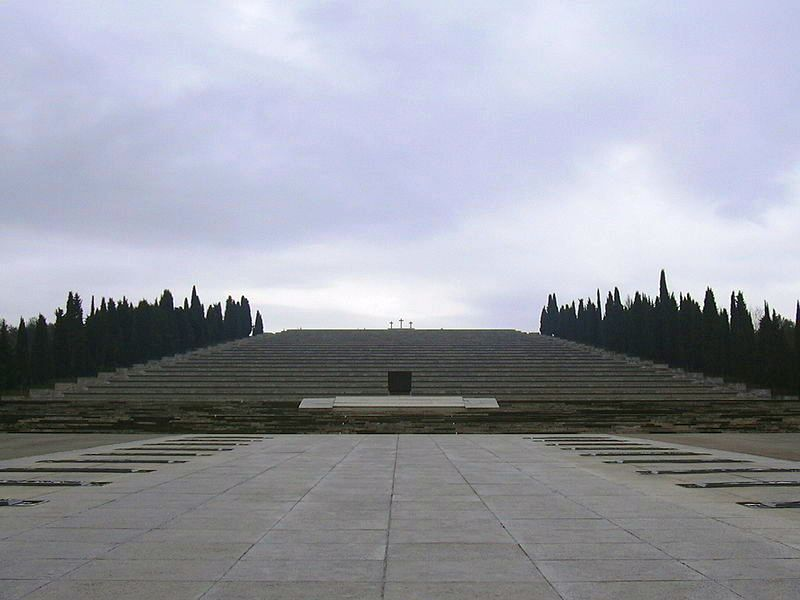
10만 명이 묻혀있는 포일리아노 레디푸일리아의 제1차 세계 대전 전몰 장병 묘지. 1차 대전 기간 동안 이탈리아의 사망자 수는 1,240,000 명에 달한다.

제1차 세계 대전 발발 직후 이탈리아는 중립적 입장을 취하고 있었다. 삼국 협상 역시 이탈리아가 독일과 오스트리아 동맹군으로부터 자국을 방어하는 것만을 바랬다. 이탈리아의 수상 안토니오 사란드라와 외무상 시드니 소니노는 전쟁을 기회로 오스트리아-헝가리 제국의 영토였던 이탈리아 북부의 티롤과 역사적으로 베네치아의 영토였으나 중세 이후 오스만 제국에게 상실하였던 달마티아를 비롯한 아드리아해 넘어 발칸 반도 지역을 병합하고자 하였다. 이들은 국왕에게 조차 계획 수립 완료까지 알리지 않은 채 비밀리에 움직였고 그 사이 다른 정치인들은 이들의 의도를 아무도 눈치채지 못했다.
사란드라의 야심은 삼국 협상과 이탈리아 사이에 맺어진 비빌 조약이었던 런던 조약으로 실현되었다. 그 뒤 사란드라가 수상직에서 물러났으나 어떠한 정파도 그를 대신할 권력을 쥐지 못하고 교착상태에 빠지게 되자 사란드라는 다시 수상직에 올랐다. 이탈리아 내의 국민 대다수와 카톨릭, 그리고 정치인 다수는 참전을 두려워 하였고 전쟁에 반대하였다. 농촌 주민들은 전쟁을 질병과 같은 것으로 여겼고, 사업가들은 전쟁으로 인한 경제 불안과 높아질 세금때문에 반대하였다. 당시 이탈리아는 오랜 정치적 혼란과 경제적 침체를 겪고 있었고 군사 역시 약체였다. 그러나 사란드라는 민족주의를 선동하였고 1915년 봄 이탈리아는 전쟁에 뛰어들었다. 개전의 명분은 오스트리아가 이탈리아의 동의 없이 세르비아를 침공하였다는 것이었다. 베니토 무솔리니는 이탈리아 사회당의 중요 지도자였으나 참전에 찬성하면서 사회당과 결별하고 민족주의 선동가로 나섰다.
이탈리아는 875,000 명의 병력으로 참전하였다. 그러나 이탈리아-튀르크 전쟁에서 많은 전비를 소모한 직후였기 때문에 중포병대나 기관총과 같은 화력은 현저히 열세였다. 제1차 세계 대전 기간 동안 이탈리아 전역은 이손초강(소차강) 유역을 놓고 벌인 이손초 전투를 중심으로 매우 얇고 느슨한 참호전이 이어졌다. 이손초 강 유역은 오스트리아 측 지형이 높았기 때문에 그렇지 않아도 이탈리아에 불리하였다. 전쟁 기간 동안 이탈리아 군은 사망 65만 명 부상 95만 명이라는 막대한 희생을 치렀다. 경제 역시 삼국 협상의 원조로 간신히 유지 되었다.
전쟁 이전 정부는 노동 문제를 외면했었다. 그러나 전쟁으로 인해 물자 생산이 중요해지자 더 이상 노동자들의 요구를 무시할 수 없게 되었다. 노동자들의 지지를 받는 사회당은 전쟁 참여에 부정적이었고, 사회당이 강세를 보이는 피에몬트와 롬바르디아를 중심으로 파업이 빈발하였다. 정부는 단체 교섭과 사회 보험 도입으로 노동자의 요구를 들어줄 수 밖에 없었다. 전쟁이 시작되자 대기업들은 전쟁 물자 생산을 크게 늘렸다. 19세기 말 창립한 이탈리아의 대표적인 방산업체였던 안살도의 경우 고용 인력은 6천 명에서 11만 명으로 급증하였으며, 10,900 문의 대포, 3,800 대의 전투기, 95 척의 전함, 그리고 1천만 발의 포탄을 생산하였다. 피아트 역시 고용 인력이 4천 명에서 4만 명으로 늘었다. 급격한 인플레이션이 일어나 생필품 비용이 크게 증가하였지만, 공업 생산력 역시 함께 증가하였다. 그러나, 이 때에도 농업 노동자는 소외될 수 밖에 없었다. 늘어난 공업 고용력도 도시로 밀려드는 농촌 출신 빈민들을 충분히 수용할 수는 없었고 인플레이션은 사태를 더욱 악화시켰다.
삼국 협상과 함께 승전국이 된 이탈리아는 오스트리아와 평화 조약을 맺고 동쪽과 북쪽에서 영토를 확장하였다. 1919년 채결된 생제르맹 조약을 통해 이탈리아는 오스트리아로부터 티롤 백국의 일부와 트리에스테, 이스트라반도, 자다르를 할양받았다. 그러나, 애초 런던 조약에 포함되었던 다른 지역을 병합하지는 못하였다. 이때문에 이탈리아 내에서는 전후 처리를 놓고 불구의 승리라는 비난이 쏟아졌다.

## 파시즘 치하의 이탈리아(1922년 - 1946년)

1919년 당시의 이탈리아 왕국
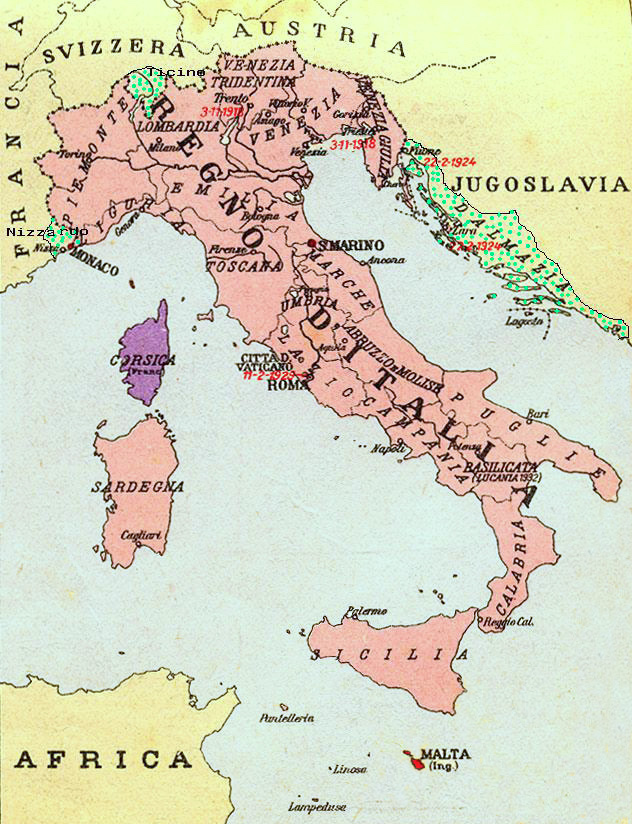
이탈리아 민족주의를 자극했던 미회수된 이탈리아 지도
1919년 9월 가브리엘레 단눈치오가 국제 연맹의 조치에 반발해 피우메를 점령한 뒤 행진 하고 있다.
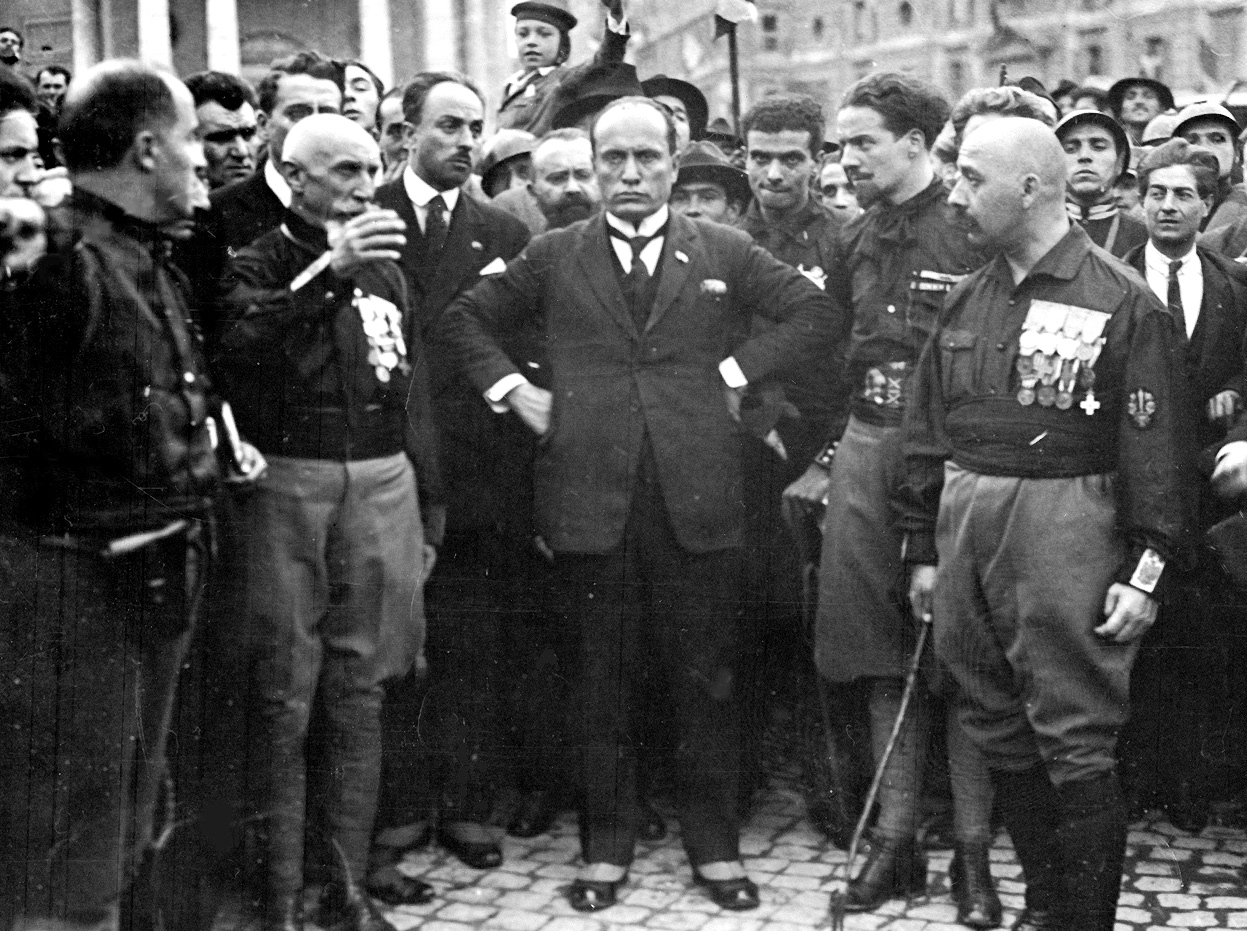
1922년 베니토 무솔리니가 검은 셔츠단과 함께 로마 진군으로 정권을 탈취하였다.
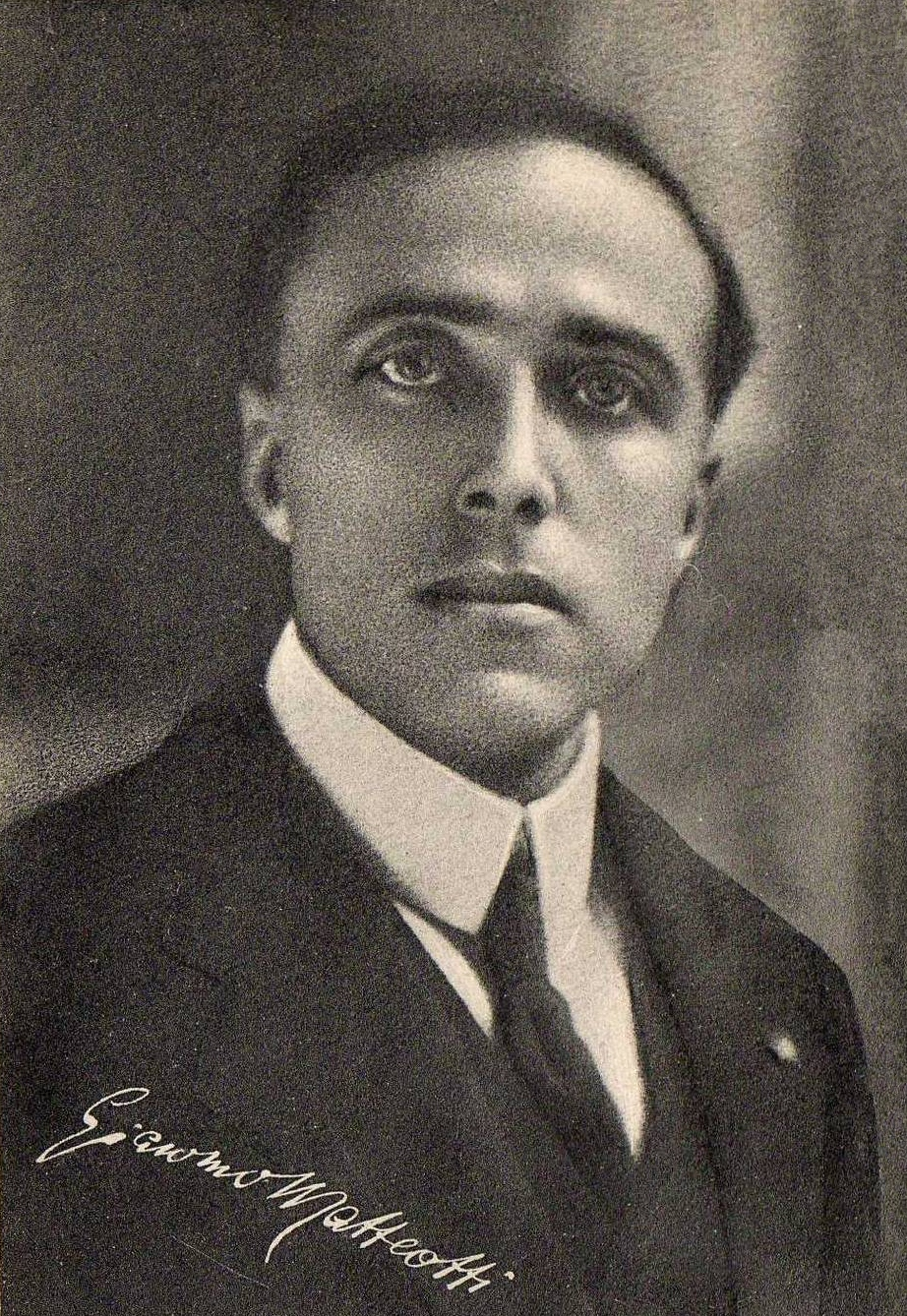
이탈리아 사회당의 지도자 자코모 마테오티는 1924년 총선에서 당선된 뒤 며칠 후 파시스트에 의해 살해되었다.
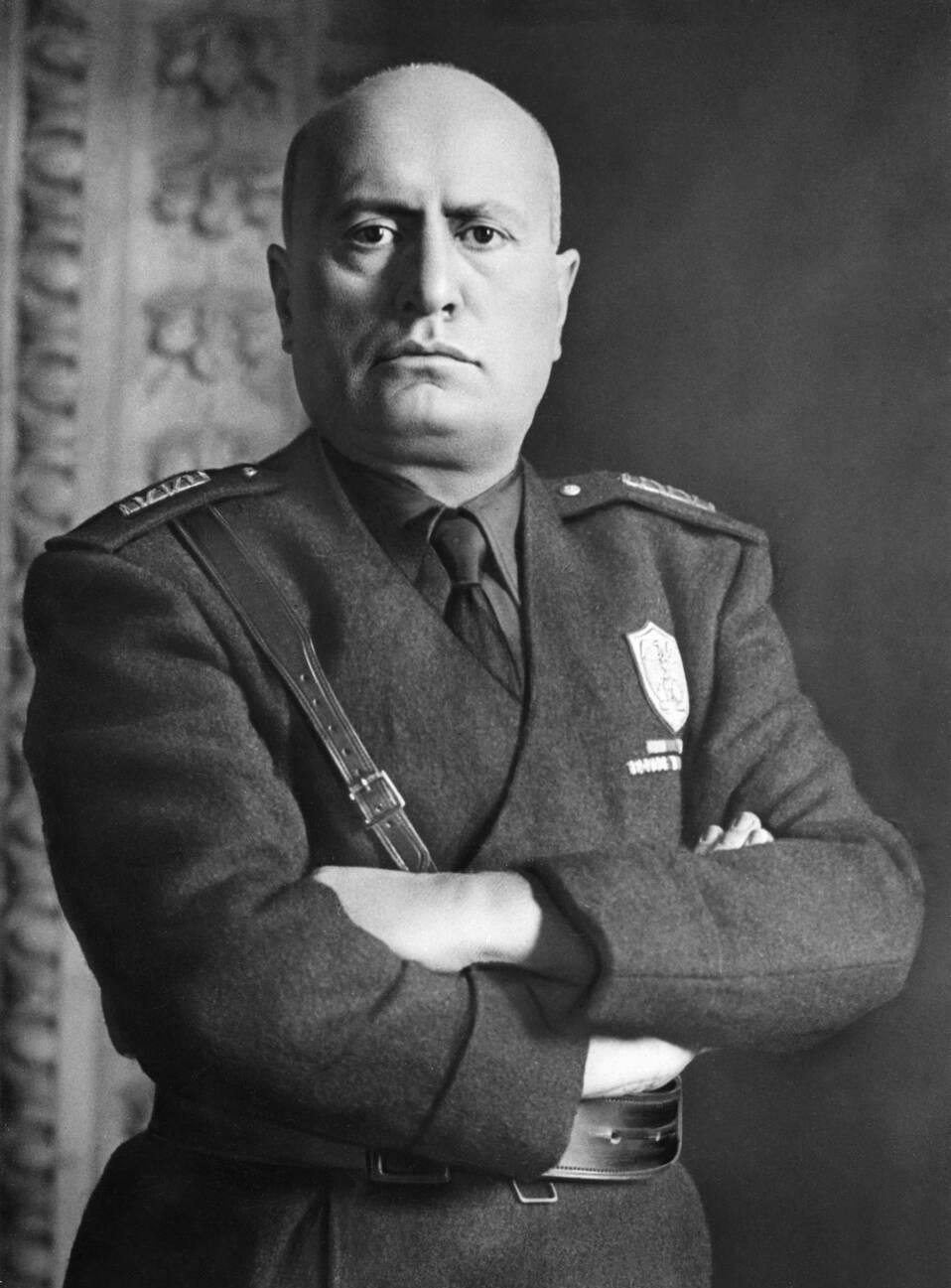
베니토 무솔리니의 공식 초상화

### 파시즘의 등장
1919년 1월에 개최된 파리 강화 회의에서 승전국들이 1915년 이탈리아와 삼국협상 사이에 맺은 비밀 조약이었던 런던 조약을 인정하지 않자, 불구의 승리에 대한 비난이 들끓었고 민족주의적 선동이 뒤를 이었다. 1919년 3월 23일 무솔리니는 파쇼 정당을 세웠다. 무솔리니는 1차 세계 대전에 참전하였던 군인이자 한 때 사회당 기관지 《아반티!》(이탈리아어: Avanti!, 전진!)의 편집장이었으나 사회당과 결별한 뒤 새로운 민족주의 조직 《일 파시 이탈리아니 디 콤바티맨토(》이탈리아어:  Il Fasci Italiani di Combattimento, 이탈리아 투쟁 결사를 결성하였다.
1919년부터 1920년의 두 해는 비에뇨 로소(붉은 2년)라고 불리는 사회주의 혁명기이도 하였다. 1차 세계대전 종전 후 닥쳐온 극심한 경기 침체와 그에 따른 높은 실업률은 정치 불안의 원인이 되었다. 이 시기 노동자들은 총파업과 함께 공장과 농장을 점령하고 노동자 자주 경영을 시도하였다. 특히 토리노와 밀라노에서는 아나코생디칼리즘의 주도로 노동자 평의회가 결성되어 공장 점령을 주도하였다. 포 계곡의 농업 지역에서도 농업 노동자들의 파업과 농장 점령이 시도되었고, 우익 민병대와 충돌하기에 이르렀다.
사회주의 혁명이 시도되자 우익은 민족주의를 내세워 무솔리니의 파쇼 정당으로 결집하였다. 1920년 조바니 졸리티가 그의 생에에서 다섯 번째 수상직에 다시 올랐으나, 그의 내각은 성장하는 사회주의 세력에 대응하지 못했다. 이러는 사이 1921년 무솔리니는 파쇼 정당의 이름을 국가 파시스트당으로 바꾸고 중산층까지 지지세를 확대하였다. 파시스트가 내각 해산을 압박해오자 졸리티는 더 이상 내각을 유지하기 어렵다고 판단하고 1921년 사퇴하여 조기 총선을 실시하게 되었다. 1921년 이탈리아 총선에서 파시스트당은 그리 큰 지지를 받지 못하였지만, 졸리티 역시 과반 획득에 실패하였다. 졸리티는 파시스트당에 연정 구성을 제안하였으나, 무솔리니는 이를 거부하고 차라리 사회당과 연정하라고 비난하였다.
1922년 10월 무솔리니는 정권을 파시스트당에게 넘기지 않을 경우 쿠데타를 일으킬 것이라고 협박하였다. 국가 파시스트당은 정부의 대답을 기다리지 않고 곧바로 3만 여명의 검은 셔츠단을 동원하여 로마 진군을 감행하였다. 당시 이탈리아군은 파시스트보다 조직과 화력 모두 우세하였지만 어떠한 행위도 하지 않았는데, 수상이 공석인 상황에서 군대에 명령을 내릴 수 있는 유일한 권한자인 국왕의 입장에선 역사적 좌우파 모두가 몰락한 상황에서 파시스트당과 사회당 둘 중 하나를 택할 수 밖에 없었기 때문이었다. 수상이었던 루이지 파타사 사임하자 비토리오 에마누엘레 3세는 무솔리니를 수상으로 지명하였다.
권력을 쥔 무솔리니는 자유주의측 인사들과 연합하여 정부를 구성하였다. 1924년 이탈리아 총선은 파시스트의 폭력과 위협 속에서 치러졌다. 사회당의 지도자 자코모 마테오티는 총선에서 당선되었으나 며칠 후 파시스트의 부정 선거를 비난하다 살해되었다. 1925년 12월 24일 무솔리니는 수상이 왕에 대해서만 책임을 지며 의회의 결의를 거부할 수 있는 법률을 통과시켰다. 지방 정부 역시 선거로 뽑힌 의회가 해산되고 자치단체장은 해임되어 중앙정부에서 파견된 포데스타(Podestà, 집정관)에 의해 통치되었다. 1928년 무솔리니는 모든 정당을 해산시켰다. 또한 의회를 폐지한 뒤 자신이 지명권을 갖는 400명의 의원으로 구성된 파쇼 대의회로 대체하였다.

### 교황청
1929년 무솔리니는 로마 카톨릭 교황정과 1860년 이후 지속된 로마의 관할권 문제인 로마 문제를 해결하기로 합의하였다. 무솔리니는 이탈리아에서 여전히 큰 영향력을 행사하는 카톨릭과 우호적인 관계를 맺고자 하였다. 라테라노 조약을 통해 이탈리아는 바티칸이 이탈리아로부터 완전히 독립된 별개의 국가임을 인정하였고, 교황청의 이탈리아 내 부동산에 대한 재산권을 인정하고, 로마 카톨릭의 교회법이 이탈리아 내에서 유효한 효력을 갖는 다는 것을 확인하였다.

### 외교 정책

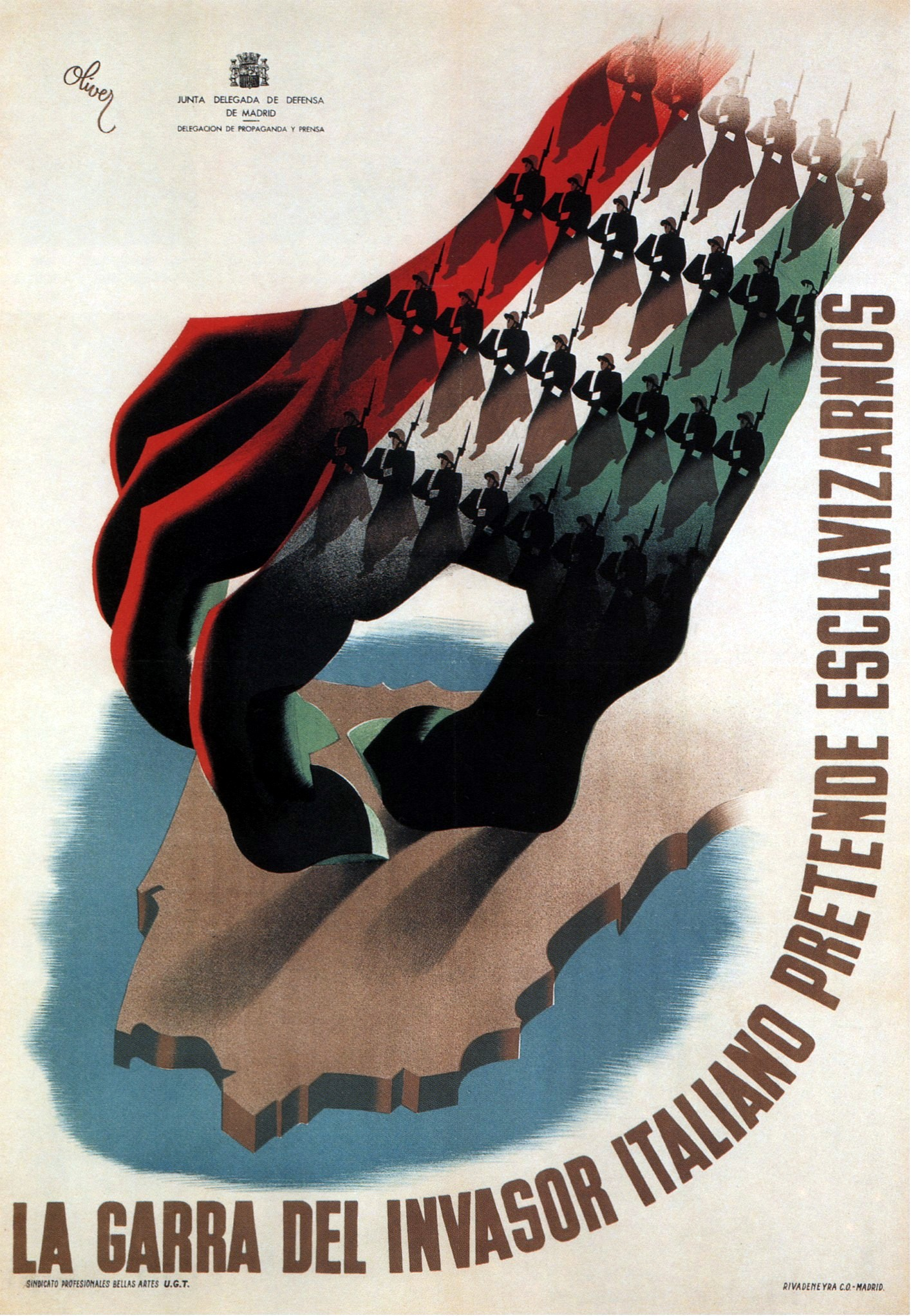
스페인 내전 당시 스페인 제2공화국이 이탈리아 파시스트의 개입을 비판하기 위해 제작한 포스터. 〈침략자 이탈리아〉
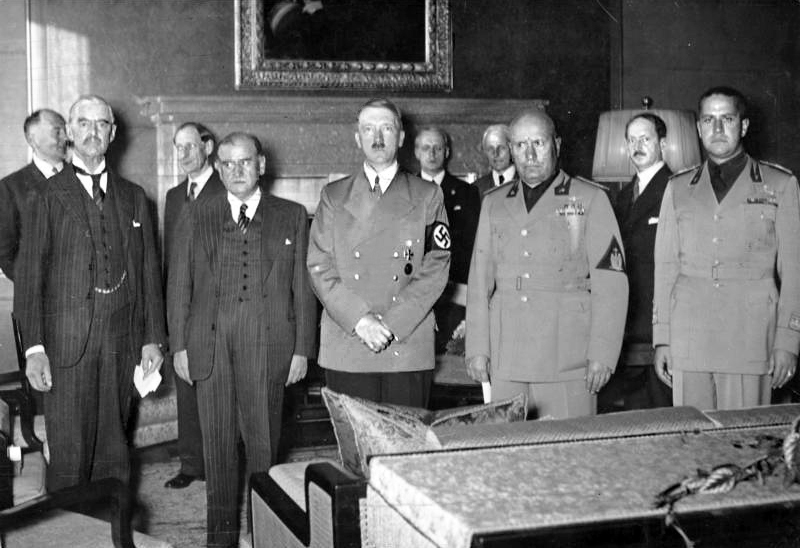
뮌헨 협정의 참가자들. 왼쪽부터 영국의 네빌 체임벌린, 프랑스의 에두아르 달라디에, 독일의 히틀러, 이탈리아의 무솔리니, 이탈리아 외무상 갈레아초 치아노
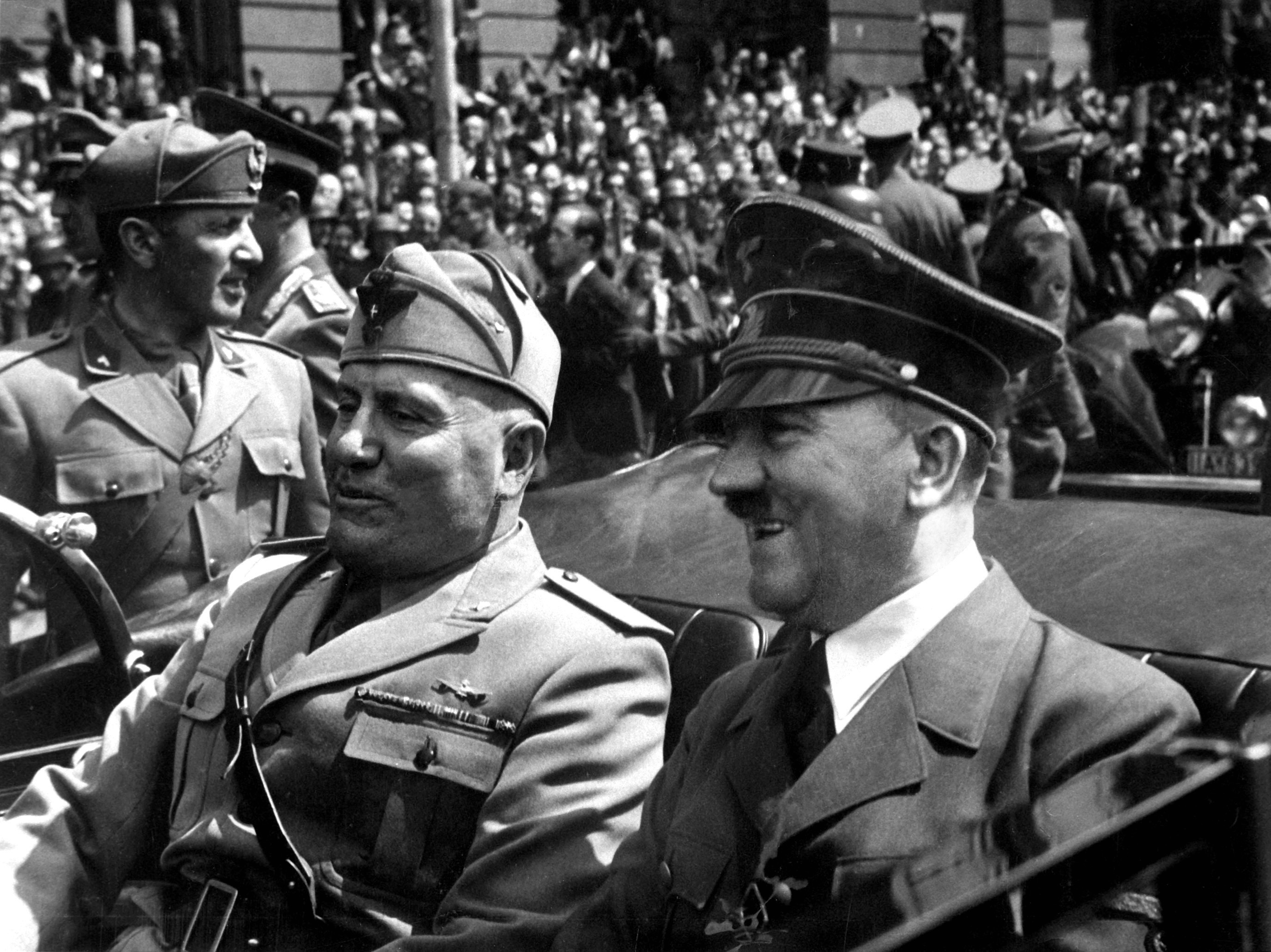
무솔리니와 히틀러. 1940년

스테펀 J. 리는 세 가지 사항이 무솔리니의 외교 정책의 주요 사안이었다고 정리한다. 첫째는 자유주의 정부의 정책을 이어받아 독일과 오스트리아와 동맹을 맺고 발칸 반도와 북아프리카에 대한 영향력을 확대하는 것이었다. 1896년 에디오피아에서의 패전을 만회하려는 이유에서 에디오피아에 대한 압박이 계속되었다. 둘째는 제1차 세계대전으로 일어난 손실을 만회하는 것이었다. 오스트리아로부터 할양받은 영토는 막대한 전쟁 비용의 대가로 여기기엔 너무 작았다. 파쇼 정권은 폴란드나 유고슬라비아가 얻은 이익이 오히려 더 클 지경이라고 생각했다. 셋째는 고대 로마의 영광을 제현하는 것이었다. 이는 무솔리니의 공약이기도 하였다.
무솔리니는 이탈리아가 유럽의 강자가 되도록 하겠다고 공언하였다. 그는 새로운 로마 제국을 건설하고 지중해에서 패권을 확보하겠다고 공약하였다. 파시스트들은 선동의 목적에서 지중해를 마레 노스트룸(Mare Nostrum)이라고 불렀는데 이는 라틴어로 우리의 바다라는 뜻이다. 파쇼 정권은 이를 위해 지중해의 주요 거점을 탈취하였다. 1923년 엔리코 텔리니 제독이 암살당한 것을 이유로 일어난 코르푸 사태의 결과 그리스령이었던 코르푸를 점령하였고, 1925년에는 알바니아를 사실상 보호령으로 삼았다. 프랑스와의 관계는 초기엔 프랑스 영토내 이탈리이아인들의 귀환을 위한 협상을 진행하는 등 우호적이었으나, 나치 독일의 수립이후 적대적으로 돌아서게 된다.
스페인 내전 기간 동안 파쇼 정권은 프란시스코 프랑코를 지원하기 위해 6만 명의 군대를 파견하였다. 이는 이탈리아 해군이 스페인 항구를 이용하여 지중해의 패권을 장악하기 위한 수단이었다. 이탈리아 왕국 해군은 1930년대 이후 꾸준히 성장하여 1940년에는 세계 4위 규모로 확대되었다.
무솔리니와 아돌프 히틀러는 1934년 처음 대면하였다. 첫 대면은 오스트리아의 독립 문제에 대한 반대를 위한 것이었고, 무솔리니는 나치 독일이 유럽의 헤게모니를 장악하는 것을 경계하였다. 오스트리아의 상원의원 엥겔베르트 돌푸스가 암살된 뒤 무솔리니는 히틀러의 오스트리아 병합 계획에 반대하였고, 독일이 오스트리아에 군대를 보낼 경우 이탈리아는 오스트리아군을 지원하겠다고 약속하였다. 독일의 나치와 이탈리아의 파쇼는 전체주의적 이데올로기를 표방하고 선동을 통해 국민을 동원하며 두 지도자가 세계 전체에 영향력을 행사하려는 야욕이 있다는 점에서 매우 유사하였다. 1935년 무솔리니는 에티오피아에 대한 침공을 선포하였고 제2차 이탈리아-에티오피아 전쟁이 일어났다. 전쟁이 일어나자 영국과 프랑스는 이탈리아를 즉각 비난하였고, 무솔리니는 외교적으로 고립되었다. 오직 나치 독일만이 이탈리아의 침략 행위를 옹호하였다. 1937년 무솔리니는 국제 연맹을 탈퇴하면서 국제 연맹은 "기우뚱거리는 사원"에 불과하다고 비난하였다. 이 시점 이후 무솔리니는 국제관계에 대한 관점을 바꾸어 오스트리아의 독립 지지를 철회하고 독일의 주장에 동조하였다. 이탈리아가 더 이상 반대하지 않게 되자 히틀러는 1938년 오스트리아를 병합하였다. 무솔리는 히틀러가 오스트리아 합병에 이어 뮌헨 협정을 통해 체코슬로바키아의 주데텐란트를 병합할 때에도 나치 독일을 지지하였다. 뿐만 아니라 이탈리아 내에서도 인종법을 선포하여 유대인을 억압하기 시작하였다. 독일이 체코슬로바키아를 점령하자 1939년 이탈리아는 알바니아를 점령하였다
1939년부터 이탈리아의 파쇼 정권은 프랑스 내에 거주하고 있는 이탈리아인들이 고통받고 있다는 선동을 시작하였다 이로서 독일과 이탈리아는 프랑스에 대한 적대 정책을 공유하게 되었다. 나치 독일이 알자스-로렌에 대한 영유권을 주장하는 가운데 이탈리아는 니스와 코르시카에 대한 영유권을 주장하였다. 1939년 5월 이탈리아는 독일과 강철 조약을 맺었고, 이로서 히틀러는 유럽의 맹주를 자처하게 되었다. 한편, 나치 독일이 스탈린과 독소 불가침조약을 맺고 폴란드 제2공화국을 분할 합병하자 크게 반발하였다. 파쇼 정권은 이 조약이 방공 협정에 대한 배신이라고 여겼지만, 공식적인 입장을 표명하지는 않았다.

### 제2차 세계대전과 파시즘의 몰락

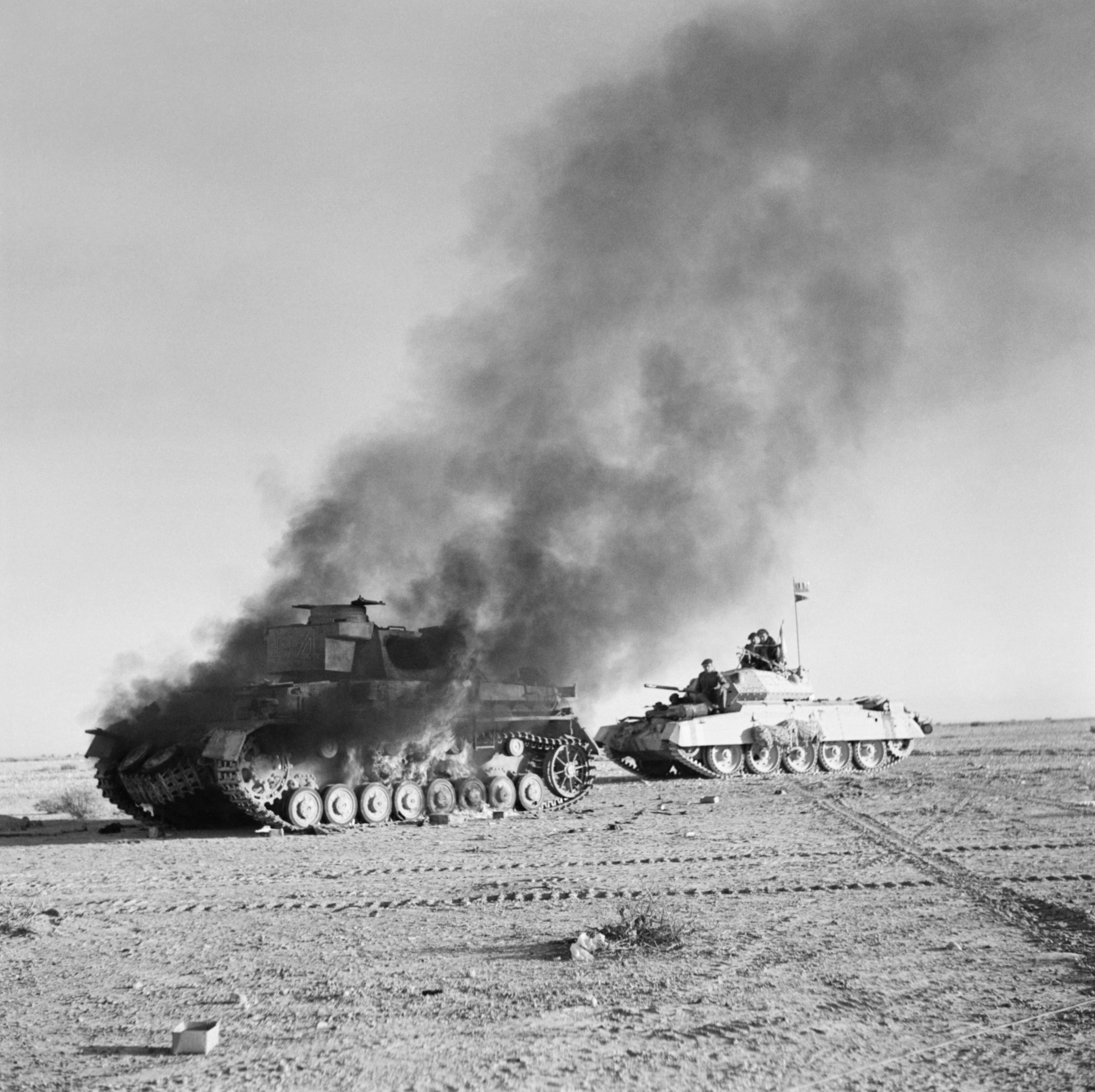
북아프리카 전역에서 불타는 독일군 4호 전차 옆을 지나는 영국군 크루세이더 순항전차, 1941년.
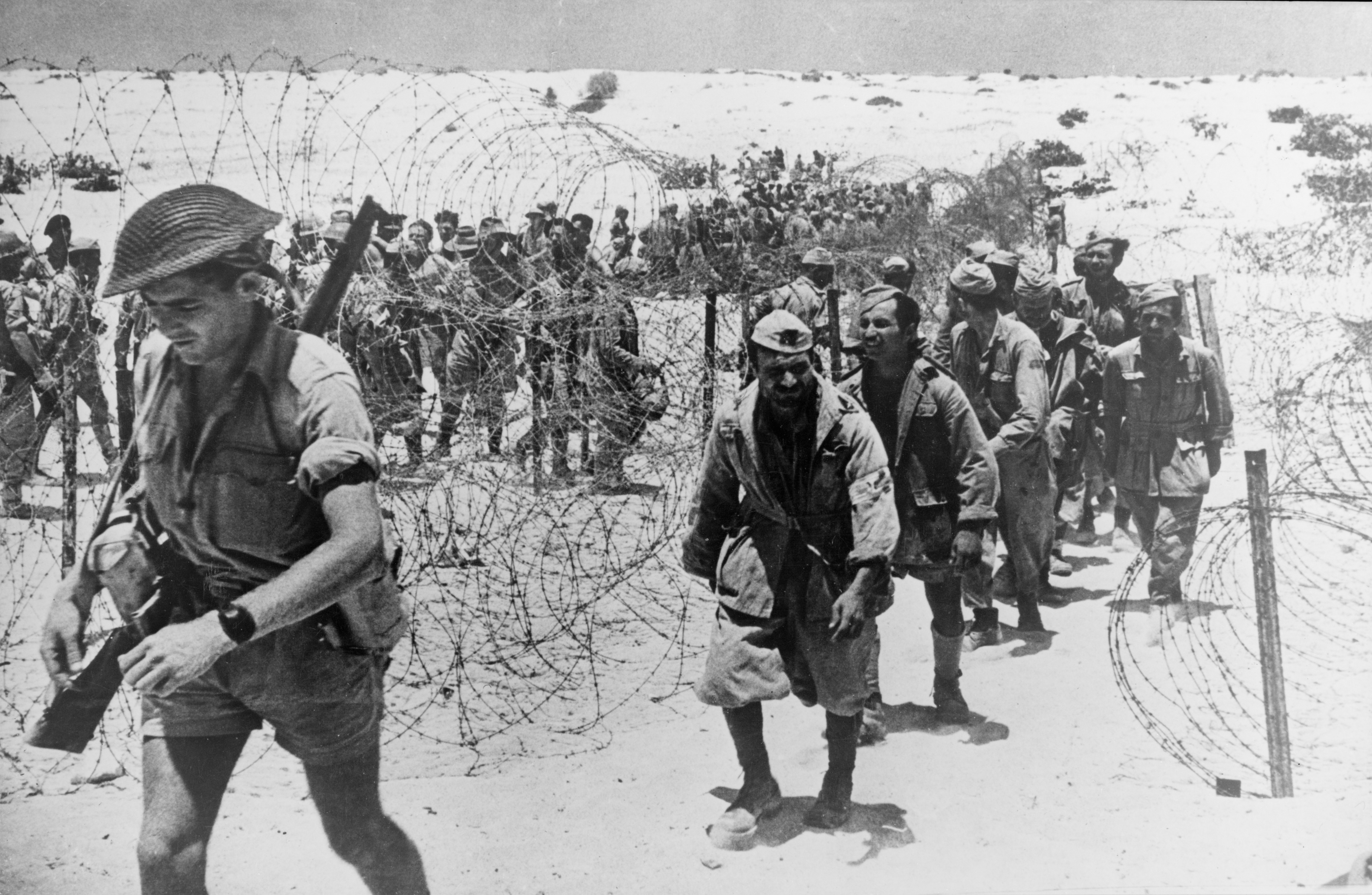
엘 알라메인의 이탈라아군 전쟁 포로, 1942년 11월
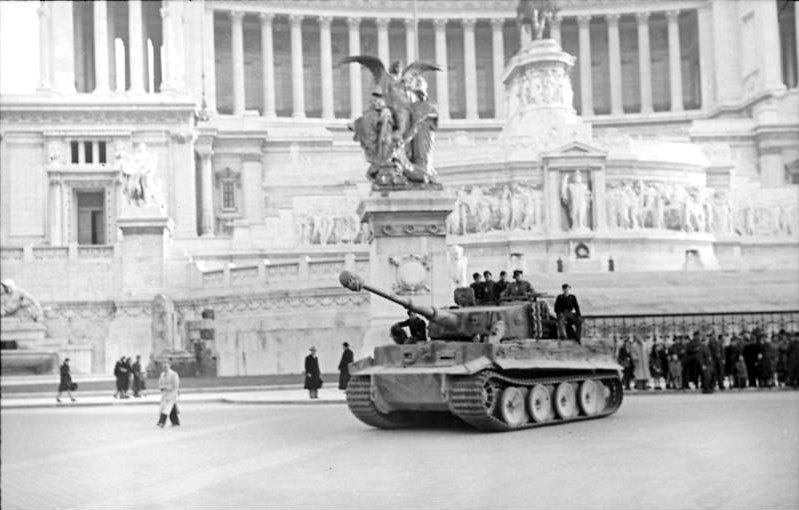
로마의 비토리오 에마누엘레 2세 동상 앞에 버려진 독일군 6호 전차 티거 1, 1944년.

1939년 9월 1일 나치 독일의 폴란드 침공으로 제2차 세계대전이 일어났을 때 무솔리니는 히틀러를 지원하기로 결정하였지만 즉각적인 군사 개입을 하지는 않았다. 무솔리니와 파쇼 정권은 유럽보다는 아프리카와 중동 지역에서 식민지를 확보하려는 계획을 세워두고 있었다. 국왕이 임명한 군사령관 피에트로 바돌리오는 탱크를 비롯한 이탈리아군의 군비가 충분하지 않다고 무솔리니에게 경고하였다. 바돌리오는 이탈리아군이 유럽 전선에 참전하는 것을 "자살 행위"라고 말했다. 무솔리니는 바돌리오의 의견을 수용하여 1940년 독일이 프랑스를 점령할 때까지 유럽 전선에 개입하지 않았다.
1940년 6월 10일 프랑스가 함락되자 무솔리니는 강철 조약을 이행한다는 명분으로 유럽 전선에 참전하였다. 이탈리아는 프랑스의 사보이, 니스, 코르시카를 신속하게 점령하고 아프리카 북단의 프랑스 식민지인 튀니지와 알제리로 군대를 파병하였다. 6월 22일 독일은 프랑스의 육군 원수 필리프 페텡과 정전 협정을 맺고 그를 비시 프랑스의 수반으로 앉혔고, 이탈리아의 점령지를 프랑스에게 반환하도록 하였다. 파쇼 정권은 이에 크게 반발하였다. 1940년 여름 무솔리니는 이집트 침공을 시작하였다. 그러나 이탈리아군은 얼마 지나지 않아 영국군의 컴파스 작전으로 패퇴하였다. 히틀러는 에르빈 롬멜을 사령관으로 하는 아프리카 군단을 파병하여 연합군과 맞섰다. 이후 1943년까지 북아프리카 전역에서 독일과 이탈리아는 연합군과 전투를 계속하였다.
무솔리니는 발칸 반도를 점령하고자 그리스-이탈리아 전쟁을 일으켰다. 그리스는 이탈리아의 침략에 맞서 방어전을 치렀고, 전선이 고착되자 독일이 유고슬로비아 왕국을 침공하여 발칸 전역이 형성되었다. 1941년 4월 독일이 그리스를 점령하고 이탈리아는 슬로베니아와 달마티아를 점령하여 발칸 반도는 추축국의 수중에 떨어지게 되었다. 그러나 발칸 반도 각지에서 유고슬라비아 파르티잔을 비롯한 저항이 거세지자 1942년 즈음 발칸 반도의 이탈리아 파쇼 제국은 "종이 호랑이"로 전락하게 되었다. 연합군이 이탈리아 도시에 대한 폭격을 개시하자 이탈리아의 경제 상황은 극도로 악화되었다. 1942년 11월 연합군이 제2차 엘 알라메인 전투에서 승리하자 추축국은 북아프리카 전역에서 패퇴하기 시작했다.
1943년이 되자 이탈리아는 모든 전선에서 패배를 이어가게 되었다. 1943년 1월 동부 전선에 파병되어 있던 이탈리아군은 전체 병력의 절반 가량이었고 소련의 붉은 군대에 패하였다. 아프리카 전역에서도 패퇴하였고, 발칸 반도 점령은 불안정하였다. 1943년 7월 연합군의 시칠리아 침공이후 이탈리아는 본토의 방어도 할 수 없는 상태에 빠졌다. 7월 25일 국회 격인 파시즘 대평의회는 무솔리니의 탄핵을 의결하였고, 국왕 비토리오 에마누엘레 3세는 무솔리니의 체포를 지시하고 새 수상으로 피에트로 바도글리오를 지명하였다. 바도글리오는 파쇼 정권의 종식을 선언하고 연합군과 카시빌리 정전 협정을 맺고 이탈리아의 항복을 협의하였다. 이로서 이탈리아군은 연합군 산하로 들어가 나치 독일과 싸우게 되었으나 발칸 반도에 주둔하고 있던 이탈리아군의 주력은 즉시 독일에 항복하고 계속하여 연합군에 맞섰다. 이탈리아 해군만이 정전 협정에 따라 연합군 측에 합류하였다.

### 내전:연합군의 진격과 이탈리아 해방

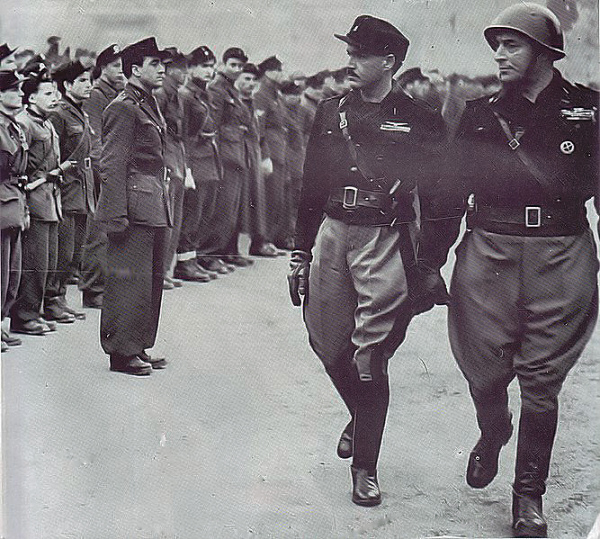
사열중인 파시스트군, 1944년.
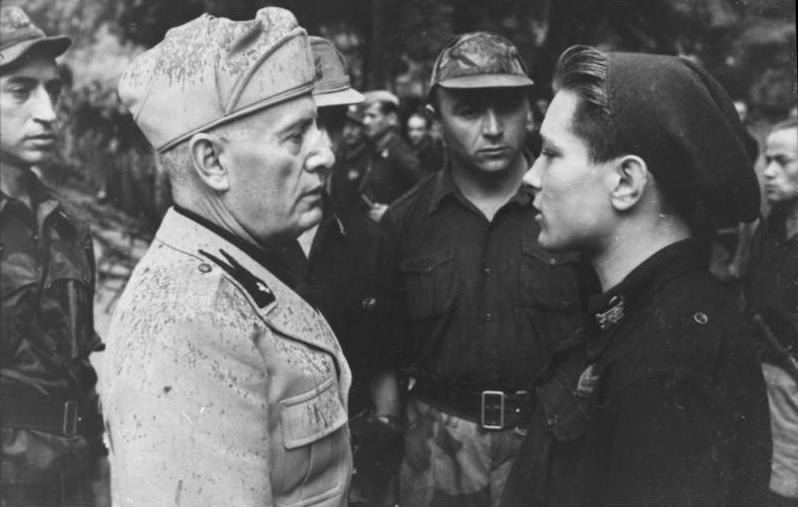
1944년 병사와 대화를 나누는 무솔리니
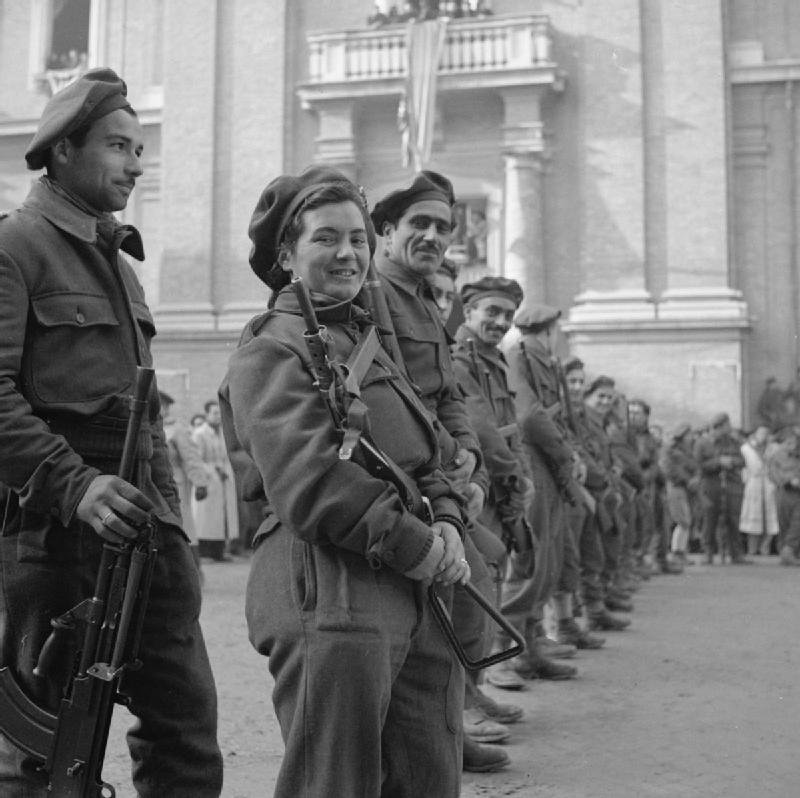
이탈리아 파르티잔 제8 전선군, 1945년 2월
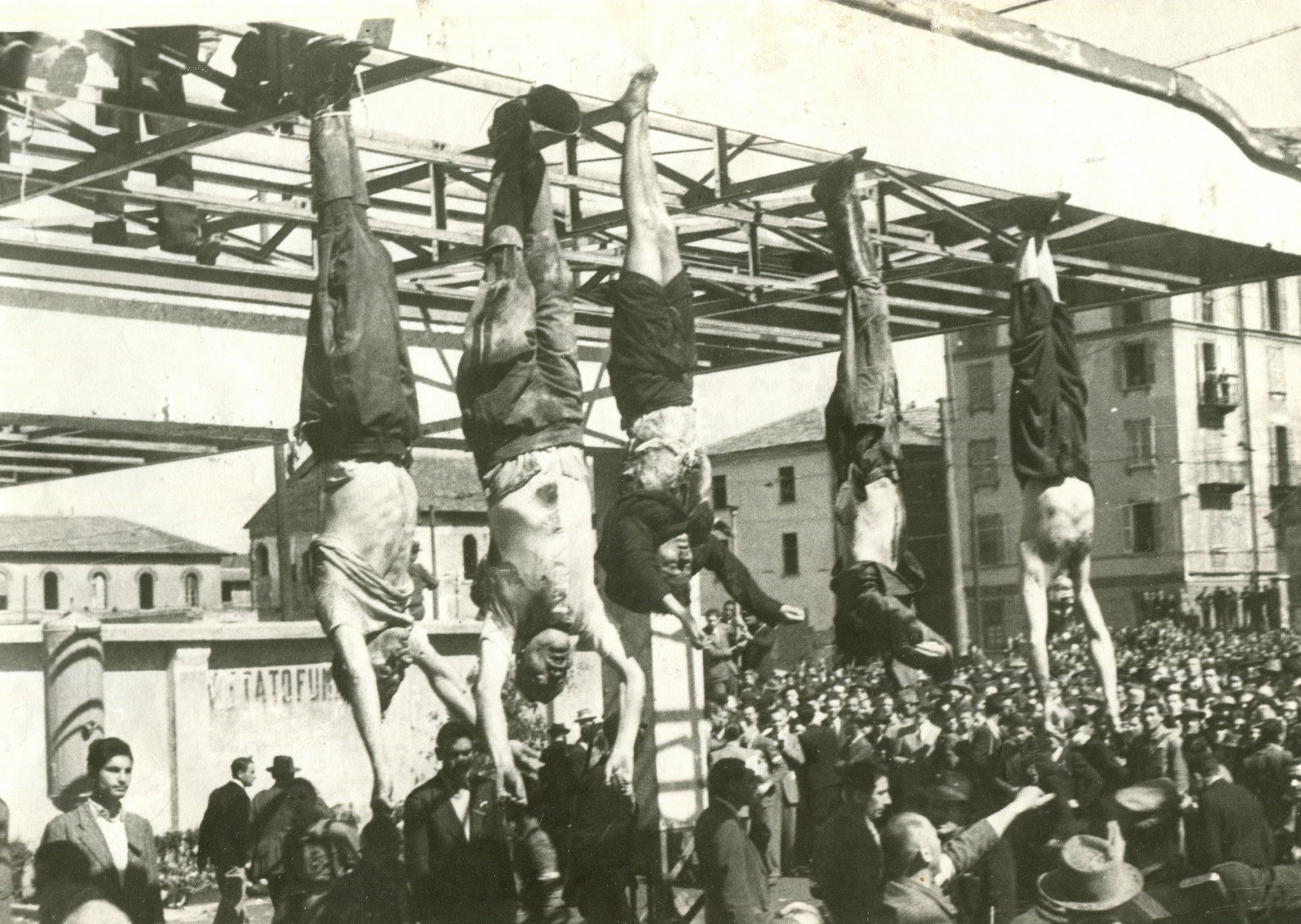
처형당한 무솔리니, 1945년 4월.

무솔리니는 탄핵 되어 구금되었으나 독일 공수부대의 오토 스코르체니가 이끄는 그랑사소 습격 작전으로 구출되었다. 독일은 무솔리니를 이탈리아 북부 산악 지역으로 이동시키고 괴뢰 정권인 이탈리아 사회공화국을 수립하게 하였다. 1943년 9월 연합군은 이탈리아 본토 진격에 나섰고, 나폴리의 시민들이 독일군에 저항하여 봉기한 나폴리의 나흘이 일어났다. 이탈리아군 대부분이 여전히 무솔리니의 지휘를 받는 국가공화군에 편입되어 있는 가운데, 연합군은 국왕을 지지하는 이탈리아군으로 구성된 이탈리아 협력군을 구성하였다. 이탈리아 각지에서 활동하던 이탈리아 파르티잔은 독일군과 파시스트 군을 상대로 격렬한 게릴라전을 수행하기 시작하였다.
독일은 이탈리아 점령지에서 파시스트 군대와 함께 아르데아티네 학살, 산타나 디 스타체마 학살과 같은 대량 학살을 저질렀다.1944년 6월 연합군은 로마에서 독일군을 몰아내었다. 그러나 이탈리아 북부의 산악 지역에 대한 공략은 험준한 지형으로 인해 1945년 봄까지 지연되었다. 1945년 4월 27일 무솔리니는 스위스 국경으로 도주하다 이탈리아 공산당 진영의 파르티잔에게 체포되었다. 다음 날 민족해방위원회는 무솔리니에 대해 사형을 의결하고 처형하였다. 처형된 시신은 다른 15명의 파시스트와 함께 밀라노에 있는 주유소에 내걸렸다. 파시스트의 최후 방어선이었던 고딕 전선은 1945년 5월 2일 무너졌고, 파시스트군은 연합군에 항복하였다.
바도글리오 내각은 9개월 정도 유지되었고 1944년 6월 9일 반파쇼 정치지도자인 당시 70세의 이바노에 보노미가 수상이 되었으나 한 달만에 사임하고 페루치오 파리가 수상이 되었다. 페루치오 파리는 파르티잔 출신으로 1945년 6월까지 내각을 이끌었으며, 이후 알치데 데 가스페리가 이탈리아 왕국의 마지막 총리가 되었다. 1946년 5월 9일 에마누엘레 3세는 아들 움베르토 2세에게 양위하였고, 6월 2일 국민투표를 통해 이탈리아는 공화정을 선포하였다. 움베르토 2세는 6월 12일 한 달 가량의 재위를 끝으로 폐위되었다. 공화국 출범이후 제헌의회는 새 대통령으로 엔리코 데 니콜라를 선출하였다.

## 이탈리아 공화국 (1946년 ~ 현재)

### 공화국의 수립

1946년 이탈리아 국가형태 국민투표 결과
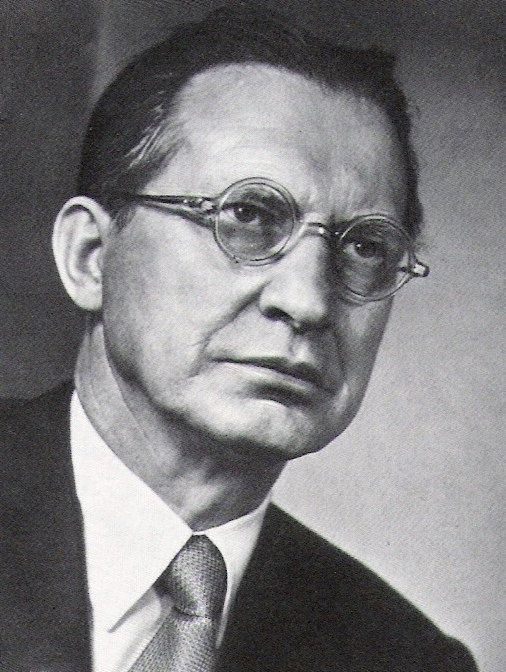
알치데 데 가스페리
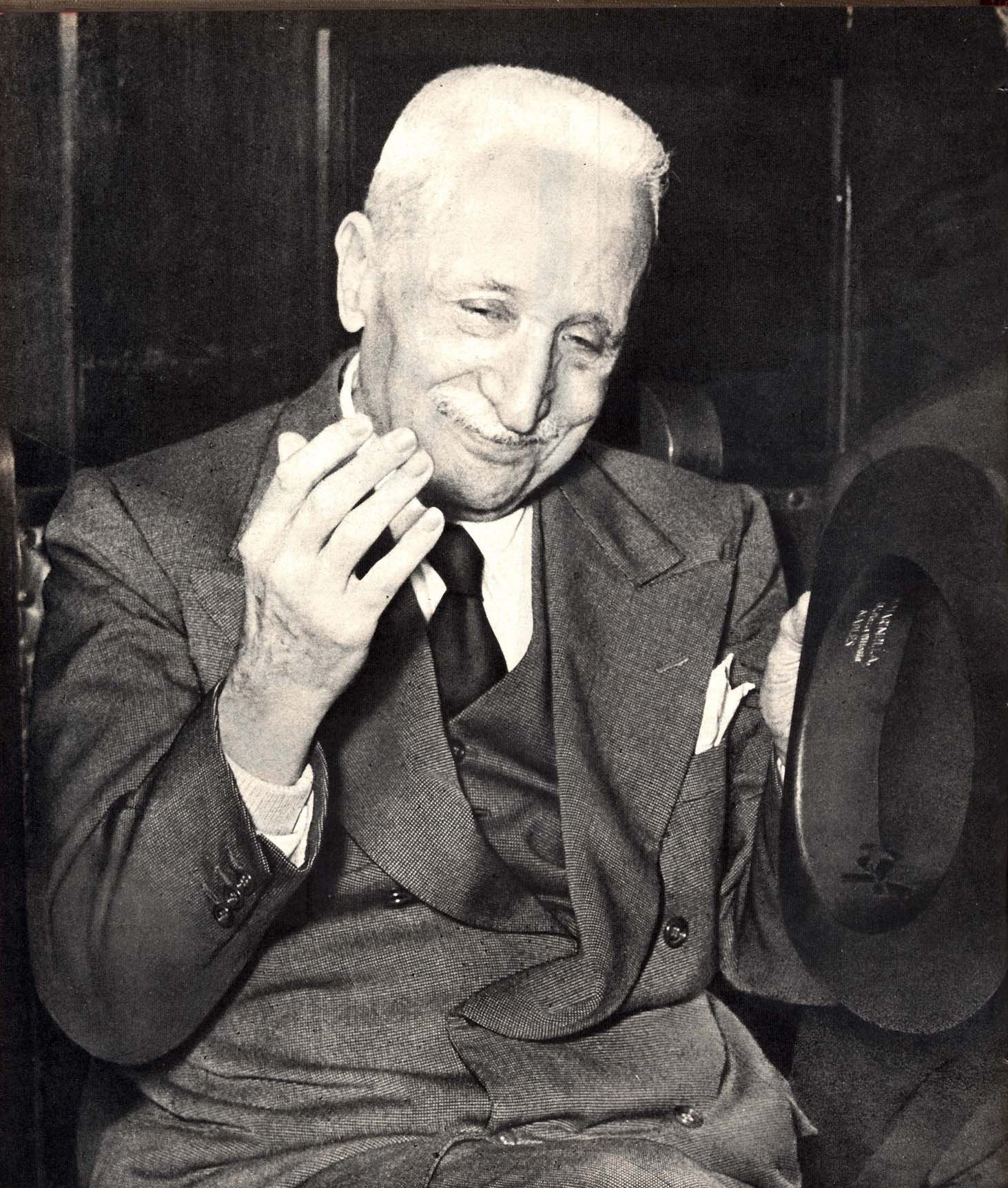
엔리코 데 니콜라

제2차 세계 대전 이후 이탈리아의 경제는 붕괴되었고 사회적 분열도 극심하였다. 비토리오 에마누엘레 3세는 스스로 퇴위하고 그의 아들 움베르토 2세가 즉위하였지만 군주제를 유지하려 할 경우 이탈리아는 내전을 맞을 처지였다. 1946년 이탈리아 국가형태 국민투표는 이탈리아의 정체로서 군주제를 유지할 것인지 공화정을 수립할 것인지를 묻는 투표였다. 6월 2일의 투표 결과 54%가 공화정을 지지하여 군주제는 종말을 맞았다. 새 공화국 정부는 왕족인 사보이 왕가의 모든 남성을 추방하였다. 왕가에 대한 추방 정책은 2002년까지 유지되었다. 국민투표는 556명의 이탈리아 개헌의회 의원의 선출도 겸하였으며, 기독교민주당이 207석, 이탈리아 사회당이 115석, 이탈리아 공산당이 104석을 차지하였다. 이탈리아 개헌의회는 1947년 미국의 압력으로 공산당이 불법화 된 가운데 이탈리아 의회로 대체되었다. 1948년 이탈리아 총선 결과 기민당이 다수당을 차지하였고, 이탈리아는 마셜 플랜과 북대서양조약기구에 참여하였다.
1947년 이탈리아 강화조약을 통해 이탈리아는 파쇼 정권이 점령하였던 발칸반도 지역을 유고슬라비아 사회주의 연방공화국에게 반환하였다. 이로서 이탈리아는 모든 해외 영토를 잃었다. 근대 이전부터 아드리아해 동안, 특히 달마티아에 살았던 이탈리아인들 가운데 다수는 이 조약을 통해 이탈리아로 이주하였다.

### 경제기적

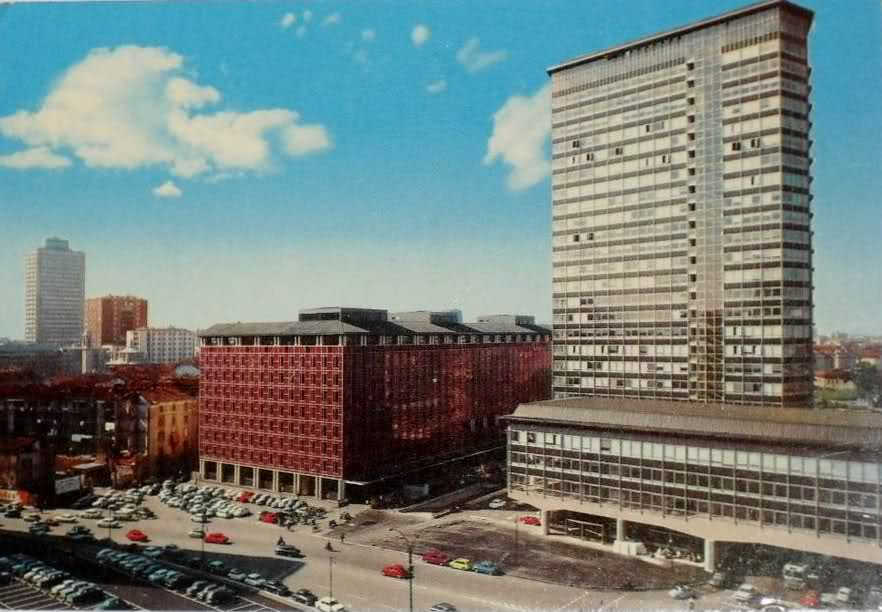
1960년대의 밀라노 중심가
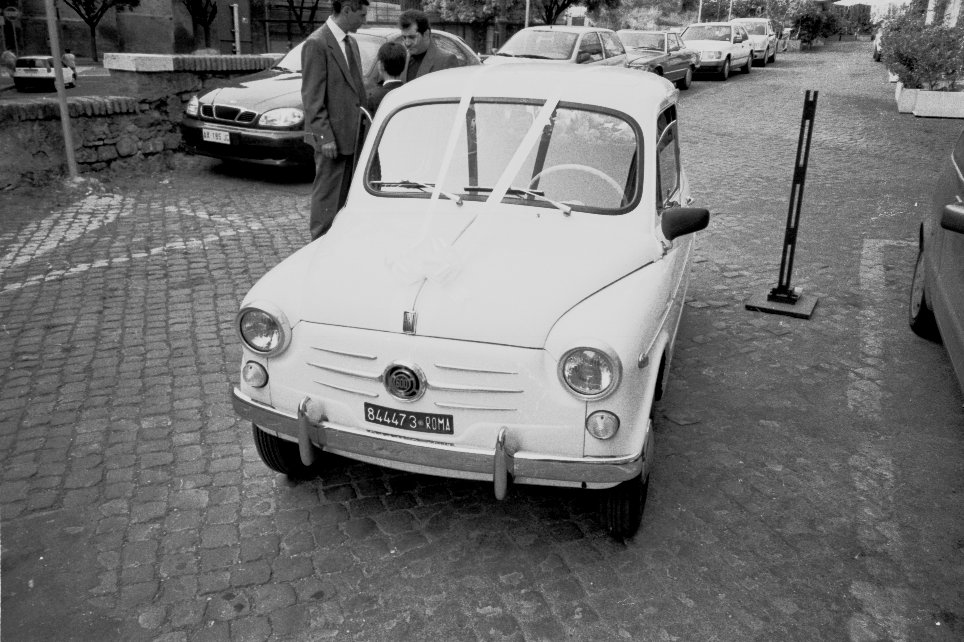
1950년대에서 60년대 이탈리아 중산층의 상징이었던 피아트 600

1950년대와 60년대 사이 이탈리아의 경제는 급속하게 성장하였다. 1951년에서 1963년 사이 이탈리아의 GDP는 연평균 5.6%의 성장을 보였고 1964년에서 1973년 사이에도 5.0%의 성장을 지속하였다. 이러한 고성장은 먀샬 플랜이 가동중이던 독일과 일본에서도 비슷환 양상으로 전개되었다. 이탈리아는 1957년 유럽 연합의 전신인 유럽 경제 공동체에 가입하였다.
이른바 이탈리아 경제기적이라 불리는 고성장으로 이탈리아는 급속한 인구 변동을 겪었다. 1955년에서 1971년사이 약 9백만명이 공업지역으로 이주하였다. 당시 산업 중심지는 밀라노, 토리노, 제노바였으며 "산업 삼각형"이라고 불렸다. 경제의 근대화로 새로운 인프라와 에너지 산업도 함께 증가하였다. 수백만 마일의 철도가 새로 놓이고 주요 도시가 고속도로로 연결되었다. 급속한 도시화와 인구 팽창으로 도시 개발은 계획적으로 이루어지지 못하였다.
고성장은 문화에도 큰 영향을 주었다. 경제 성장으로 메스미디어가 발전하였고, 중산층은 경제적 여유를 드러낼 수 있는 소비 문화를 즐겼다. 영화 산업도 크게 발전하여 피에르 파올로 파솔리니, 디노 리시, 비토리오 데 시카, 에토레 스콜라와 같은 영화 감독들이 활약하였다.
바욘트 댐 붕괴와 세베소 공해 사건은 급속한 경제 성장으로 인한 자연 환경의 파괴를 단적으로 보여준 사건이었다. 1959년 지어진 바욘트 댐은 1963년 대규모 산사태와 함께 붕괴되어 큰 피해를 주었고, 밀라노 인근의 화학 플랜트에서 2,3,7,8-테트라클로로디벤조다이옥신이 유출된 세베소 공해 사건은 이탈리아 사회에 큰 충격을 주었다. 급속한 경제 성장은 사회의 양극화 문제를 가져왔다. 경제 성장의 과실이 노동자까지 제대로 나누어지지는 않았고, 결국 1969년과 1970년 사이 대규모 파업이 일어났다. 프랑스 68혁명의 영향을 받아 일어난 노동자 대투쟁인 뜨거운 가을은 주40시간 노동제와 임금 인상을 요구하였다.
1973년 일어난 제1차 석유 파동으로 이탈리아는 고성장을 멈추고 전후 처음으로 경기 둔화를 겪었다.

### 납의 시대

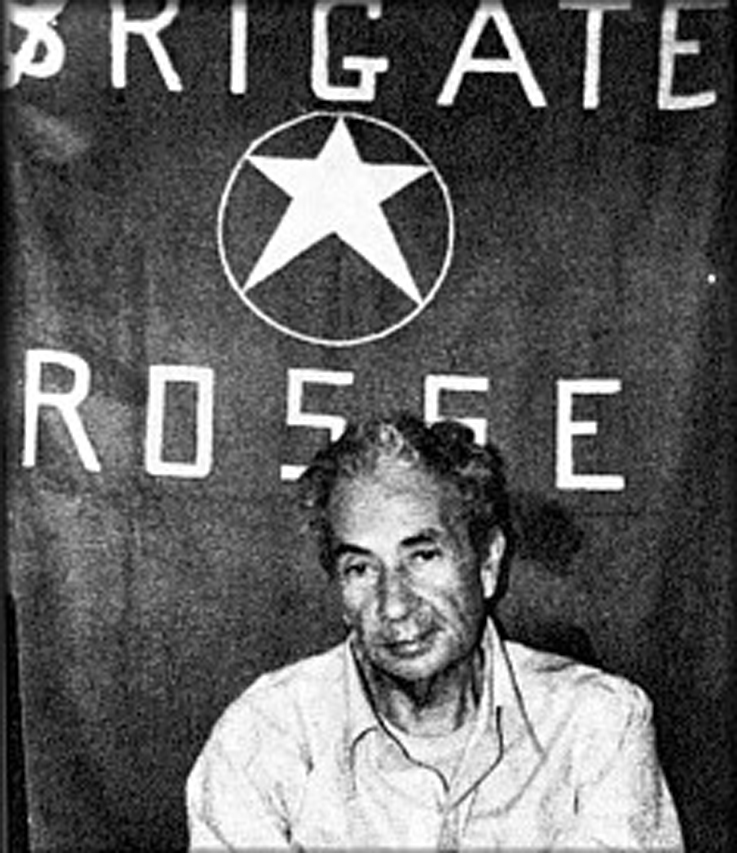
붉은 여단에게 납치당한 알도 모로
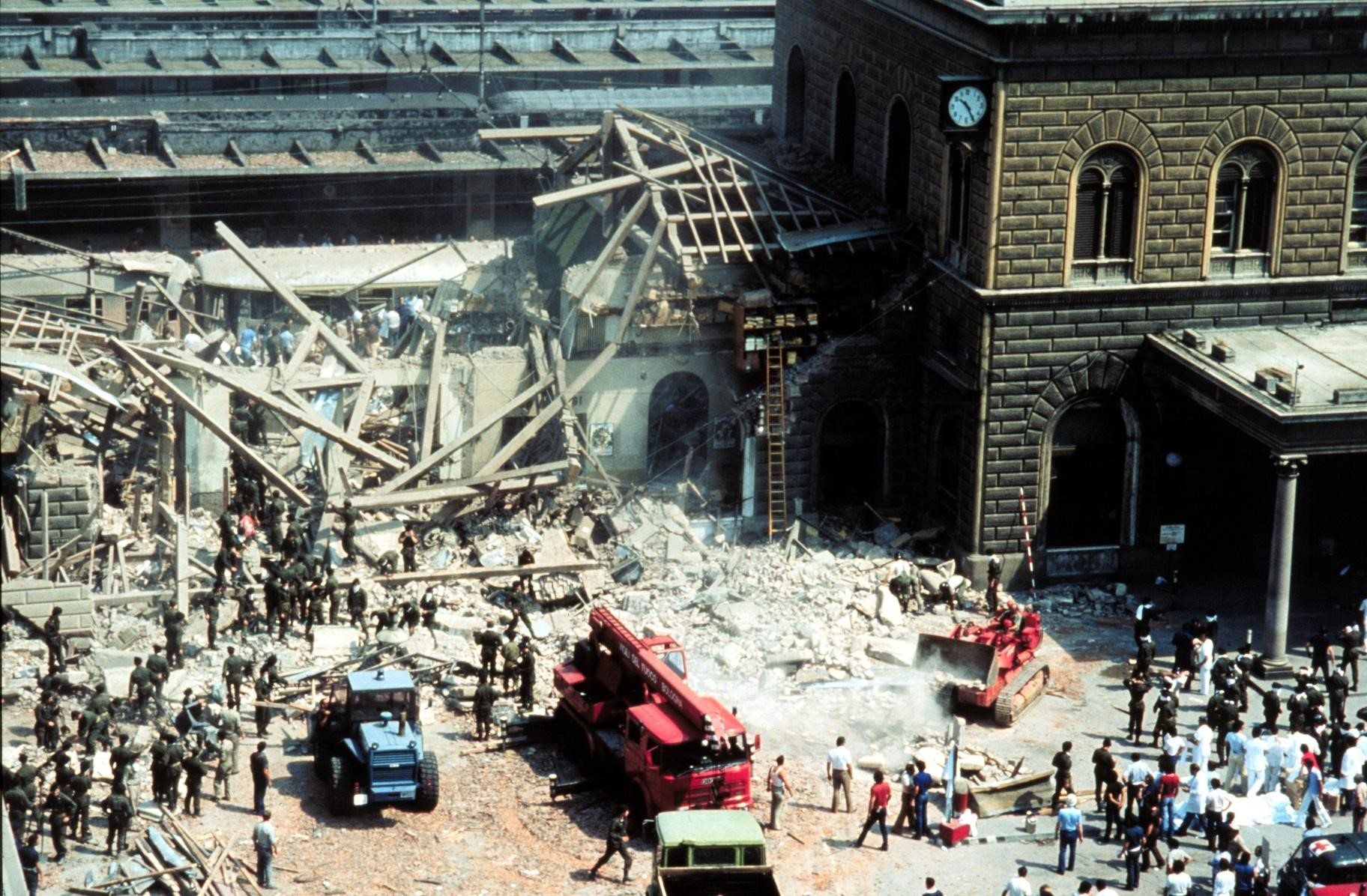
혁명핵심군(Nuclei Armati Rivoluzionari)이 일으킨 볼로냐 대학살

경제 성장기 동안 이탈리아에는 극좌적 경향을 가진 단체들이 만들어졌다. 붉은 여단과 같은 극좌 단체는 요인을 납치, 암살하였고 혁명핵심군과 같은 테러 조직은 민간인을 대상으로한 무차별적인 테러를 자행하였다. 이들은 1970년대에서 1980년대초까지 활동하였고, 이 시기를 납의 시대라고 부른다. 극좌 테러리즘이 자라난 배경은 경제 성장에도 여전한 사회적 갈등이었다.
이탈리아의 기독교민주당 지도자였던 알도 모로는 1973년 이탈리아 공산당과 역사적 타협을 갖고 공산당의 합법화에 합의하였다. 한편, 이탈리아 사회당은 소련 주도의 공산주의에 반대를 분명히 하였고, 이탈리아 공산당 역시 폭력 투쟁을 부정하는 입장을 취하게 되었다. 이러한 정치적 타협에 불만을 갖던 마오주의 테러조직 붉은 여단은 1978년 알도 모로를 납치하여 살해하였다. 이 사건은 이탈리아를 넘어 전 세계에 큰 충격을 주었다.

### 탄젠토폴리 스캔들
1992년 2월 이탈리아 사회당의 정치인 마리오 치에사가 부패 혐의로 체포된 것을 계기로 이탈리아 정치 전반에 만연해 있던 부패 스캔들이 터져나왔다. 축출을 의미하는 이탈리아어 낱말인 탄젠토폴리(Tangentopoli)는 부패 정치인에 대한 재판인 마니 풀리테 (Mani Pulite, 깨끗한 손)으로 이어져 1997년까지 계속되었다. 그 결과 당시 여당이던 기독교민주당과 제1 야당이던 이탈리아 사회당을 가릴 것 없는 거대한 정치 스캔들로 확산되었고, 결국 양당 모두 해산을 결정하는 결과를 낳았다. 주요 정당의 해산에 따라 이탈리아는 헌법을 개정하고 새 공화국이 출범하였다. 한편 소련의 몰락이후 이탈리아 공산당 역시 해체하였다.

### 제2공화국 (1992년 ~ 현재)

오늘날의 이탈리아
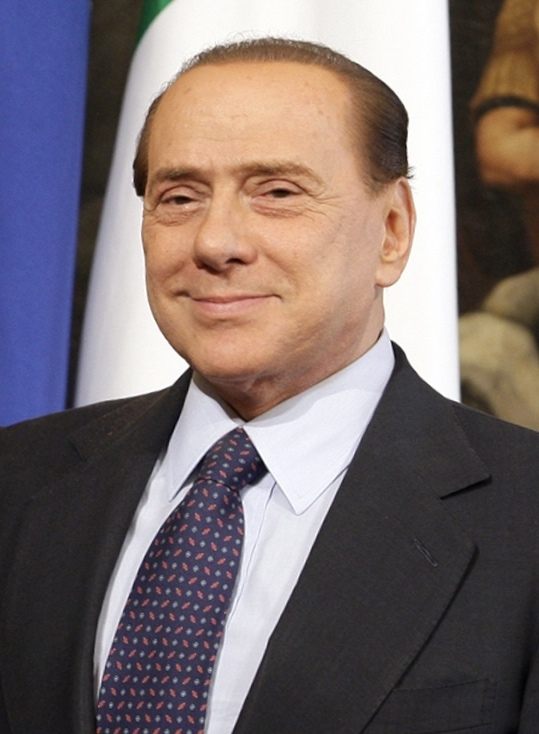
실비오 베를루스코니
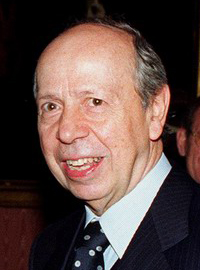
람베르토 디니
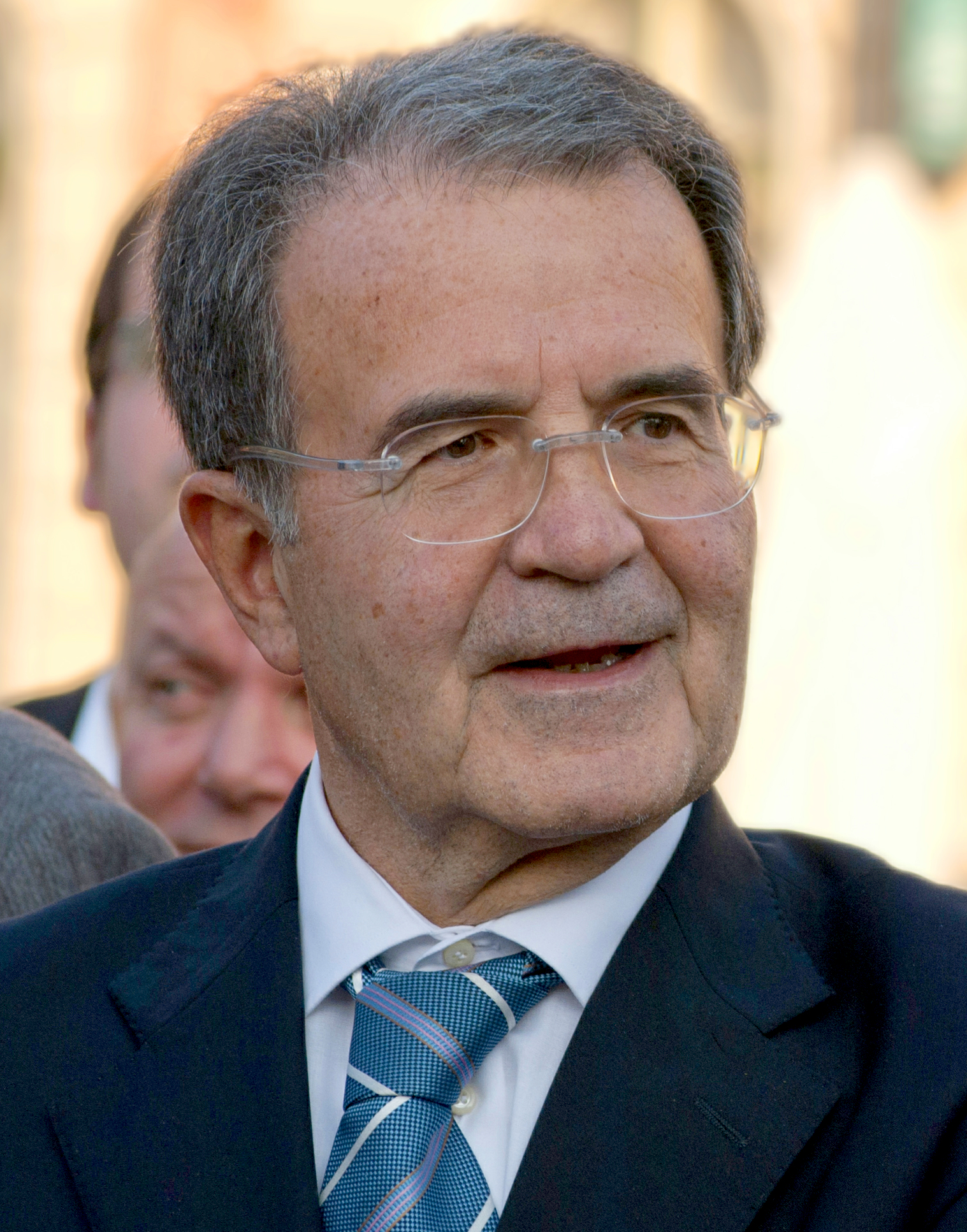
로마노 프로디
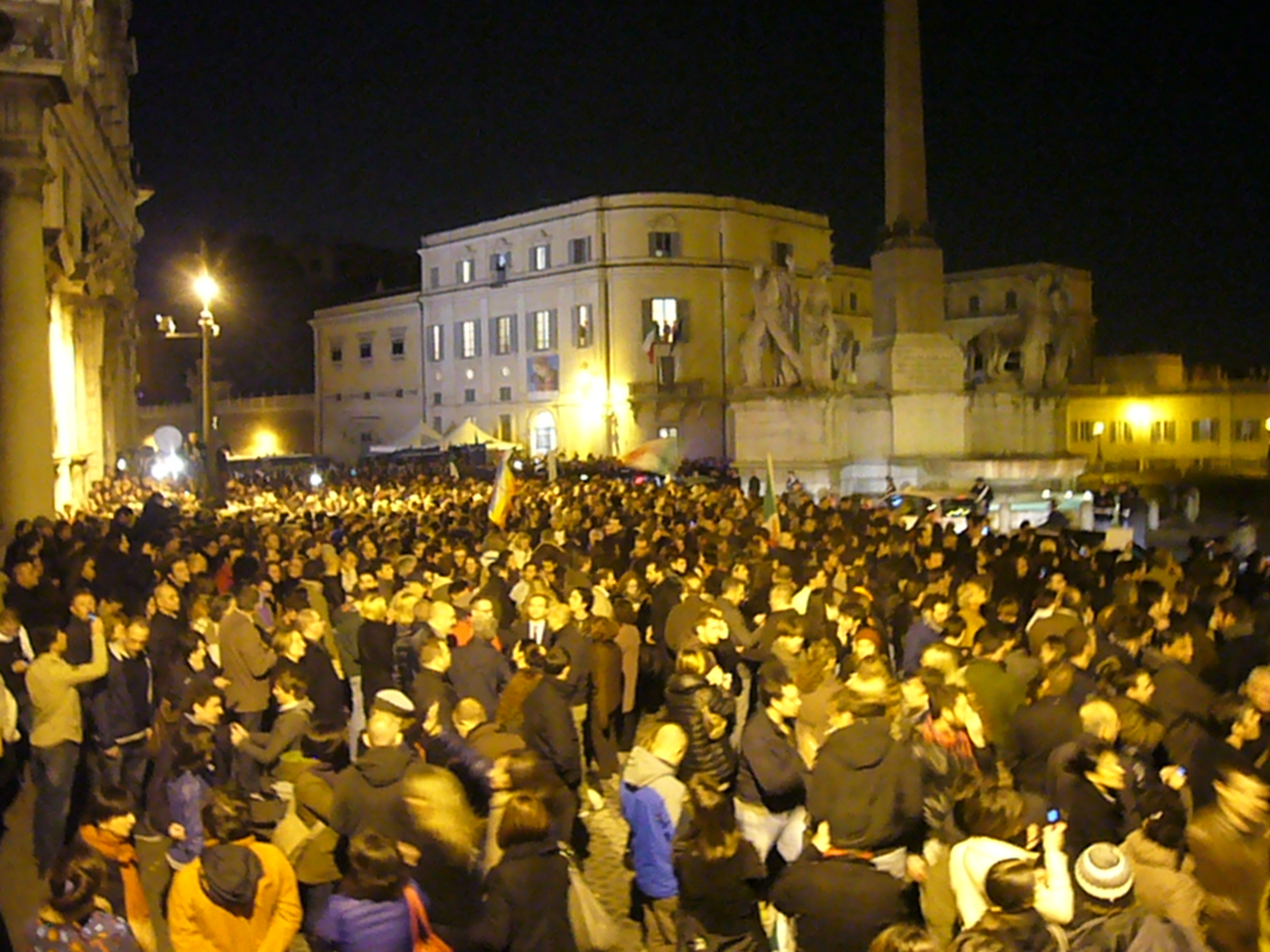
2011년 11월 12일 로마에서 열린 베를루스코니 퇴진 시위
피에르 루이지 베르사니

기존 정당이 해체되고 이합집산을 거듭하는 가운데 실시된 1994년 이탈리아 총선의 결과 미디어를 장악한 자본가인 실비오 베를루스코니가 이끄는 포르차 이탈리아가 부상하였고, 북부동맹 등과 연정을 통해 베를루스코니는 총리가 되었다. 그러나 북부동맹이 연정 파기를 선언하자 베를루스코니는 총리직에서 물러나게 되었고, 오스카르 루이지 스칼파로 대통령은 재정 전문 기술관료였던 람베르토 디니를 총리로 임명하였다. 디니는 1996년 총선까지 총리직을 역임하였다.
1996년 이탈리아 총선 결과 중도 좌파 연합을 이끌던 로마노 프로디가 총리가 되었고, 1998년 이탈리아 총선에서는 옛 공산당 출신인 좌익민주당 마시모 달레마가 총리가 되었으나 2000년 연정이 붕괴되자 사임하였다. 그후 2001년 이탈리아 총선을 통해 베를루스코니가 재집권하여 2006년까지 전쟁 이후 가장 오래 총리직을 역임하는 장기 집권에 성공하였다. 2006년 이탈리아 총선 결과 베를루스코니가 패배하고 프로디 내각이 다시 수립되었다. 2006년 프로디 내각은 11개에 달하는 모든 중도 좌파 정당이 참여한 이탈리아 연합으로 연정을 이루었다. 2008년 베를루스코니는 극우 성향의 국가동맹과 포르차 이탈리아가 합당하여 창당한 자유민중당 대표로 총선에서 승리하였다. 그러나 2010년 국가동맹 측이 탈당한 뒤 자유민중당은 세를 잃기 시작하였고, 베를루스코니 스스로도 성추문에 휩싸여 전국적인 반대 시위에 직면하였다. 2011년 11월 16일 베를루스코니는 이탈리아 전역에서 반대 시위가 열리는 가운데 사임하였다.
2013년 총선은 이탈리아 민주당의 지도자인 피에르 루이지 베르사니가 이끄는 중도 좌파 연합이 근소한 차이로 베를루스코니에게서 승리하였다. 그러나 베페 그릴로가 이끄는 오성운동이 25%의 지지율을 보이며 약진하는 이변이 일어나기도 하였다. 이탈리아의 다음 총선은 2018년으로 예정되어 있다.

## 같이 보기

### 이탈리아 각지의 역사
- 로마의 역사
- 나폴리의 역사
- 피렌체의 역사
- 제노바의 역사
- 베네치아의 역사

### 주요 옛 국가
- 고대 로마
- 랑고바르드 왕국
- 교황령
- 피렌체 공화국
- 베네치아 공화국
- 시칠리아 왕국
- 나폴리 왕국
- 양시칠리아 왕국
- 사보이 공국
- 이탈리아 왕국

## 내용주
1. ↑  파쇼는 고대 로마 정무관의 권력을 상징하는 도끼를 함께 묶은 속간(束幹) 즉 나무 다발을 뜻한다. 19세기 이후 이탈리아 노동운동에서 단결 또는 결사를 의미하는 말로 쓰였다.

## 참고 문헌

### 통사
- Coppa, Frank J. ed. Dictionary of Modern Italian History (1985)
- Di Scala, Spencer M. Italy: From Revolution to Republic, 1700 to the Present. (1998) 436pp online edition
- Domenico, Roy. The Regions of Italy: A Reference Guide to History and Culture (2002) online edition 보관됨 2011-06-05 - 웨이백 머신
- Duggan, Christopher. The Force of Destiny: A History of Italy Since 1796 (2008) excerpt and text search
- Hearder, Henry, and D. P. Waley; A Short History of Italy: From Classical Times to the Present Day (1963) online edition 보관됨 2008-06-21 - 웨이백 머신
- Holmes, George. The Oxford Illustrated History of Italy (2001) excerpt and text search
- Killinger; Charles L. The History of Italy (2002) online edition
- Smith, Denis Mack. Modern Italy: A Political History (1997)

### 지리와 환경
- Armiero, Marco, and Marcus Hall, eds. Nature and History in Modern Italy (Ecology and History Series) (Ohio University Press, 2010) 295 pp. ISBN 978-0-8214-1916-8 online review
- Arnone Sipari, Lorenzo, ed. Scritti scelti di Erminio Sipari sul Parco Nazionale d'Abruzzo (1922–1933) (Nature and Parks series) (Trento, 2011) 349 pp. ISBN 978-88-97372-05-9
- Delano-Smith, Catherine. Western Mediterranean Europe: A Historical Geography of Italy, Spain, and Southern France Since the Neolithic (1980)

### 고대사
- Cary, M. and H. H. Scullard. A History of Rome: Down to the Reign of Constantine (3rd ed. 1996), 690pp
- Forsythe, Gary. A Critical History of Early Rome (2005) 400pp
- Grant, Michael. History of Rome (1997)
- Heather, Peter. The Fall of the Roman Empire: A New History of Rome and the Barbarians (2006) 572pp
- Scullard, H. H. A History of the Roman World 753–146 BC (5th ed. 2002), 596pp

### 중세사
- Abulafia, David. Italy in the Central Middle Ages: 1000–1300 (Short Oxford History of Italy) (2004) excerpt and text search
- Bullough, Donald A. Italy and Her Invaders (1968)
- Herlihy, David, Robert S. Lopez, and Vsevolod Slessarev, eds., Economy, Society and Government in Medieval Italy (1969)
- Hyde, J. K. Society and Politics in Medieval Italy (1973)
- La Rocca, Cristina. Italy in the Early Middle Ages: 476–1000 (Short Oxford History of Italy) (2002) excerpt and text search
- Smith, Denis Mack. Medieval Sicily, 800–1713 (1968)
- Tobacco, Giovanni. The Struggle for Power in Medieval Italy: Structures of Political Power (1989)
- Wickham, Chris. Early Medieval Italy: Central Power and Local Society, 400–1000 (1981)

### 르네상스
- Hale, John Rigby (1981). 《A concise encyclopaedia of the Italian Renaissance》. London: Thames & Hudson. OCLC 636355191..
- Kohl, Benjamin G. and Allison Andrews Smith, eds. Major Problems in the History of the Italian Renaissance (1995).
- Najemy, John M. Italy in the Age of the Renaissance: 1300–1550 (The Short Oxford History of Italy) (2005) excerpt and text search
- White, John. Art and Architecture in Italy, 1250–1400 (1993)

### 근세사
- Cochrane, Eric. Italy, 1530–1630 (1988) online edition 보관됨 2011-06-05 - 웨이백 머신
- Carpanetto, Dino, and Giuseppe Ricuperati. Italy in the Age of Reason, 1685–1789 (1987) online edition 보관됨 2011-06-05 - 웨이백 머신
- Marino, John A. Early Modern Italy: 1550–1796 (Short Oxford History of Italy) (2002) excerpt and text search
- Venturi, Franco. Italy and the Enlightenment (1972)
- Woolf, Stuart. A History of Italy, 1700–1860 (1988)

### 이탈리아 통일
- Beales. D.. and E. Biagini, The Risorgimento and the Unification of Italy (2002)
- Clark, Martin. The Italian Risorgimento (Routledge, 2014)
- Collier, Martin, Italian Unification, 1820–71 (Heinemann, 2003); textbook, 156 pages
- Davis, John A., 편집. (2000). 《Italy in the nineteenth century: 1796–1900》. London: Oxford University Press.
- Farmer, Alan. "How was Italy Unified?, History Review 54, March 2006
- Hearder, Harry. Italy in the Age of the Risorgimento 1790 – 1870 (1983) excerpt
- Holt, Edgar. The Making of Italy 1815–1870, (1971).
- Laven, David. Restoration and Risorgimento: Italy 1796–1870 (2012)
- Pearce, Robert, and Andrina Stiles. Access to History: The Unification of Italy 1789–1896 (4th rf., Hodder Education, 2015), textbook. excerpt
- Riall, Lucy. Risorgimento: The History of Italy from Napoleon to Nation State (2009)
- Riall, Lucy. The Italian Risorgimento: State, Society, and National Unification (Routledge, 1994) online
- Riall, Lucy. Garibaldi: Invention of a hero (Yale UP, 2008).
- Riall, Lucy (1998). “Hero, saint or revolutionary? Nineteenth-century politics and the cult of Garibaldi”. 《Modern Italy》 3 (02): 191–204. doi:10.1080/13532949808454803.
- Ridley, Jasper. Garibaldi (1974), a standard biography.
- Smith, Denis Mack. Cavour (1985)
- Smith, Denis Mack. Victor Emanuel, Cavour, and the Risorgimento (Oxford UP, 1971)
- Stiles, A. The Unification of Italy 1815–70 (2nd edition, 2001)
- Thayer, William Roscoe (1911). 《The Life and Times of Cavour vol 1》. old interpretations but useful on details; vol 1 goes to 1859]; volume 2 online covers 1859–62

### 현대
- Bosworth, Richard J. B. (2005). 《Mussolini's Italy》.
- Cannistraro, Philip V. ed. Historical Dictionary of Fascist Italy (1982)
- Clark, Martin. Modern Italy: 1871–1982 (1984, 3rd edn 2008)
- De Grand, Alexander. Giovanni Giolitti and Liberal Italy from the Challenge of Mass Politics to the Rise of Fascism, 1882–1922 (2001)
- De Grand, Alexander. Italian Fascism: Its Origins and Development (1989)
- Encyclopædia Britannica (12th ed. 1922) comprises the 11th edition plus three new volumes 30-31-32 that cover events 1911–1922 with very thorough coverage of the war as well as every country and colony. Included also in 13th edition (1926) partly online
  - full text of vol 30 ABBE to ENGLISH HISTORY online free
- Gilmour, David.The Pursuit of Italy: A History of a Land, Its Regions, and Their Peoples (2011). excerpt
- Ginsborg, Paul. A History of Contemporary Italy, 1943–1988 (2003). excerpt and text search
- Lyttelton, Adrian. Liberal and Fascist Italy: 1900–1945 (Short Oxford History of Italy) (2002) excerpt and text search
- McCarthy, Patrick ed. Italy since 1945 (2000)
- Smith, D. Mack (1997). 《Modern Italy: A Political History》. Ann Arbor: The University of Michigan Press. ISBN 0-472-10895-6. 2011년 6월 5일에 원본 문서에서 보존된 문서. 2017년 10월 22일에 확인함.
- Toniolo, Gianni. An Economic History of Liberal Italy, 1850–1918 (1990)
- Toniolo, Gianni, ed. The Oxford Handbook of the Italian Economy since Unification (Oxford University Press, 2013) 785 pp. online review; another online review
- Williams, Isobel. Allies and Italians under Occupation: Sicily and Southern Italy, 1943–45 (Palgrave Macmillan, 2013). xiv + 308 pp. online review
- Zamagni, Vera. The Economic History of Italy, 1860–1990 (1993) 413 pp. ISBN 0-19-828773-9.

### 역사 개요
- Azzi, Stephen Corrado (1993). “The Historiography of Fascist Foreign Policy”. 《Historical Journal》 36 (1): 187–203. doi:10.1017/s0018246x00016174. JSTOR 2639522.
- Bernhard, Patrick (2014). “Renarrating Italian Fascism: New Directions in the Historiography of a European Dictatorship”. 《Contemporary European History》 23 (1): 151–163. doi:10.1017/s0960777313000556.
- Boardman, Jonathan. Umbria: A Cultural History (Signal Books; 2012). Charts a complex history of literature, religion, art, migration, and industry.
- Dipper, Christof (2015). “Italian Contemporary Historiography. A Snapshot”. 《Vierteljahrshefte Fur Zeitgeschichte》 63 (3): 351. doi:10.1515/vfzg-2015-0021.
- Ferrari, Paolo (2015). “The memory and historiography of the First World War in Italy”. 《Comillas Journal of International Relations》 2: 117–126.
- Foot, John. Italy's Divided Memory (Palgrave Macmillan; 262 pages; 2010). Describes regional, political, and other divisions in Italian public memory of history.
- Musi, Aurelio (2013). “Modern Italy in French, English and American historiography”. 《Nuova Rivista Storica》 97 (3): 909–952.
- Pasquino, Gianfranco. "Political History in Italy," Journal of Policy History (2009) 21#3 pp 282–97, on 20th century historians; covers Italian politics after World War II, and works of Silvio Lanaro, Aurelio Lepre, and Nicola Tranfaglia. Also discusses rise of the Italian Communist party, the role of the Christian Democrats in Italian society, and the development of the Italian parliamentary Republic. summary
- Ramm, Agatha (1972). “The Risorgimento in Sicily: Recent Literature”. 《English Historical Review》 87 (345): 795–811. doi:10.1093/ehr/lxxxvii.cccxlv.795. JSTOR 562204.
- Rao, Anna Maria. "Napoleonic Italy: Old and New Trends in Historiography." in Ute Planert, ed., Napoleon’s Empire (Palgrave Macmillan UK, 2016). pp 84–97.